# Садовая улица (Санкт-Петербург)
Садо́вая у́лица (в 1923—1944 годах — улица 3-го Июля) — одна из центральных улиц Санкт-Петербурга. Проходит через исторический центр города от 1-го Садового моста через Мойку вблизи Марсова поля до места соединения канала Грибоедова и Фонтанки по территории двух островов дельты Невы: Спасского (от Мойки до Крюкова канала) и Покровского (от Крюкова канала до места соединения канала Грибоедова и Фонтанки). В створе улицы через Крюков канал перекинут Старо-Никольский мост. Участок от Мойки до Гороховой улицы относится к Центральному району города, а остальная часть — к Адмиралтейскому. Протяжённость улицы — 4376 м (сравнима по длине с пересекающим её Невским проспектом), ширина проезжей части — около 8 м, а расстояние между домами достигает 18 м.
Улица имеет большое культурно-историческое значение — здесь расположено множество памятников истории и архитектуры XVIII—XX веков, в том числе Михайловский замок, Воронцовский дворец, Гостиный двор, дворец Юсуповых; кроме того, магистраль несёт важные транспортные функции, связывая одной линией центральные районы города. Здесь по разным адресам в своё время проживали Дмитрий Милютин, Алексей Куропаткин, Михаил Лермонтов, Демьян Бедный, Иван Крылов, Михаил Петрашевский, Юрий Лисянский, Аполлон Майков, Евгений Тарле, Сергей Прокофьев.

## Происхождение названия
Своим современным названием Садовая улица обязана тому, что первый её участок от Невского проспекта был проложен до Апраксина переулка, где в то время (1739 год) располагались многочисленные особняки и усадьбы с обширными садами и огородами.
В разное время отдельные участки улицы назывались Большая и Малая Садовая, Покровская и Широкая улицы. Название Садовая установилось за всей улицей 16 апреля 1887 года.
В советское время улица дважды меняла своё название: 6 октября 1923 года она была переименована в улицу 3-го июля (название связано с расстрелом демонстрации в июле 1917 года на перекрёстке Невского и Садовой), однако оно не прижилось, и 13 января 1944 года ей вернули историческое наименование — Садовая.

## История

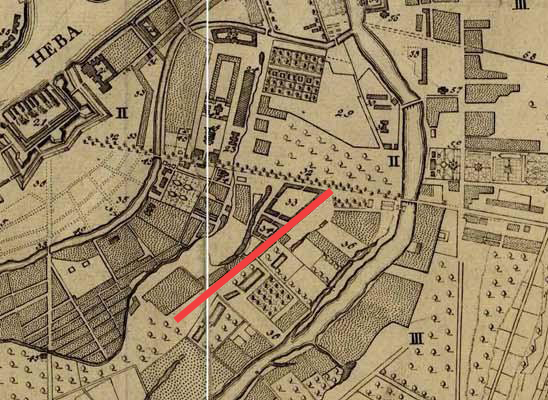
«План Императорского столичного города Санкт-Петербурга, сочинённый в 1737 году» (фрагмент), на котором изображена Садовая улица (красным цветом) от Гостиного до Апраксина двора

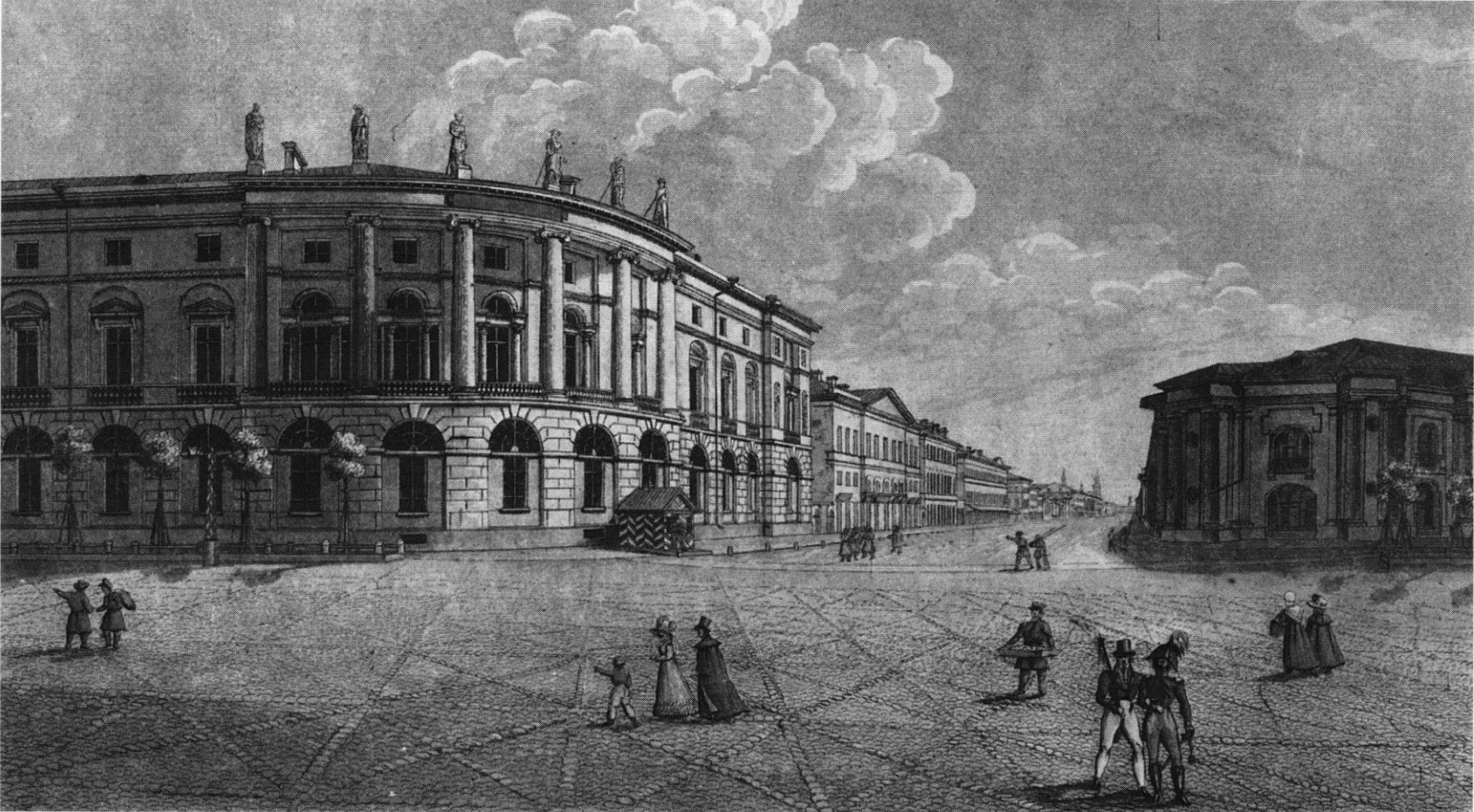
Императорская публичная библиотека. Гравюра XIX века.

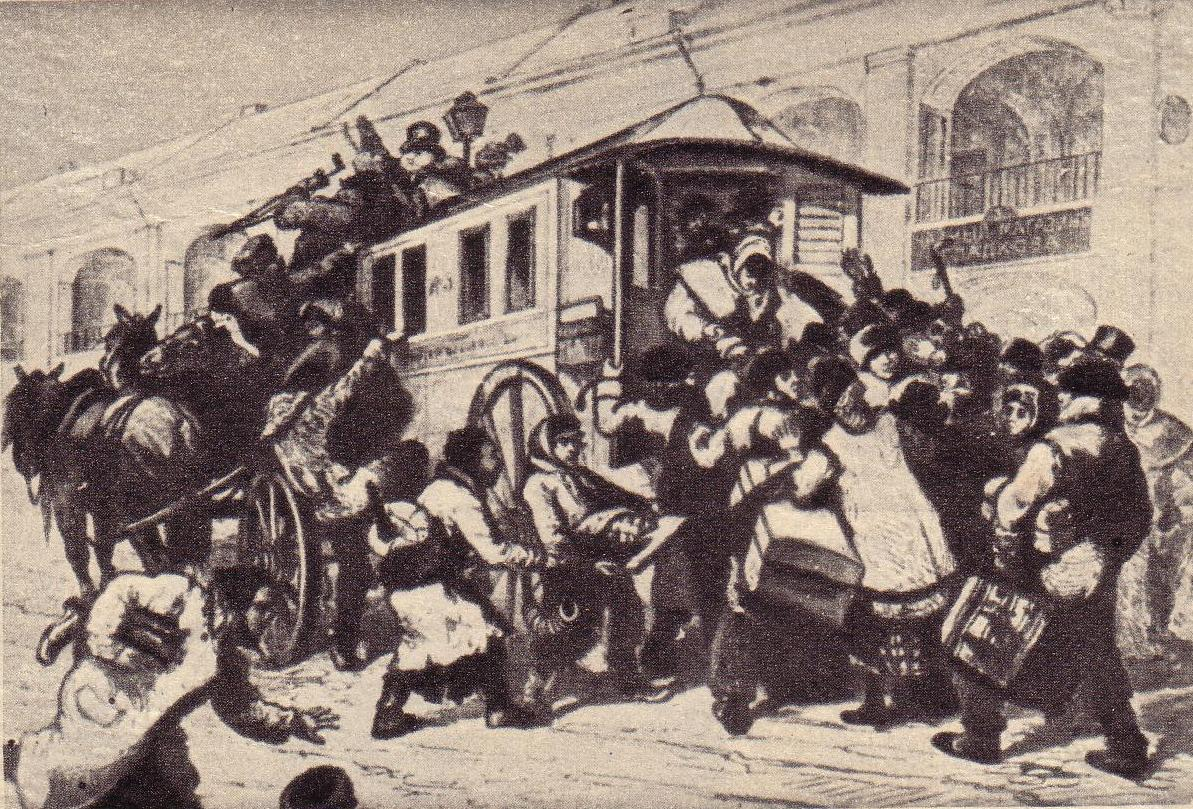
Посадка в омнибус у Гостиного двора: "Минута остановки конки на углу Садовой и Невского" (1832).

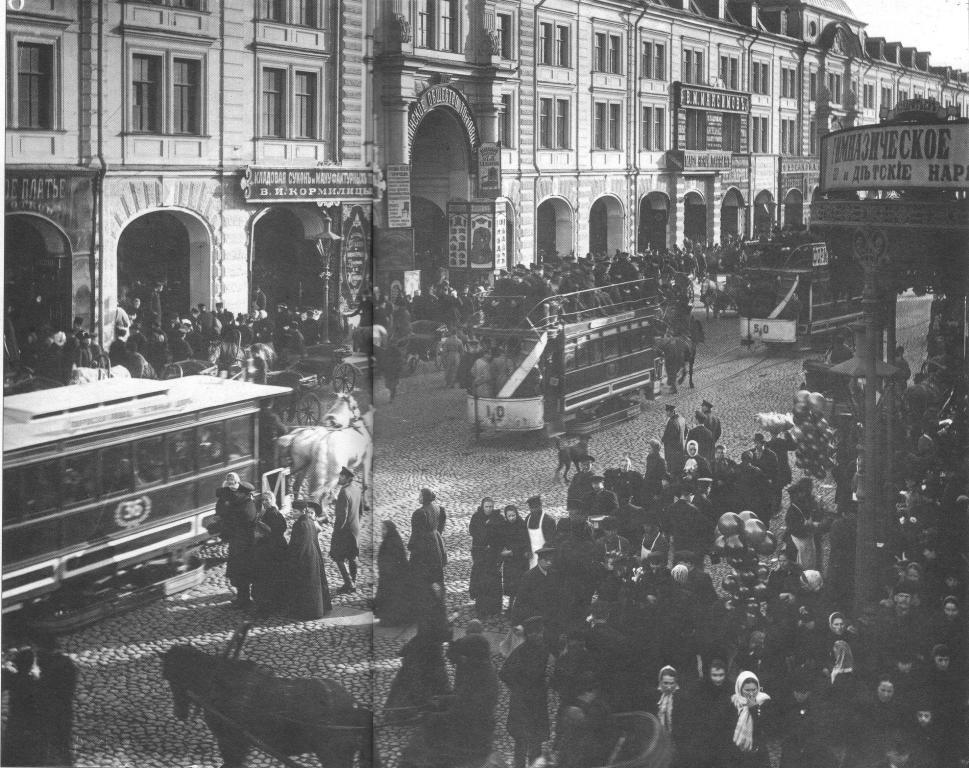
Конка на Садовой улице близ Апраксина двора. Фото Карла Буллы, начало XX века.

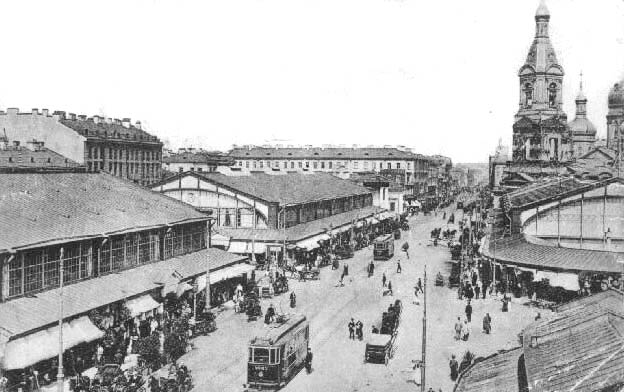
Сенная площадь, 1910-е

В XVIII веке от главной магистрали Петербурга — Невского проспекта — вверх по реке Фонтанке располагались усадьбы аристократов с садами и огородами, выходившими на просеку. В 1710 году на её месте образовалась улица, которая первоначально застраивалась от Невского проспекта на юг до Апраксина двора. Однако вскоре архитектор-градостроитель Пётр Еропкин продолжил улицу от Мучного переулка на юго-запад, прочертив её параллельно Фонтанной речке, вплоть до соединения с Екатерининским каналом. Одна из двух площадей, спроектированных Еропкиным на Садовой улице, где разрешили торг сеном, соломой и дровами, получила название Сенной и дала название этому участку улицы, а вторая площадь — Покровская (ныне — площадь Тургенева) — стала центром Коломны. Сенная улица заканчивалась у Старо-Калинкина моста на окраине города. К западу от Крюкова канала в те времена начиналась городская окраина, о чём свидетельствуют дошедшие до нас сведения о стоимости земли. Так, земля по Садовой до Никольского собора стоила 150—200 руб. за сажень, в то время как земля западнее Крюкова канала до Покровской площади значительно дешевле — 40—80 руб. за сажень. Первыми жителями Коломны были мелкие чиновники, мастеровые, корабельщики.
Затем в 1820 году Садовая улица была продлена на север в сторону Марсова поля. Этот участок улицы уже виден на карте города 1825 года. С момента своего обустройства улица стала единственной прямой сухопутной магистралью, соединявшей Невский проспект с пригородной Петергофской дорогой, которая брала начало от устья Фонтанки на западной окраине города. За Сенной площадью эта дорога разветвлялась — параллельно Садовой улице шёл Екатерингофский проспект (ныне — проспект Римского-Корсакова), снова соединяясь с ней на Калинкинской площади (площадь Репина).
Садовая улица в окрестностях Апраксина двора считалась местом обитания выходцев из Ярославля. Апраксин двор административно относился ко 2-му участку Спасской части. Население здесь было преимущественно крестьянское, так, в 1897 году недавние сельские жители составляли 62,8 % всех мужчин участка, а крестьянки — 53,0 % женщин. При этом 33,6 % крестьян были уроженцами Ярославской губернии, именовавшиеся в городе как «петербургские янки», — именно они составляли большую часть столичных торговцев. 7,2 % всех торговцев составляли самостоятельные хозяева: шанс завести собственное дело здесь был выше, чем в какой-либо другой профессии. Наибольшие возможности выйти в средний класс имелись в скупке скота и сена, торговле вразнос лесом и дровами, железом и строительными материалами, шорной и кожевенной торговле.
Далее вниз по улице в начале XIX века начали возводить доходные дома, которые образовали современный облик этого района Санкт-Петербурга. Доходный дом обычно занимал по периметру весь принадлежавший домовладельцу участок с незастроенным внутренним двором-колодцем. Богатые заказчики приглашали известных зодчих (архитекторы В. В. Шауб, Н. П. Гребёнка, В. Ф. Розинский, Э. Г. Юргенс, Н. Н. Ковригин и другие). Здания многократно перестраивались и реконструировались — согласно желанию владельцев, среди которых были как купцы, вельможи, так и церковные деятели и отставные военные. Первые этажи сдавались под многочисленные лавки, трактиры, магазины и конторы, а на остальных этажах располагались квартиры и меблированные комнаты, в которых обычно жили мелкие купцы, чиновники, служащие, а также более обеспеченные горожане.
Во второй половине XIX века Садовая окончательно закрепила за собой звание центра городской торговли и коммерции. Улица заканчивалась у Нарвского тракта, подходившего к Петербургу с юга, и привозной товар здесь преобладал над местным, хотя вокруг Садовой улицы было множество мастерских, которые работали на продажу и сами сбывали свои изделия. Здесь селились крестьяне-отходники — шапочники, меховщики, портные, сапожники. Вперемежку с лавочками и рынками по Садовой тянулись трактиры, распивочные и обжорные ряды. Часть улицы от Невского до Гороховой была оживлённой: за Гостиным двором находились Морской, Мучной и Мариинский рынки, а также Апраксин двор и Щукин двор.
Сенная площадь была дешёвым рынком Петербурга. В конце XIX века на Ново-Александровском рынке, на углу Садовой и Вознесенского проспекта, действовала «толкучка», где продавали различную утварь, мебель, посуду, бочки, корзины. Рынок проработал до 1932 года, после чего на его месте построили корпуса студенческих общежитий. Никольский рынок, находившийся в месте слияния Фонтанки и Крюкова канала, был очень удобен для транспортировки грузов и товаров по воде. В районе Коломны на Покровской площади также был небольшой рынок, снабжавший вещами и провизией жителей окрестных домов.
После 1917 года почти все доходные дома на Садовой улице подверглись внутренним перепланировкам: отдельные квартиры были превращены в коммунальные. При этом при советской власти почти вся историческая застройка была сохранена, кроме нескольких рынков и Сенной площади, которую значительно реконструировали. Так, здесь были снесены Успенская церковь и торговые ряды. В начале XXI века на площади возвели торгово-развлекательный комплекс «ПИК».
В 2003—2004 годах произведена реконструкция асфальтового покрытия улицы.

## Памятники архитектуры и истории

### От реки Мойки до Невского проспекта

#### Михайловский сад и дворец

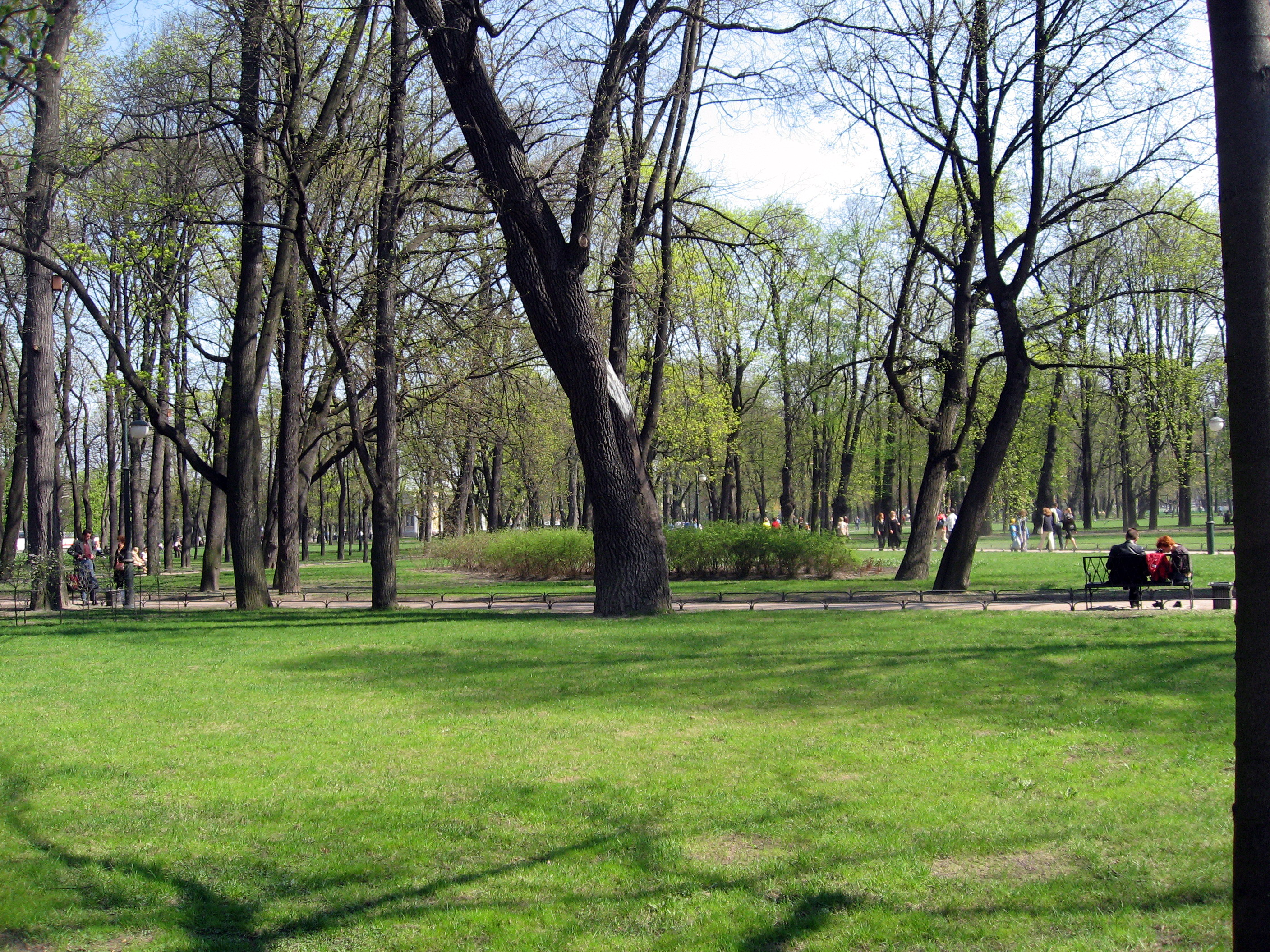
Михайловский сад

Михайловский сад — один из самых известных и благоустроенных парков города, с южной стороны он примыкает к комплексу зданий Русского музея (Михайловского дворца, зданий Этнографического музея, корпусов Росси и Бенуа). С восточной стороны территория парка ограничена Садовой улицей, с северной — рекой Мойкой, а с западной — каналом Грибоедова. У северо-западной части Михайловского сада располагается храм Спаса на Крови.
Михайловский сад возник в одно время с Летним садом и в начале XVIII века звался Третьим летним; тем самым его отличали от двух первых садов, принадлежавших царю. С 1712 года здесь стали строить резиденцию для супруги Петра Екатерины I. На месте нынешнего корпуса Росси построили небольшой Екатерининский дворец. Здание с золотым шпилем с фонариком фигурирует в исторических хрониках под названием «Золотых хором». Архитектурное решение было типично для всех первых построек в Петербурге, однако имя зодчего не сохранилось.
С воцарением Анны Иоанновны Третий летний сад подвергся кардинальной перестройке. Сперва на место нынешней Мариинской больницы перенесли «овощной огород», а на высвободившихся значительных площадях для страстно любящей охоту императрицы разбили «ягд-гартен» — сад для гоньбы и стреляния оленей, кабанов, зайцев, а также галереи для охотников и каменные стенки для предупреждения залета пуль и дроби. Остальную часть устроили по тогдашней моде в регулярном стиле. Работы по «императрицыному саду» вёл Франческо Бартоломео Растрелли. Крестообразные аллеи, клумбы, цветники, мраморные статуи и стриженые деревья превратили усадьбу в итальянский или французский парк. Пространство оживлялось декоративными павильонами и беседками с мраморными полами. Анна Иоанновна заказала Растрелли для себя Летний дворец и приказала строить «с крайним поспешанием». Однако его заложили лишь 24 июля 1741 года, когда на престол взошла Елизавета Петровна. Деревянный барочный дворец, богато украшенный резьбой и скульптурой, стоял ровно на месте нынешнего Инженерного замка. Парадная аллея от Невского проспекта к дворцу заканчивалась у ворот с золочёной кованой решёткой, за которой располагалась площадь, образованная дворцовыми корпусами. В феврале 1796 года новый император Павел I приказал снести старый дворец «за ветхостью» и на его месте возвести новый. Этот новый дворец впоследствии получил название Михайловского замка.
Ландшафт сада значительно изменился. Два искусственных канала — Воскресенский и Церковный (ныне засыпанные) — соединялись с Мойкой и Фонтанкой, делали замок неприступным. Попасть в него можно было только через три подъёмных моста. Перед главным фасадом появился Коннетабль — площадь для высших сановников,— служивший плацем для парадов. Тут же установили памятник Петру I работы Бартоломео Карло Растрелли.
На границе парка находится Михайловский дворец, построенный по проекту К. И. Росси в 1819—1825 годах в стиле ампир для сына императора Павла I, великого князя Михаила Павловича. Позднее здание было продано в казну, а в 1895 году Александр III открыл здесь Русский музей.

#### Российский этнографический музей (№ 1)

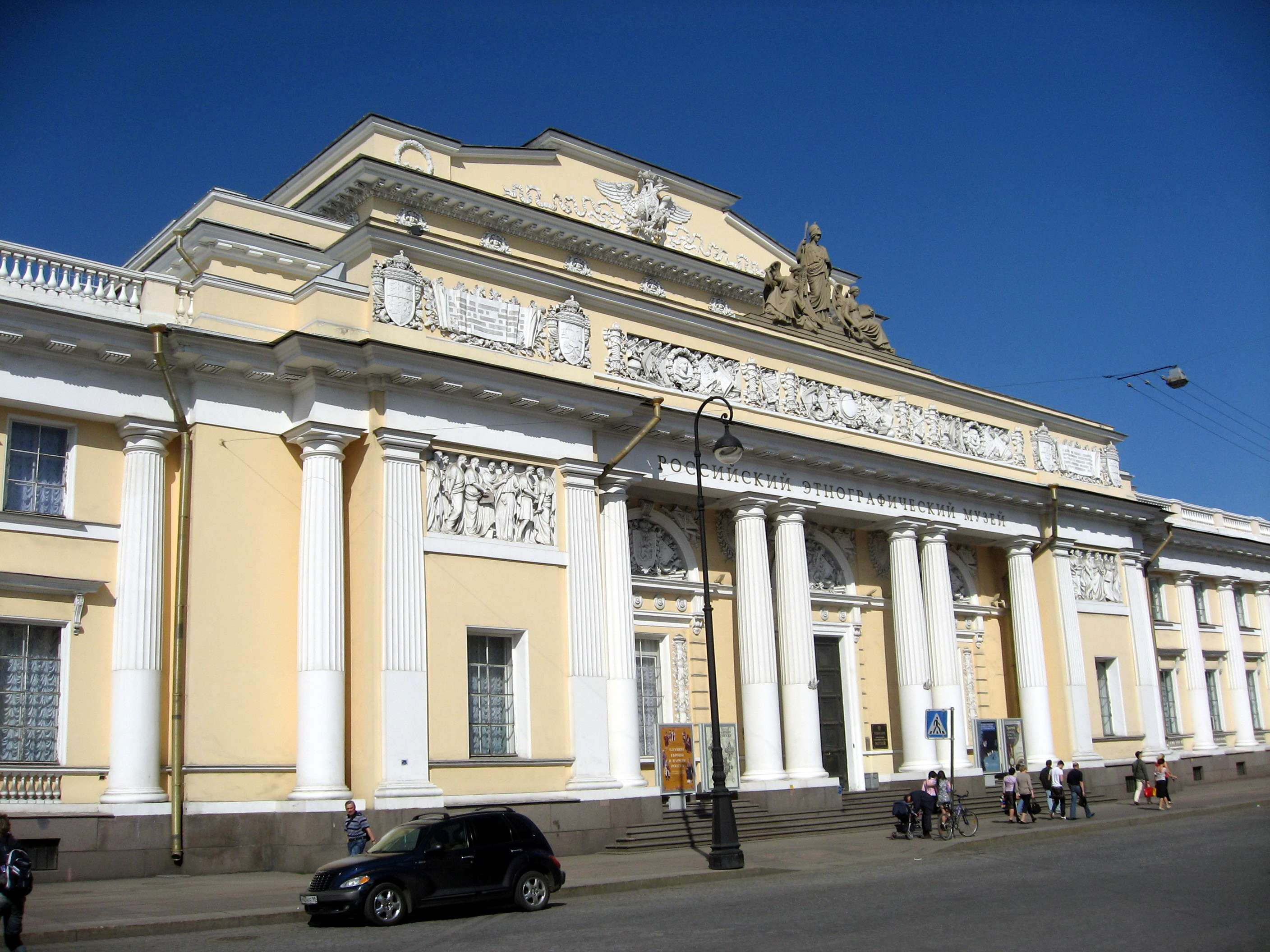
Российский этнографический музей

Дом на углу с Инженерной улицей — здание Российского этнографического музея, построенное в 1902—1913 годах по проекту архитектора В. Ф. Свиньина в стиле русского неоклассицизма. Является одним из немногих сооружений в Санкт-Петербурге, специально возведённых для музея. Внутри здание имеет чёткую симметричную планировку с торжественными Мраморным залом и парадным Аванзалом в центре. На каждом из двух этажей расположено по двенадцать залов, объединённых центральной галереей. По замыслу и исполнению архитектура и внутренняя отделка здания соответствовали его назначению — показу этнографических коллекций. Стены залов были окрашены в спокойные тона без росписей и лепных украшений. Одновременно со строительством здания в Германии была заказана специальная герметичная мебель и построена дезинфекционная камера, которые служат музею до настоящего времени.
На 2010 год в музее хранится 500 тысяч этнографических предметов по 157 многочисленным и малым народам России, начиная с XVIII века, среди которых галерея костюмов, в том числе одежда из рыбьей кожи и крапивного волокна, а также редкие комплексы атрибутов шаманов народов Сибири и Дальнего Востока; среднеазиатские ковры, парадное оружие и утварь народов Кавказа, украшения из различных материалов и другие предметы традиционного народного ремесла.

#### Михайловский замок (№ 2)

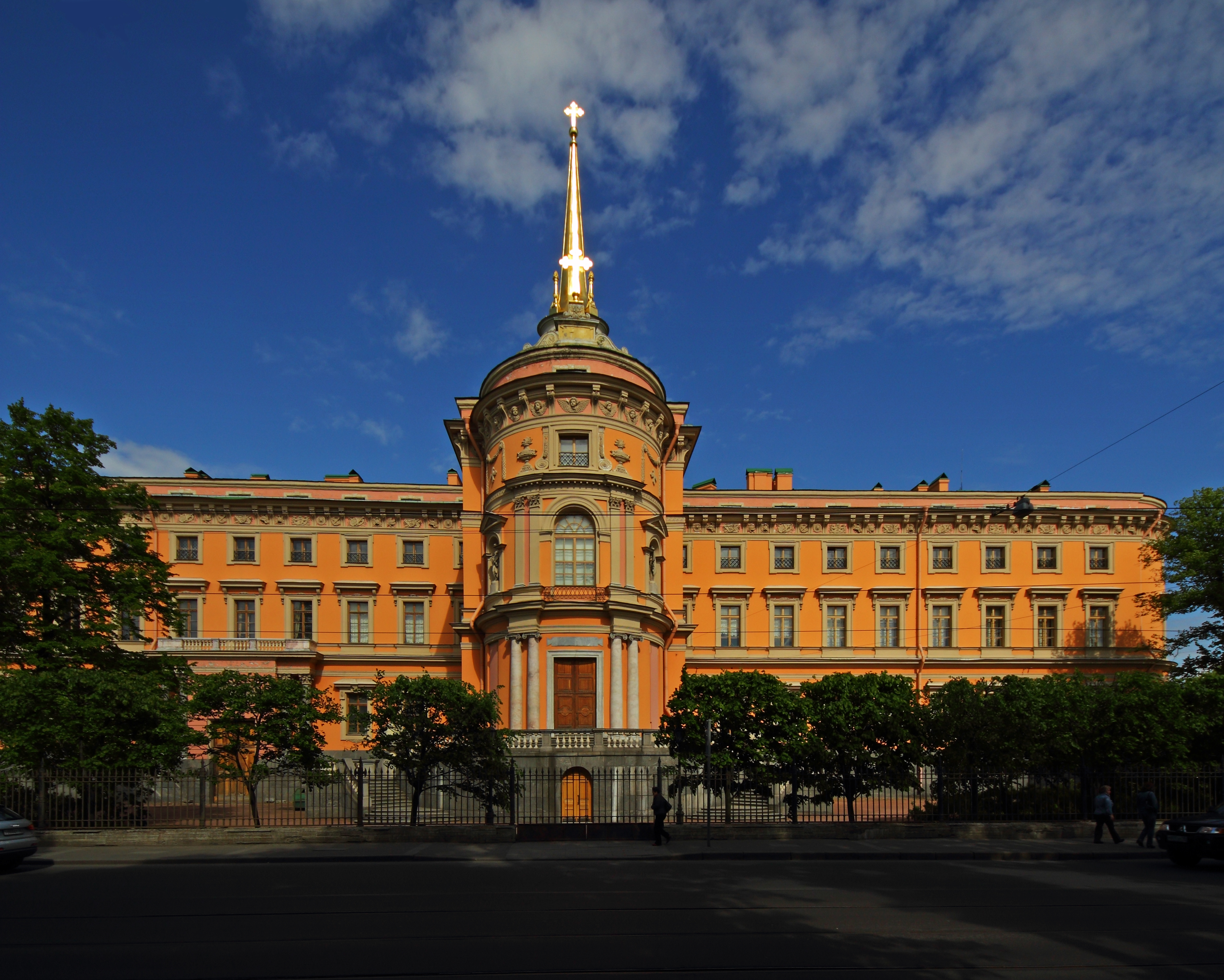
Вид на Михайловский замок со стороны Садовой улицы

Михайловский замок — бывший дворец императора Павла I, расположенный в самом начале Садовой улицы на месте Летнего дворца Елизаветы Петровны (построен в 1744 году по проекту Ф. Растрелли), который в конце XVIII века был снесён. Проект здания был разработан архитектором В. И. Баженовым, а 26 февраля (9 марта) 1797 года заложен первый камень в фундамент постройки. 8 (21) ноября 1800 года замок был торжественно освящён, но работы по его внутреннему убранству ещё продолжались до марта 1801 года. Своим названием Михайловский замок обязан находящемуся в нём храму Михаила Архангела и привычкам Павла I, который называл все свои дворцы «замками».
После смерти Павла царская семья вернулась в Зимний дворец. В 1823 году замок заняло Главное инженерное училище, от которого пошло его второе название — Инженерный замок. В 1829—1835 годах была произведена перестройка и перепланировка интерьеров для нужд училища под руководством архитектора А. Я. Андреева.
В советское время в замке располагались различные учреждения. В 1991 году треть помещений замка, а в 1995 году — его оставшуюся часть выкупил Государственный Русский музей. В настоящее время в залах открыты постоянные экспозиции. К 300-летнему юбилею Санкт-Петербурга были реконструированы и открыты Воскресенский канал и Трёхчастный мост; многие интерьеры восстановлены в том виде, в каком были ещё при Павле I.

#### Ордонансгауз (№ 3)
Здание Ордонансгауза (комендантского управления) на углу с Инженерной улицей построено архитектором А. А. Михайловым в 1820-х годах на основе проекта К. Росси. В 1840 году в этом доме содержался под арестом после дуэли с Эрнестом де Барантом М. Ю. Лермонтов, здесь же его посетил В. Г. Белинский — это была их первая встреча.
Архитектура здания представляет собой пример позднего классицизма (ампира). Со стороны двора первый и второй этажи обработаны аркадами-галереями, третий — дорическими колоннадами. Архитектура интерьеров носит простой, но деловой характер. Подвальные помещения перекрыты сводами, зал и комнаты третьего этажа — двусветные. Одно из лестничных помещений, круглое в плане, перекрыто деревянным куполом с фонарём посередине.
В 2010 году в здании находятся военная комендатура города и поликлиника Санкт-Петербургского гарнизона. Комендатура осуществляет управление войсками гарнизона, военнослужащими, находящимися на территории города.

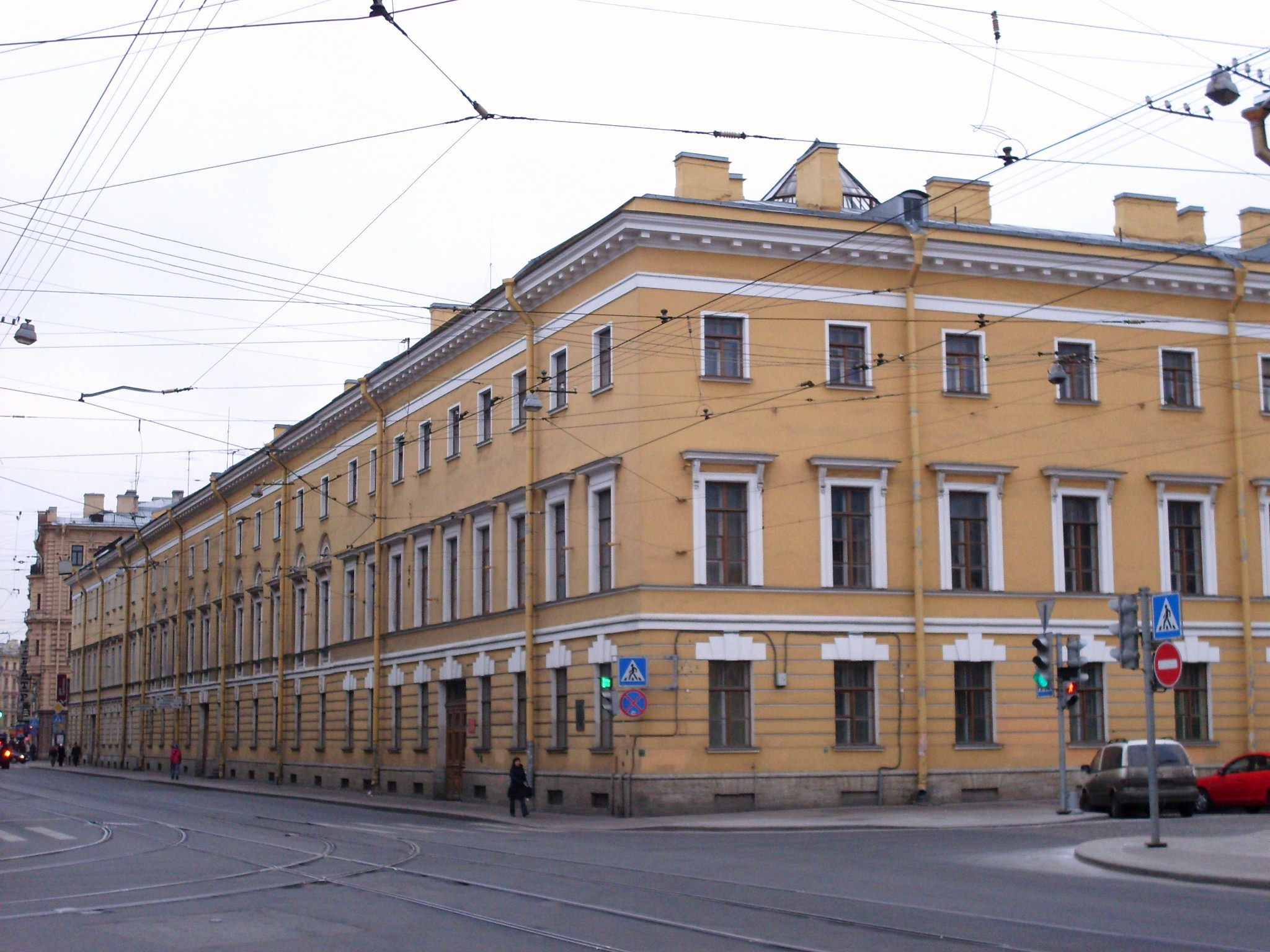
Ордонансгауз (№3)
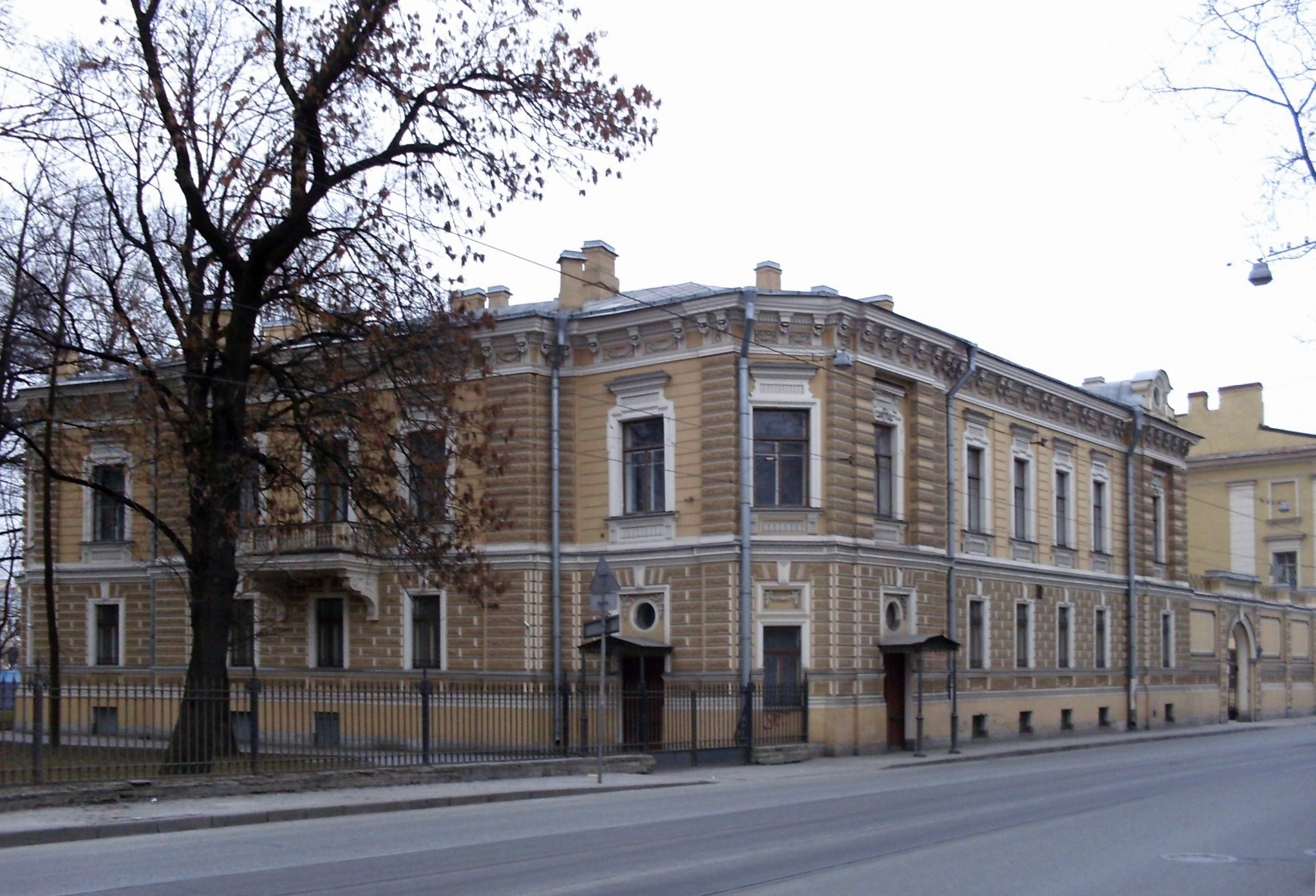
Особняк военного министра (№4)
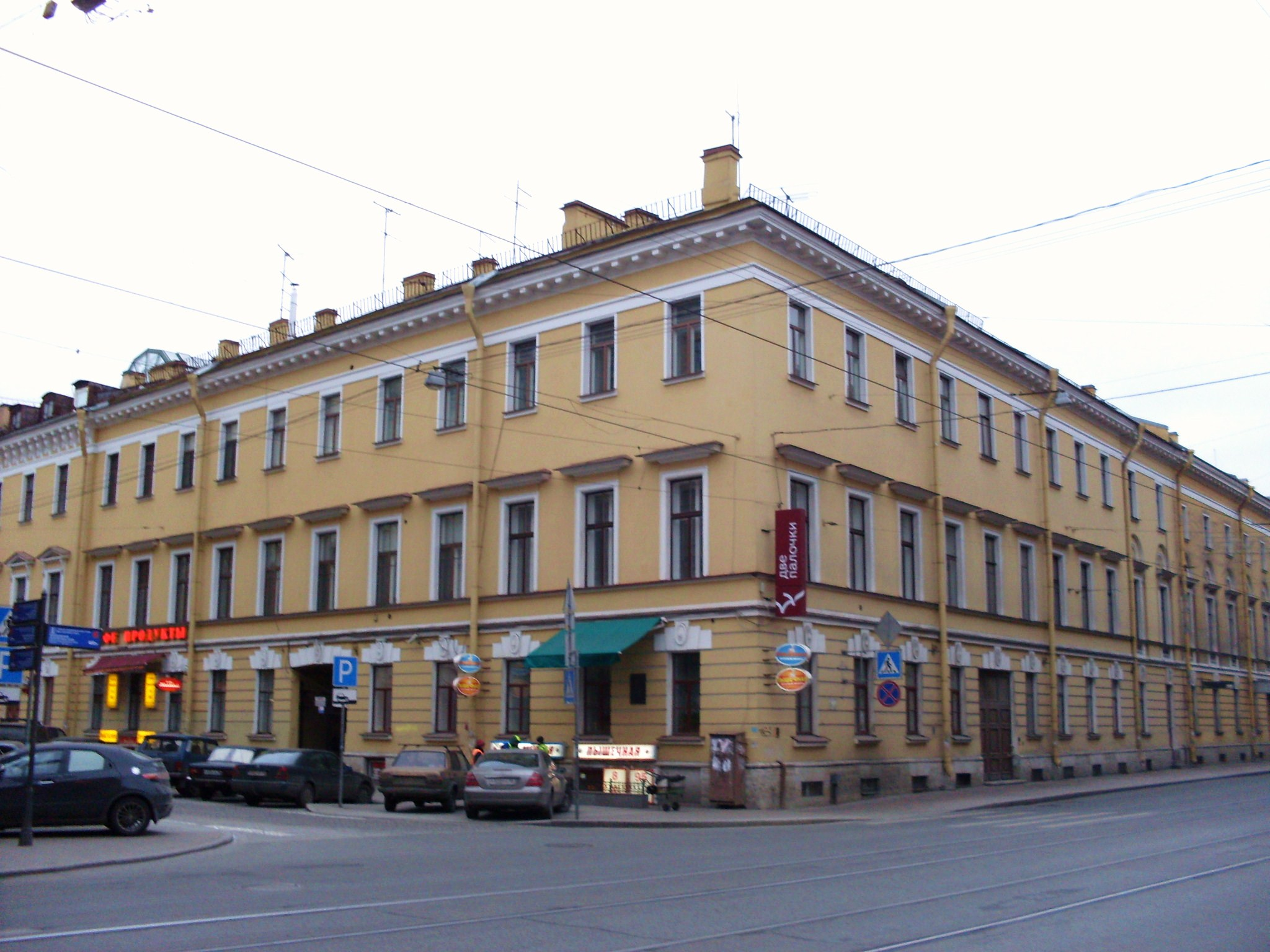
Дом В. А. Яковлевой (№5)
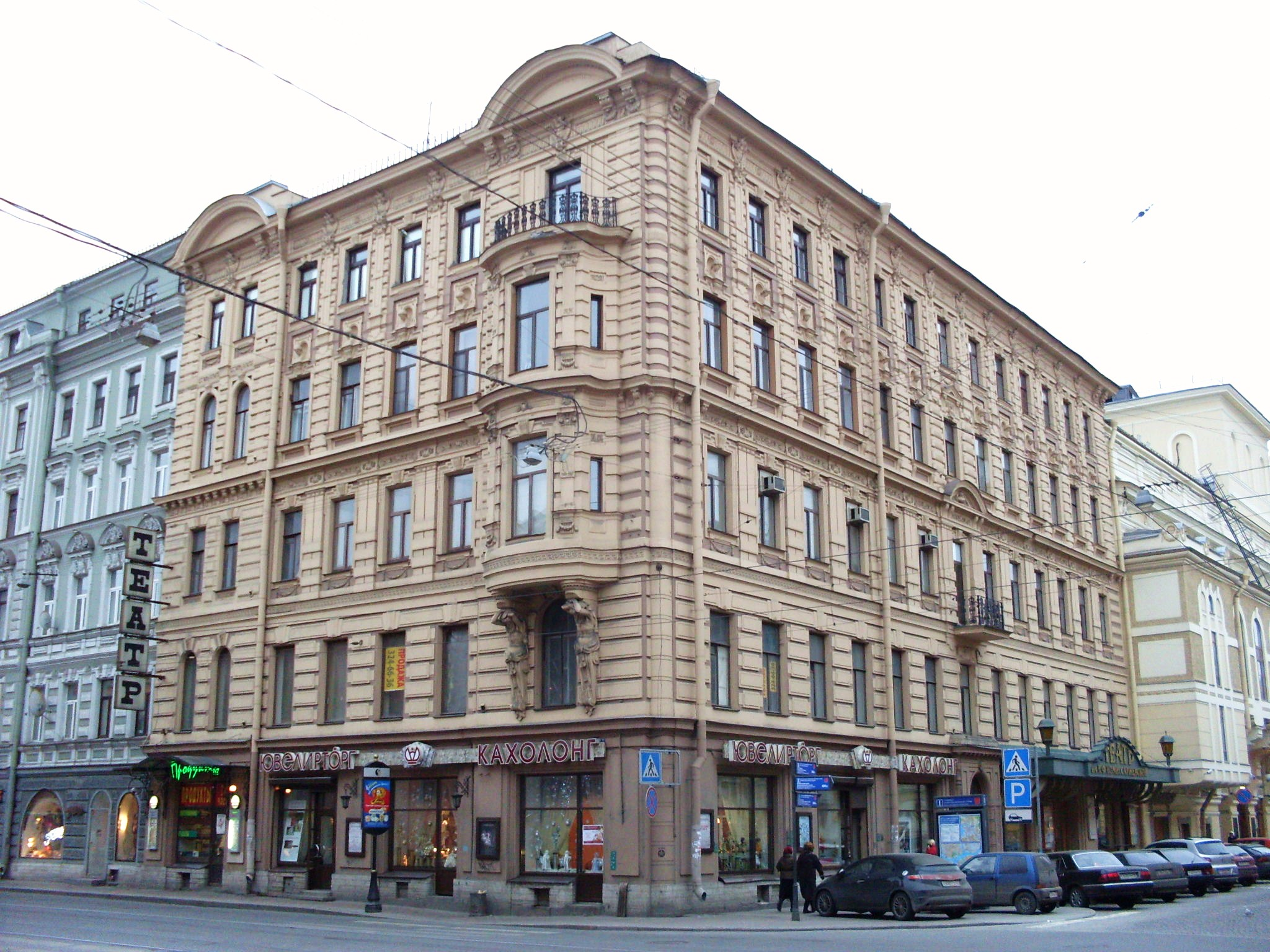
Меблированные комнаты М. А. Ратькова-Рожнова (№7)

#### Особняк военного министра (№ 4)
Дом военного министра — один из характерных примеров городской архитектуры второй половины XIX века. Он относится к типу зданий с усадебной застройкой участка. Проект особняка принадлежит архитектору Р. Б. Бернгарду, строительством занимался военный инженер Д. В. Покотилов, а в оформлении интерьеров — архитектор О. Г. фон Гиппиус. На первом этаже, состоявшем из 35 комнат, располагались вестибюль и жилые помещения военного министра. В конце XIX века после участившихся случаев террористических актов против членов царской семьи и чиновников, жилые комнаты министра были перенесены на второй этаж. В 1897 году к зданию служб пристроен второй этаж для размещения обслуживающего персонала и кухни.
В доме проживали и работали все военные министры, занимавшие эту должность до 1917 года: с 1874 по 1881 год — Д. А. Милютин; с 1881 по 1887 год — И. С. Ванновский; с 1888 по 1904 год — А. Н. Куропаткин; с 1904 по 1905 год — В. В. Сахаров; с 1905 по 1909 год — А. Ф. Редигер; с 1909 по 1915 год — В. А. Сухомлинов; с 1915 по 1916 год — А. А. Поливанов; с сентября по октябрь 1917 года — А. И. Верховский. После 1917 года резиденция военного министра перешла в ведение Петроградского военного округа и некоторое время использовалась как служебное здание. Здесь до 1925 года располагалось инженерное управление военного округа. Во время войны дом пострадал от прямого попадания артиллерийского снаряда, в результате чего были разрушены плафон парадной лестницы и крыша здания дворовых служб. После ремонтных работ в здании открылась гостиница Военного совета округа.
В настоящее время здесь расположена гостиница «Особняк Военного министра».

#### Дом В. А. Яковлевой (№ 5)
Дом статс-дамы В. А. Яковлевой на углу с Итальянской улицей, построенный в 1820-х годах по проекту К. Росси, является памятником архитектуры в стиле классицизма. Он входит в комплекс зданий, прилегающих к площади Искусств и отличается строгостью и простотой архитектурного решения. Первый этаж трёхэтажного здания обработан горизонтальными рустами без вертикальных швов. В 1880-е здесь находилась редакция ежедневной политической и литературной газеты «Минута». До 1917 года в доме также размещалась шоколадная фабрика «И. Крафт», на которой работало около 150 человек. Во времена НЭПа предприятие возобновило свою деятельность, однако в 1926 году предприятие прекратило своё существование.

#### Казармы Гальванической роты (№ 6)
Казармы в стиле неоклассицизма были построены архитектором Д. В. Покотиловым в 1872—1873 годах. Первоначально в них разместилась Гальваническая рота (позднее — Электротехническая), состав которой комплектовался из числа грамотных новобранцев и офицеров, знающих слесарное мастерство или машинное дело. В случаях мобилизации армии рота развёртывалась в запасной инженерный технический батальон, который занимался инженерными, минными и сапёрными работами, а также отвечал за телеграф.

#### Меблированные комнаты М. А. Ратькова-Рожнова (№ 7)
Четырёхэтажный доходный дом на пересечении Садовой и Итальянской улиц был построен в 1883 году архитектором М. Ф. Петерсоном. На фасаде, что выходит на Садовую улицу, расположен эркер. На уровне второго этажа установлены две поясных скульптуры атлантов, поддерживающих эркер.

#### Офицерский флигель кадетского корпуса (№ 8)
Здание построено в 1888 году по проекту военного архитектора В. К. Гаугера. Здесь проживали офицеры кадетского корпуса, осуществлявшие подготовку молодёжи к военной карьере.

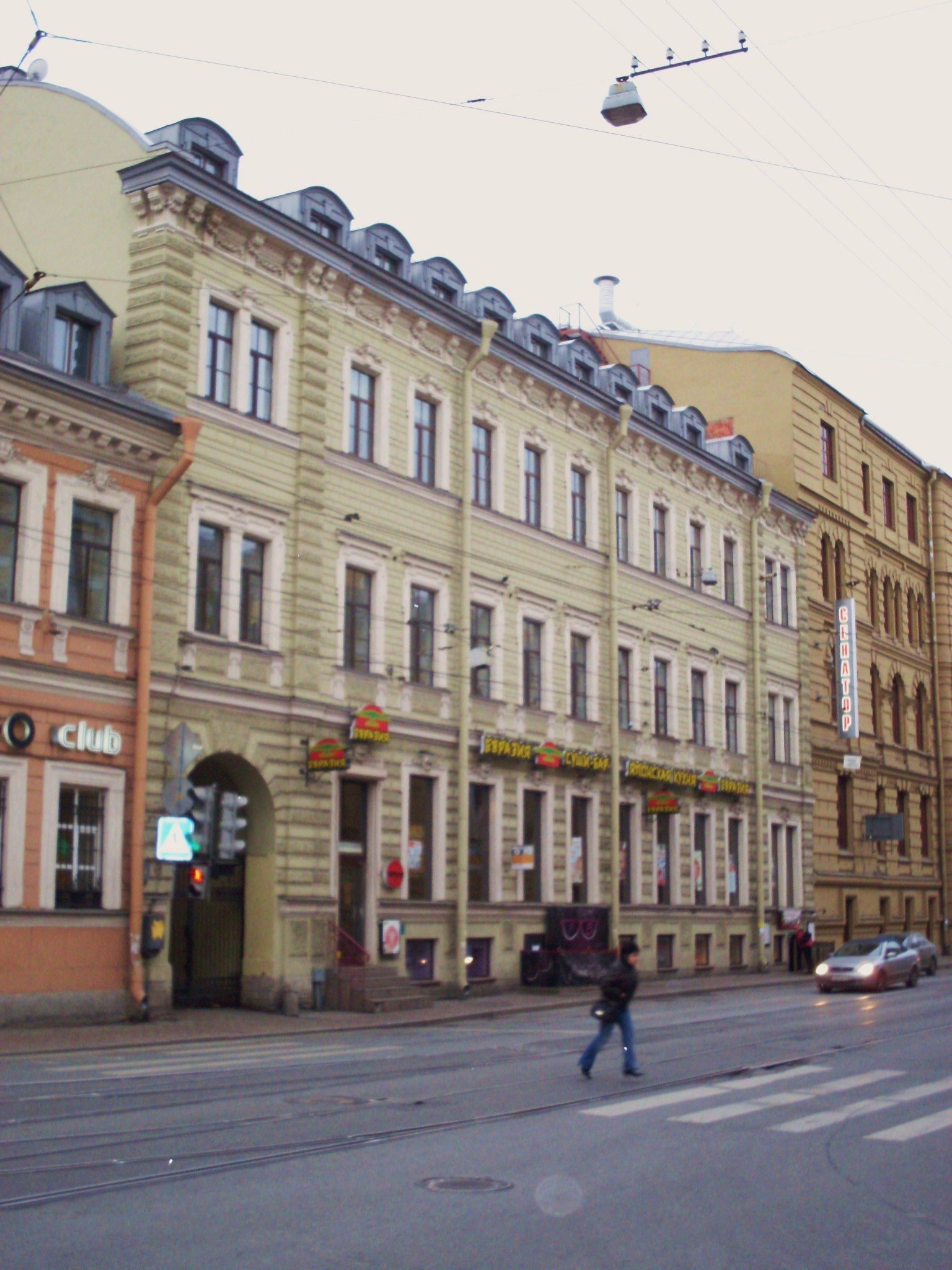
Офицерский флигель кадетского корпуса (№8)
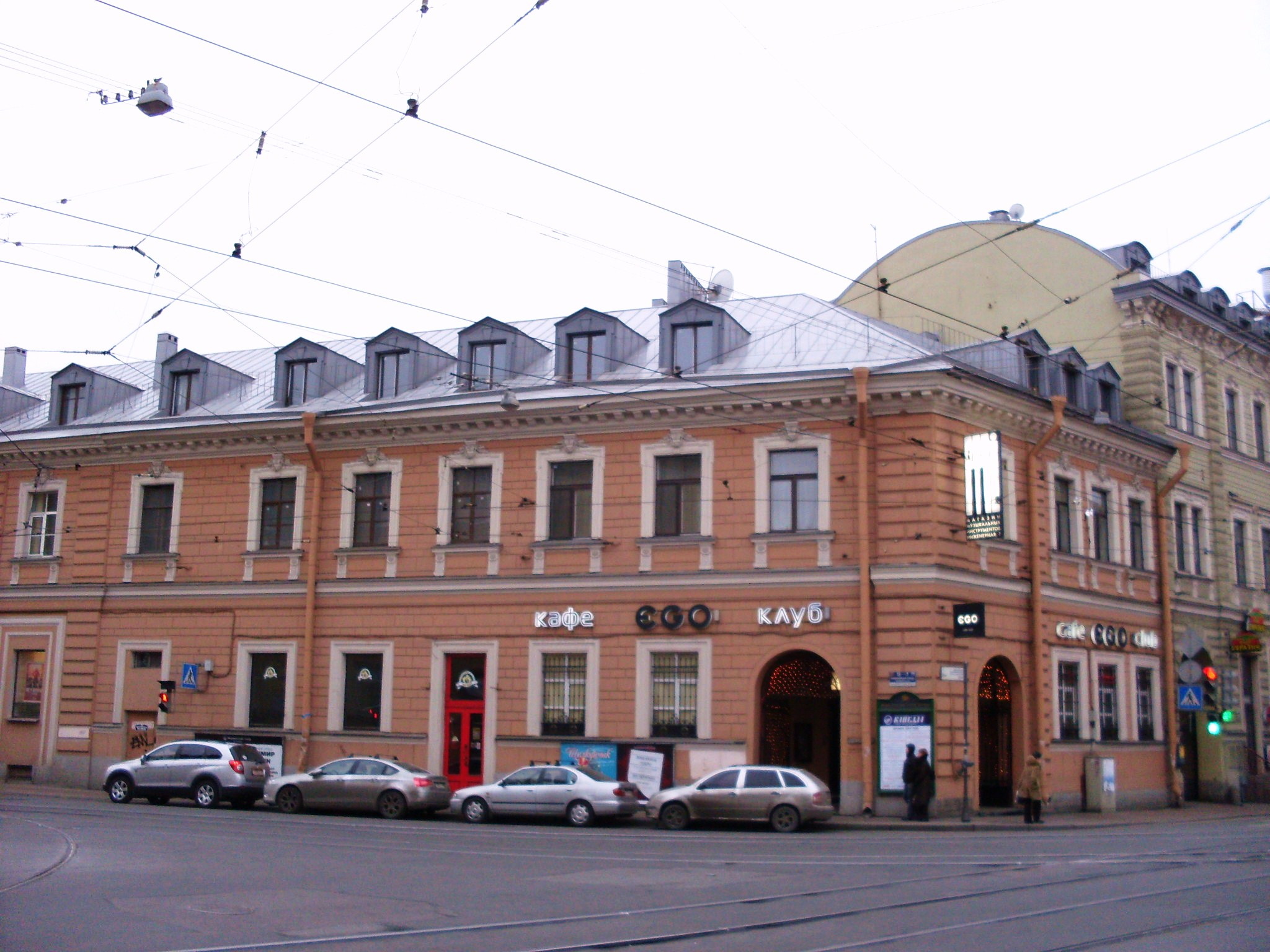
Казармы Сапёрного батальона (№8х)
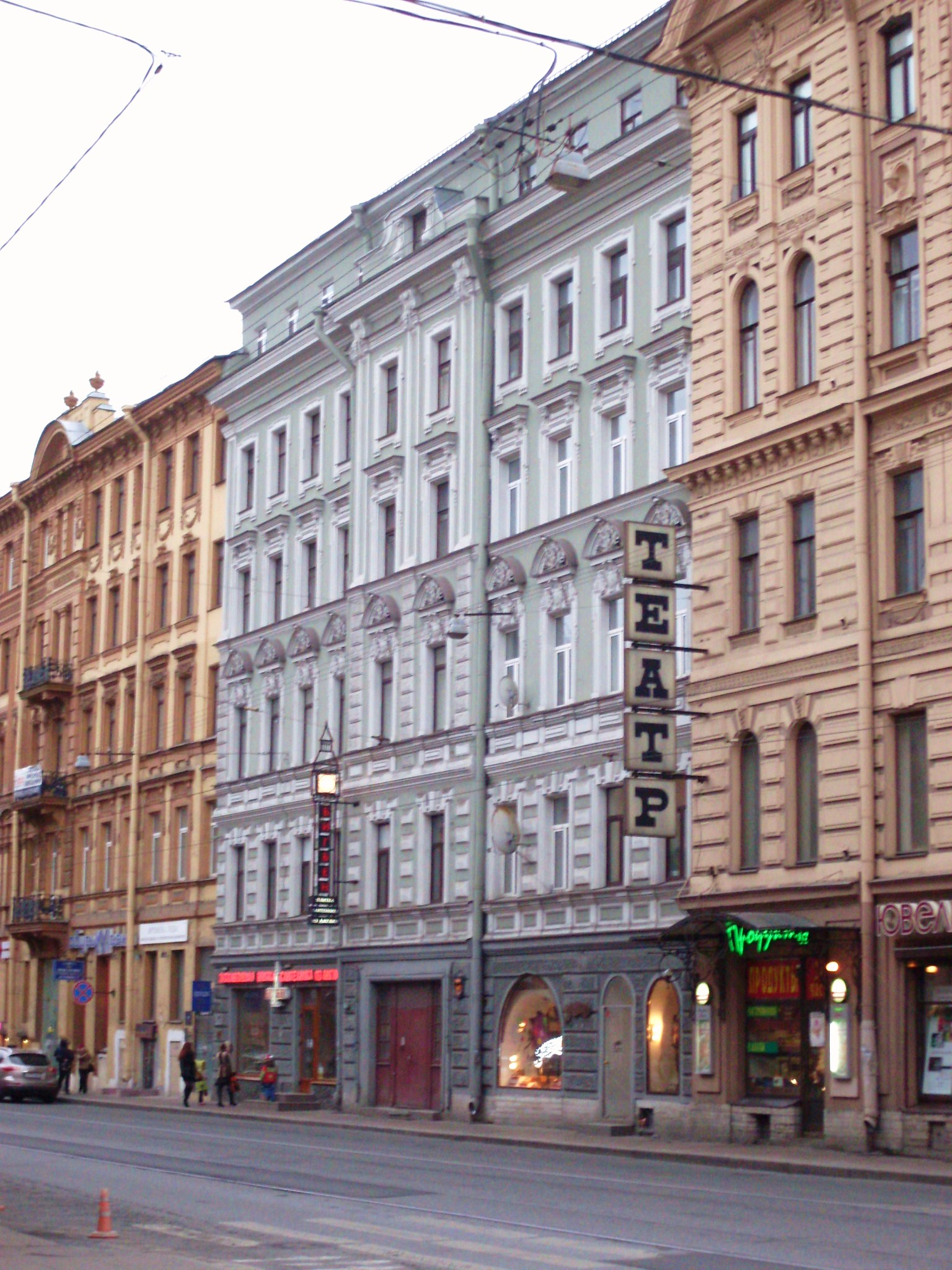
Отель «Дагмар» (№9-11)
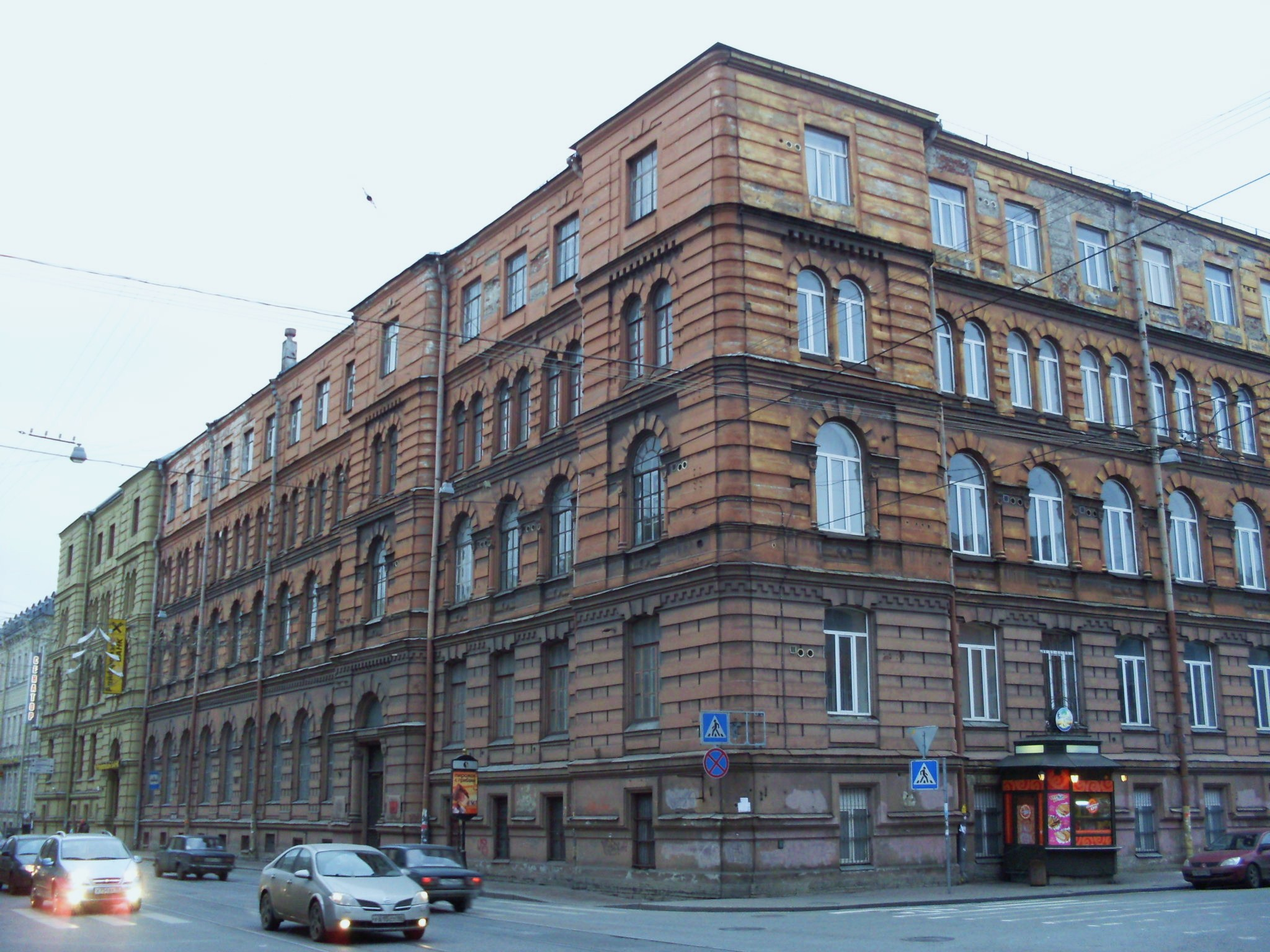
3-я военная гимназия (№10)

#### Казармы Сапёрного батальона (№ 8х)
Здание в стиле эклектики было построено в 1873 году по проекту архитектора Д. В. Покотилова.

#### Отель «Дагмар» (№ 9—11)
Здание отеля «Дагмар» в стиле эклектики было построено по проекту архитектора В. М. Некоры в 1877 году. Фрагмент наборного витража с маками в сюжете сохранялся на первом ярусе лестницы до начала 1990-х годов, но был утрачен во второй половине 1993 — начале 1994 годов.

#### 3-я военная гимназия (№ 10)
Здание на углу Садовой и Итальянской улиц с большими арочными окнами в 6 этажей было построено в 1875—1877 годах по проекту архитекторов Г. С. Войницкого и Л. А. Витовского. До 1882 года здесь располагалась 3-я военная гимназии, позднее преобразованная Александровский кадетский корпус. В 1886 году на третьем этаже здания освящена временная церковь преподобных Сергия и Германа Валаамских. На стенах храма висели доски из чёрного мрамора с именами погибших выпускников корпуса. В 1918 году церковь и кадетский корпус были закрыты.
В настоящее время в здании находится бизнес-центр «Сенатор».

#### Дом с четырьмя колоннадами (№ 12)

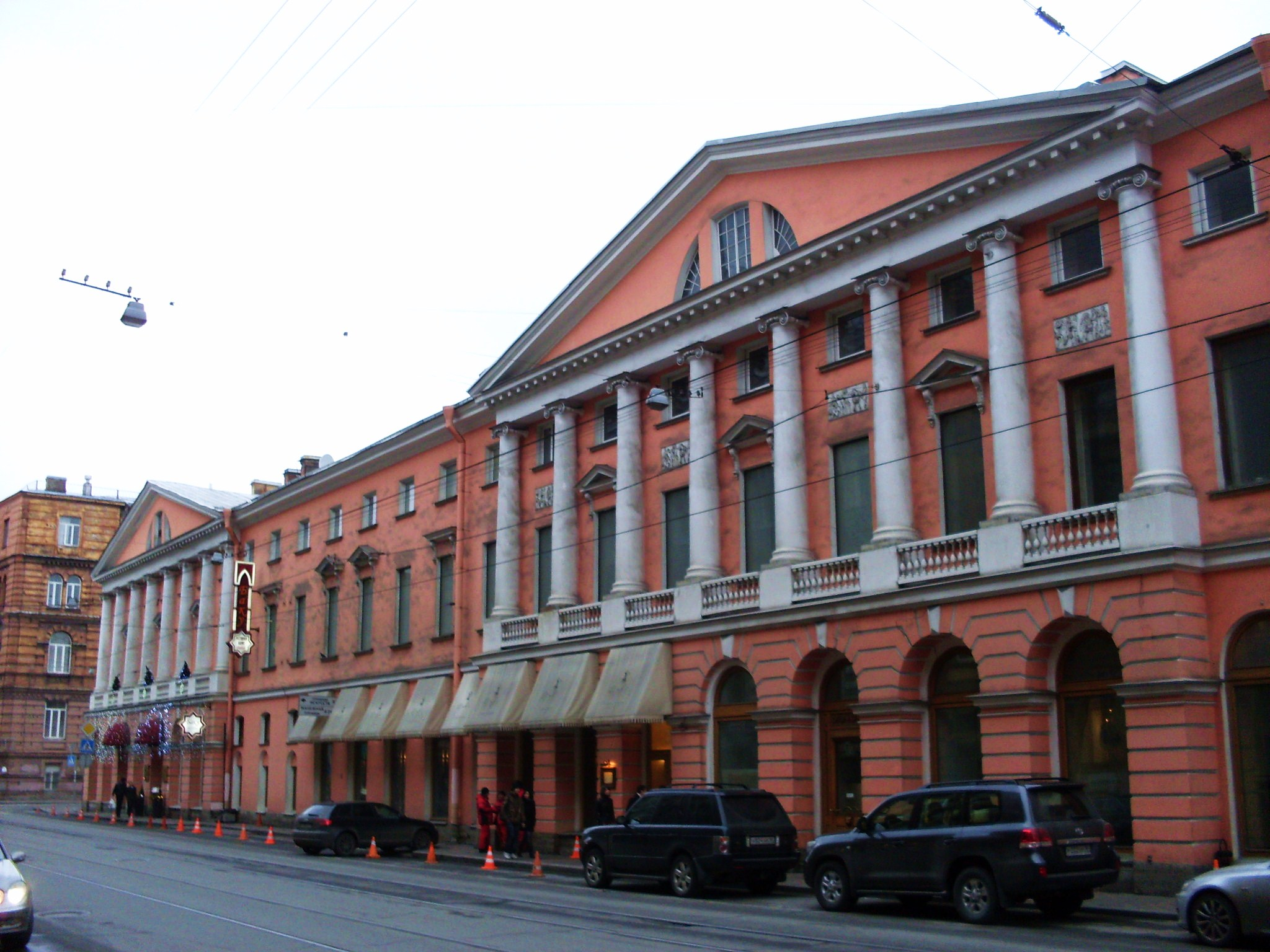
Дом с четырьмя колоннадами

Дом Экспедиции государственных доходов (дом «с четырьмя колоннадами») является памятником архитектуры в стиле классицизма. Он был построен в 1750—1760-е годы, предположительно по проекту архитектора А. Ф. Кокоринова; фасады перестроены в 1809—1810 годах (архитекторы С. П. Берников и Л. Руска). Прямоугольное трёхэтажное здание с аркадой в цокольном этаже и четырьмя восьмиколонными портиками ионического ордера (три из них находятся на главном фасаде по Садовой улице) доминирует в окружающей застройке. Фасады оформлены декоративными панно на мифологические сюжеты.
Дом был построен для И. И. Шувалова на месте дома первой половины XVIII века, в котором ранее помещалась Тайная канцелярия. В 1773 году постройка была взята в аренду, а в 1777 году — выкуплена казной для Уложенной комиссии. В XIX веке здание принадлежало Министерству финансов — в 1850-е, 1870-е и 1880-е годы внутри и снаружи производились перестройки (архитекторы Л. Ф. Вендрамини, В. Е. Стуккей и Г. Б. Пранг). В 1912 году здание приобрело Торгово-промышленное товарищество «Григорий Бекенсон». В 1913 году архитекторы А. Ф. Гауш и Н. Е. Лансере произвели обмеры здания и фотофиксацию его интерьеров. В 1914 году возведена каменная двухэтажная пристройка к флигелю с залом для кинематографа (архитектор Я. З. Блувштейн), открыт театр миниатюр «Павильон де Пари». В 1915 году открылась кофейная «Ампир».

#### Доходный дом С. Г. Раменского (№ 13)
Здание в стиле эклектики сооружено в 1874—1876 годах архитектором А. А. Щедриным. До 1917 года он принадлежал одному из крупнейших домовладельцев столицы С. Г. Раменскому. Здесь же находился известный антикварный магазин купца М. М. Савостина.

#### Дом Н. А. Бороздиной (№ 14)
Дом на пересечении с Невским проспектом возведён в 1740-е годы неизвестным архитектором, а в 1850 году был перестроен Б. Б. Гейденрейхом. В середине XIX века здание принадлежало купчихе К. И. Рихтер, а в начале XX века домом владели О. К. и И. К. Шрёдер, владельцы фирмы «Шрёдер», которая производила рояли и пианино. На первом этаже особняка располагался крупнейший в Европе музыкальный магазин и концертный зал. Позже владельцем дома стал Ю. К. Добберт. В 1870 годах здесь находился книжный магазин А. А. Черкесова, именно сюда поступил впервые в продажу «Капитал» Карла Маркса. В 1908 году здесь проживал Е. А. Придворов, известный как поэт Демьян Бедный. В конце 1930-х тут под руководством Е. С. Деммени начал работать один из первых в стране кукольных театров. В 1960-е годы была проведена реконструкция первого этажа в связи с сооружением подземного перехода.

#### Дом А. П. Кусовой (№ 15)
Здание на углу Садовой и Невского проспекта возведено в 1744 году по образцовому проекту для купца П. Кокушкина. В 1876 году архитектором А. А. Щедриным была произведена перестройка и надстройка дома, а также реконструкция фасадов в эклектичном стиле. В это же время здание перешло во владение вдовы статского советника А. П. Кусовой. В 1960-х первый этаж переделан в связи с сооружением подземного перехода.

### От Невского проспекта до Сенной площади

#### Российская Национальная Библиотека (№ 16)

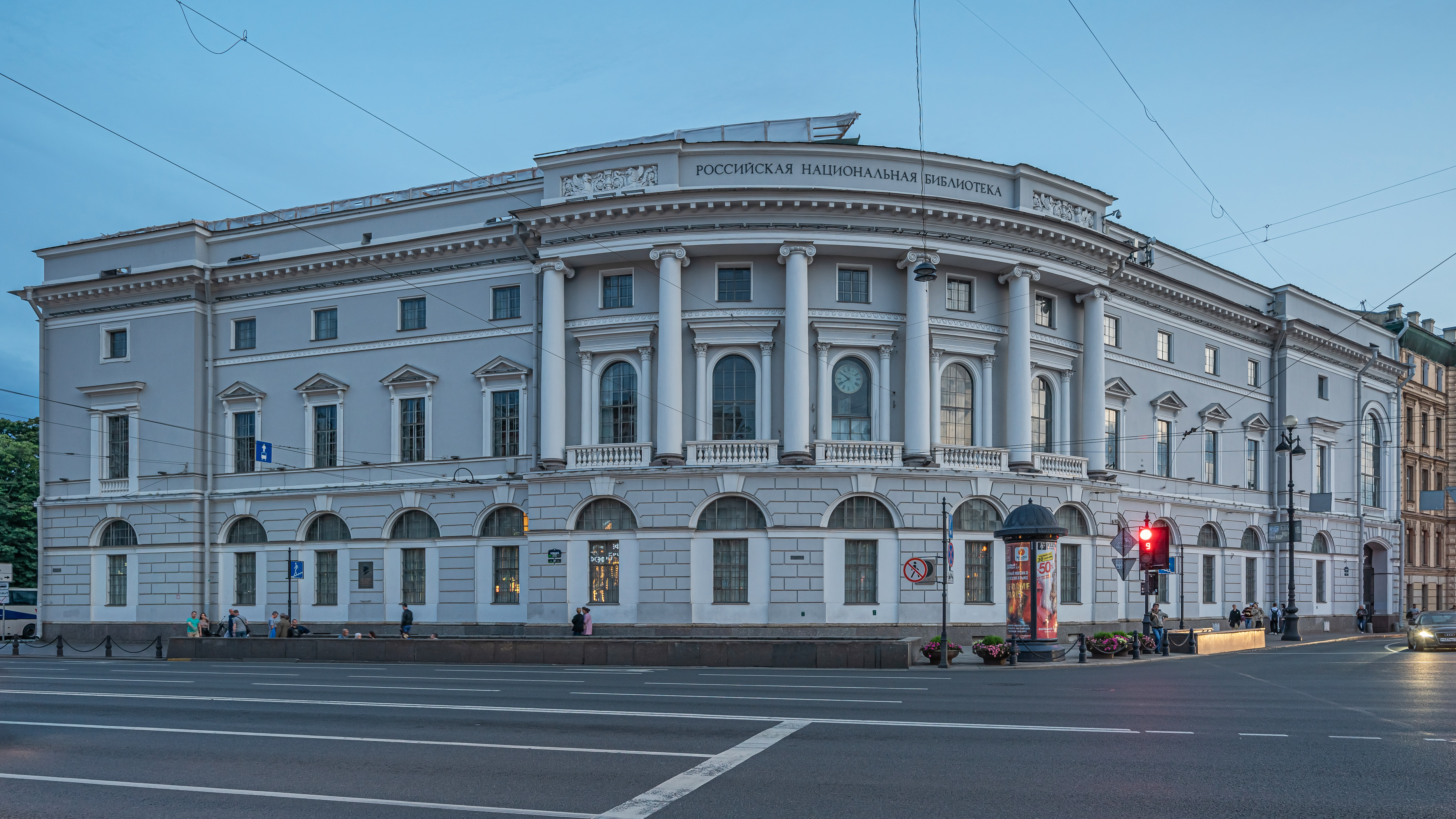
Российская национальная библиотека

Российская национальная библиотека — одна из первых публичных библиотек в Восточной Европе, расположена на пересечении Садовой и Невского проспекта. Проект постройки здания выполнил архитектор Егор Соколов. Библиотека была задумана не только как книгохранилище, но как общедоступный «источник народного просвещения». Планировалось собрать все книги, напечатанные в России, изданные за границей на русском языке, а также книги о России на иностранных языках. Екатерина II лично следила за постройкой библиотеки и принимала участие в сборе книг для библиотечного фонда.
Открытие Императорской публичной библиотеки состоялось 2 (14) января 1814 года. Библиотека была открыта для всех, независимо от социального положения.
В 1917 году библиотека была переименована в Российскую публичную библиотеку. В 1932 году библиотеке было присвоено имя М. Е. Салтыкова-Щедрина. В 1991 году Российская публичная библиотека была переименована в Российскую национальную библиотеку.

#### Гостиный двор (№ 17)

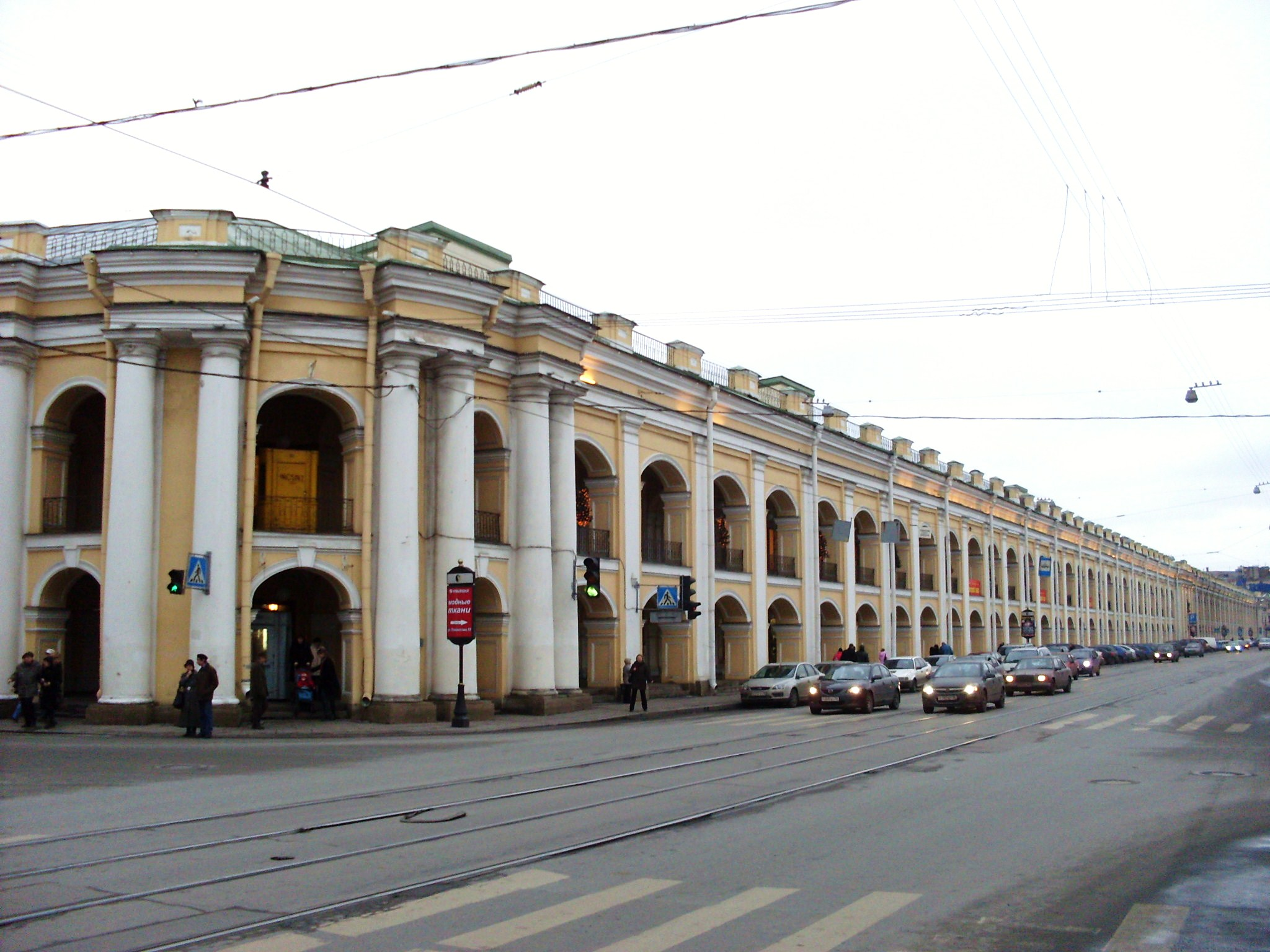
Гостиный двор

Гостиный двор — занимает квартал между Невским проспектом (дом номер 35), Садовой улицей, улицей Ломоносова и Перинной линией. В здание выходит вестибюль станции метро «Гостиный двор». Торговые помещения гостиного двора составляют 13 тысяч м², при этом площадь всего комплекса зданий универмага — 78 тыс. м².
История его создания начинается с указа Елизаветы (1748 год) о возведении Гостиного двора в один этаж на погребах с галереями. В 1757 году был утверждён проект Растрелли. Финансирование строительства должны были осуществлять купцы. В 1758 году последовал указ «о строении каменного Гостиного двора по плану обер-архитектора Растреллия»; лавки, выстроенные купцами, повелено отдать им в вечное и потомственное владение.
По проекту Растрелли здание должно было быть богато украшено лепниной и скульптурами и по пышности не уступать дворцам. Работы начались в 1757 году, но вопросы финансирования затягивались и проект в конце концов был пересмотрен. В конечном итоге автором Гостиного двора стал Ж. Б. Валлен-Деламот. Он сохранил общую планировку Растрелли и выстроил здание в стиле раннего классицизма. Строительство продолжалось более двадцати лет — с 1761 по 1785 год.
В 1886—1887 годах главный фасад здания, выходящий на Невский проспект, был пышно декорирован по проекту Н. Л. Бенуа.
Во время войны здание сильно пострадало от бомбёжек и обстрелов. Конкурс проектов на восстановление Гостиного двора начали проводить ещё в блокаду — в 1942 году. В 1945—1948 годах Гостиный двор был отреставрирован. Восстановление здания велось по проекту О. Л. Лялина. Фасады вновь приняли вид, близкий к плану Деламота, вдоль главного фасада по Невскому проспекту была высажена липовая аллея.
Линия Гостиного двора вдоль Садовой улицы носила название Зеркальной, здесь торговали золотом, серебром, драгоценными камнями, изделиями из бронзы и других металлов. В настоящее время линия именуется Садовой.
14 октября 1948 года постановлением Совета Министров СССР Гостиный двор был признан памятником архитектуры, подлежащим государственной охране.
В 1955—1967 годах проведена новая реконструкция. Архитекторы И. А. Вакс и Л. С. Катонин и инженер М. И. Юношев (институт «Ленпроект») превратили изолированные до того магазины в анфиладу. На смену 178 магазинам пришёл единый универмаг «Гостиный двор».

#### Доходный дом Балабина (№ 18)
До середины XIX века от первого здания императорской библиотеки по Садовой улице шла глухая каменная стена, которая ограждала обширный библиотечный двор. В середине XIX века генерал-лейтенантом П. И. Балабиным здесь был построен дом, в котором он открыл гостиницу и трактир. В Балабинской гостинице в 1859 году проживал историк Н. И. Костомаров. У него бывали Т. Г. Шевченко, Н. Г. Чернышевский. В балабинском трактире, получившем неофициальное название литературной корчмы, бывали А. Ф. Писемский, Н. А. Лейкин, И. Ф. Горбунов, П. И. Мельников-Печерский.
В 1874 году доходный дом был перестроен по проекту архитекторов А. Ю. Новицкого и М. А. Канилле.
В конце XIX века в этом доме были размещены магазин обоев Царскосельской обойной фабрики и Санкт-Петербургская городская станция казённых железных дорог. В начале XX века тут помещались «Петроградское общество взаимного кредита» и банкирский дом «А. Ф. Филиппов и К». В 1918 году декретом советского правительства этот дом был передан Публичной библиотеке.
В настоящее время в доме располагается администрация библиотеки.

#### Малый Гостиный двор (№ 19)
Малый Гостиный двор сооружён в конце XVIII — первой четверти XIX века, а в 1845—1850-х он был перестроен по проекту архитектора Н. П. Гребёнки. В 1860—1870-х предпринята ещё одна перестройка, в ходе которой добавлены помещения для лавок, заложены аркады и изменены фасады. В работах участвовали архитекторы К. К. Андерсон, М. Б. Кварт, А. Р. Гешвенд, А. А. Шевелёв, а также гражданские инженеры С. И. Минаш, В. В. Козьмин и техники Г. И. Котенков, М. И. Серо. В этом доме находился магазин парфюмерных изделий, принадлежавший поставщику царского двора фирме «А. Ралле и Ко».
Дом включён в «Список вновь выявленных объектов культурного наследия».

#### Дом Крылова (№ 20)

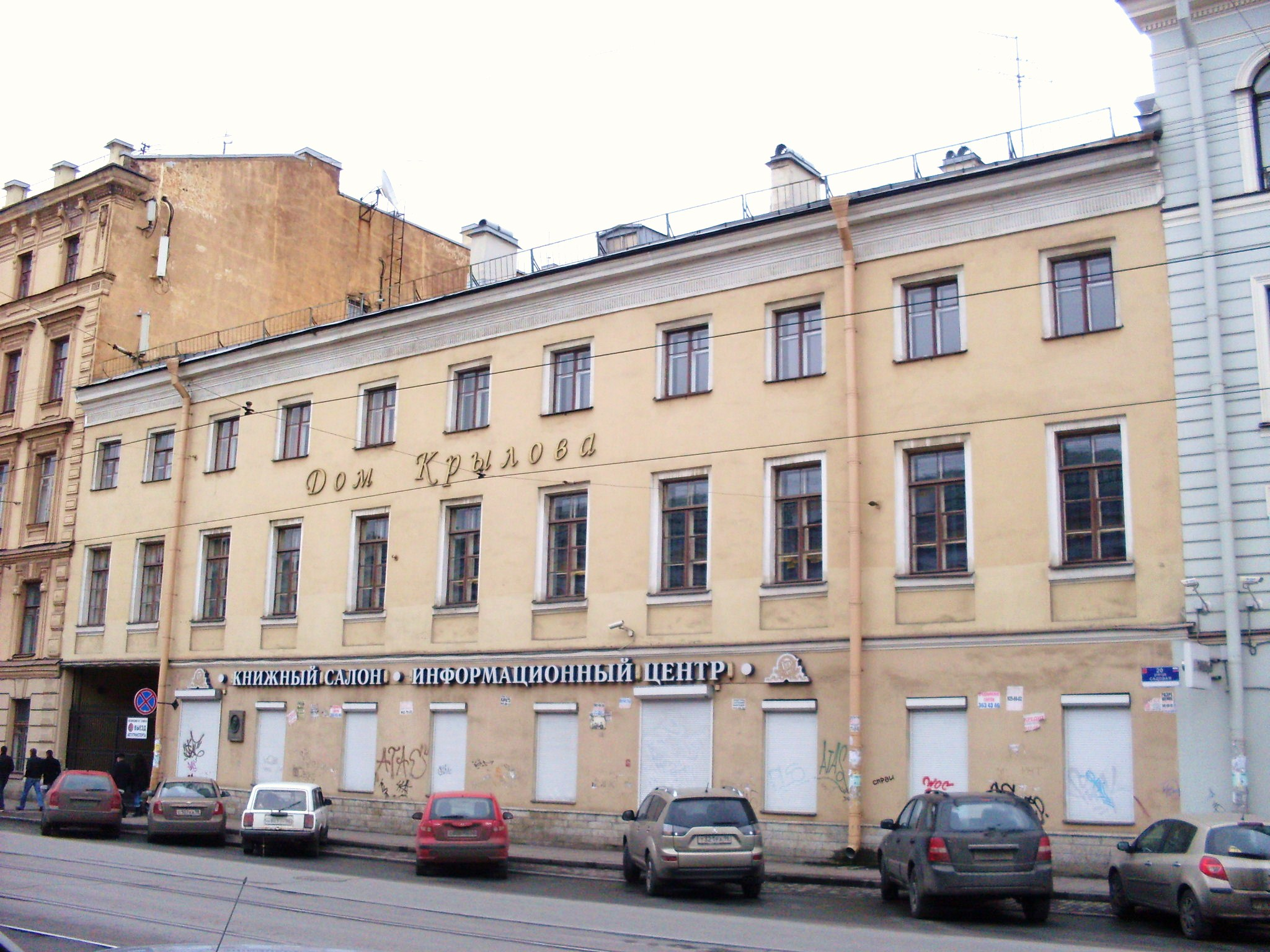
Дом Крылова (№ 20)

«Дом Крылова» предположительно был построен в 1790-х годах и принадлежал казне. В 1796 году Павел I распорядился разместить здесь библиотеку братьев Залуских, привезённую из Варшавы после польской компании А. В. Суворовым.
Первый этаж этого здания сдавали в аренду книготорговцам, а на втором и третьем этаже располагались квартиры для сотрудников. В 1811 году в бесплатной казённой квартире из трёх комнат на 3-м этаже проживал принятый на должность помощника библиотекаря (без жалования) Николай Иванович Гнедич. Гнедича в его квартире посещали А. С. Пушкин, А. Н. Оленин, А. А. Дельвиг, К. Н. Батюшков.
В 1816—1841 годах на втором этаже дома проживал баснописец И. А. Крылов, а на третьем этаже квартировали будущий член Российской Академии М. Е. Лобанов, библиограф В. С Сопиков. На первом этаже помещались книжные и другие магазины, а в начале XX века здесь были конфекцион и магазин тканей «Северный торговый дом Эдуарда Дихтера», магазин фототоваров, а также книгоиздательство А. А. Каспари и редакция журнала для семейного чтения «Родина».
В настоящее время в здании размещаются структурные подразделения Российской национальной библиотеки: книжный салон, информационно-сервисный центр, конференц-зал, музыкальная гостиная и зал заседаний.

#### Ассигнационный банк (№ 21)
В 1783—1790 годах на месте сгоревшего Морского рынка по проекту архитектора Джакомо Кваренги было возведено здание Ассигнационного банка. Подковообразное в плане сооружение выходит на красную линию торцовыми фасадами, согласованными по ритму и масштабу ордера с фасадами Гостиного двора. Мощные объёмы с глубокими лоджиями в центре завершаются широкими фронтонами. Ограда состоит из ажурных чугунных звеньев и гранитных столбов, увенчанных шарами. За ней находится главный корпус с шестиколонным портиком коринфского ордера. Перед ним — бюст Джакомо Кваренги (1967, скульптор Л. К. Лазарев, архитектор М. Н. Мейсель).
С 1930 года здесь располагается один из корпусов Санкт-Петербургского государственного университета экономики и финансов.

#### Дом А. А. Коровина и К. Гаврилова (№ 22)
Здание на углу Садовой и переулка Крылова в стиле классицизма возведено в конце XVIII века по проекту неизвестного архитектора. Первоначально здесь располагался доходный дом А. А. Коровина и К. Гаврилова. Вскоре после постройки часть здания была арендована известным ресторатором Неменчинским, который открыл здесь заведение под названием «Гостиный двор» (позднее — «Люкс»). Завсегдатаями ресторана являлись гостинодворские купцы средней руки. В 1847 году дом перестроен архитектором А. Робеном. В 1903 году владелец ресторана обанкротился, и его заведение было приобретено на паях «Первым Санкт-Петербургским товариществом официантов и поваров». В 1910—1911 годах гражданский инженер Г. С. Гаврилов построил флигель и устроил парадную лестницу. В 1931 году ресторан был национализирован и получил название «Метрополь». С тех пор он считался в городе престижным заведением и обслуживал, в основном, партийную номенклатуру. Здесь проводили официальные государственные мероприятия — в ресторане обедали Л. И. Брежнев, Р. Рейган и Ж. Ширак. В этом здании размещался также один из лучших в городе кондитерских цехов по производству тортов. При ресторане имелись магазин «Кулинария» со знаменитыми тортами и кафе «Лакомка». В 2002 году «Метрополь» закрылся, однако кулинарное и кондитерское производство продолжили свою работу.

#### Лавка И. А. Алфёрова (№ 23)
Здание на этом месте было возведено ещё в конце XVIII века, в 1903—1904 годах на его месте архитектор В. В. Шаубом построил дом в стиле модерн. В начале XX века в протяжённой части здания, выходящей в Банковский переулок, располагались лавки И. А. Алфёрова, а угловую часть здания занимала контора завода Э. Э. Новицкого.

#### Доходный дом В. А. Новинского (№ 24)
Здание было построено в 1885—1886 годах по проекту Б. К. Веселовского, историка архитектуры, хранителя отдела гравюр, картин и эстампов Эрмитажа. В начале XX века здесь располагалась фирма «Вакуум Ойл Компания» — русское акционерное общество, продававшее автомобильные масла и мази. Во время НЭПа в доме размещалась контора «Общества взаимного кредита торговцев Апраксина рынка и Сенной площади».

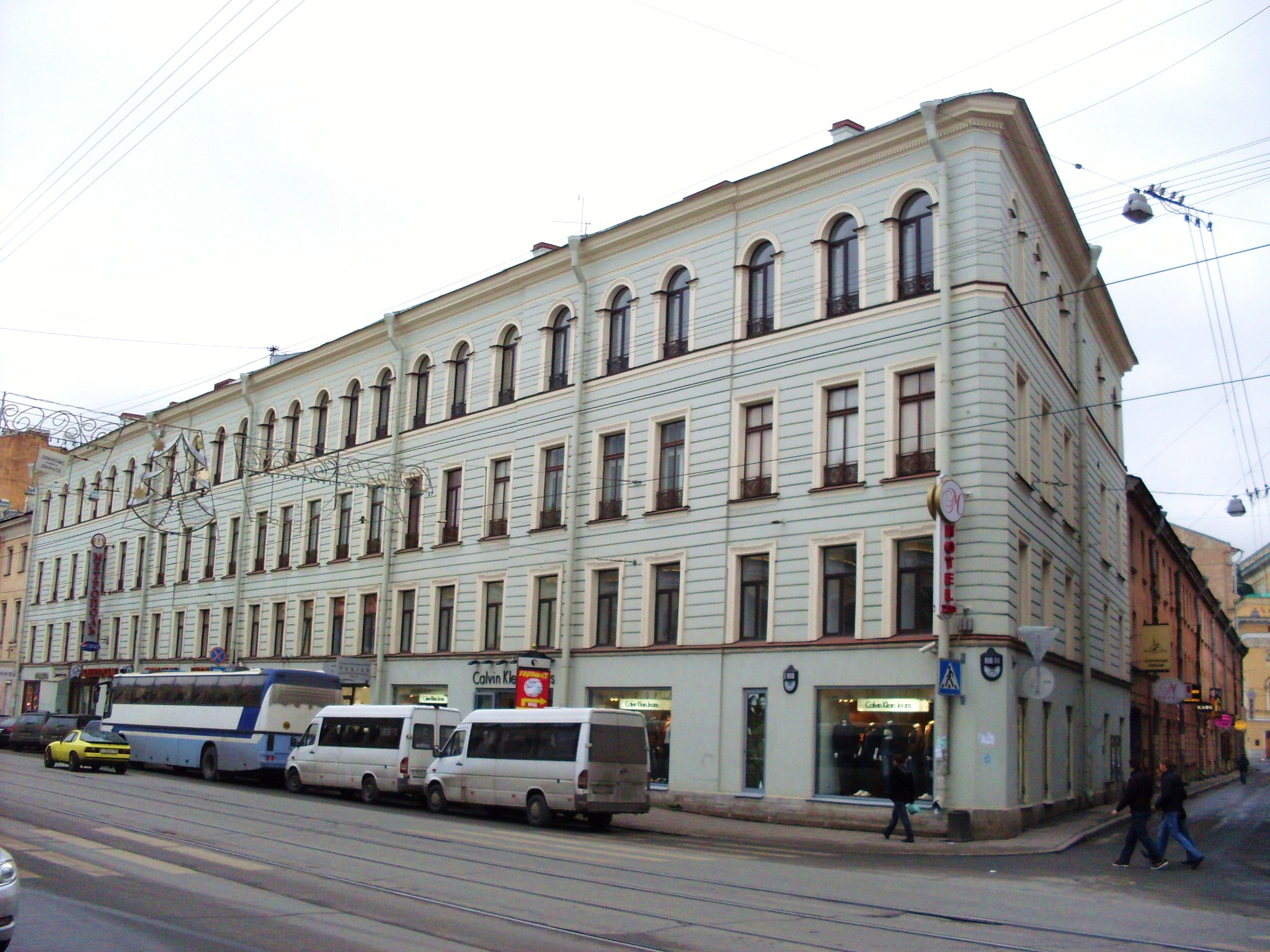
Дом А. А. Коровина и К. Гаврилова (№22)
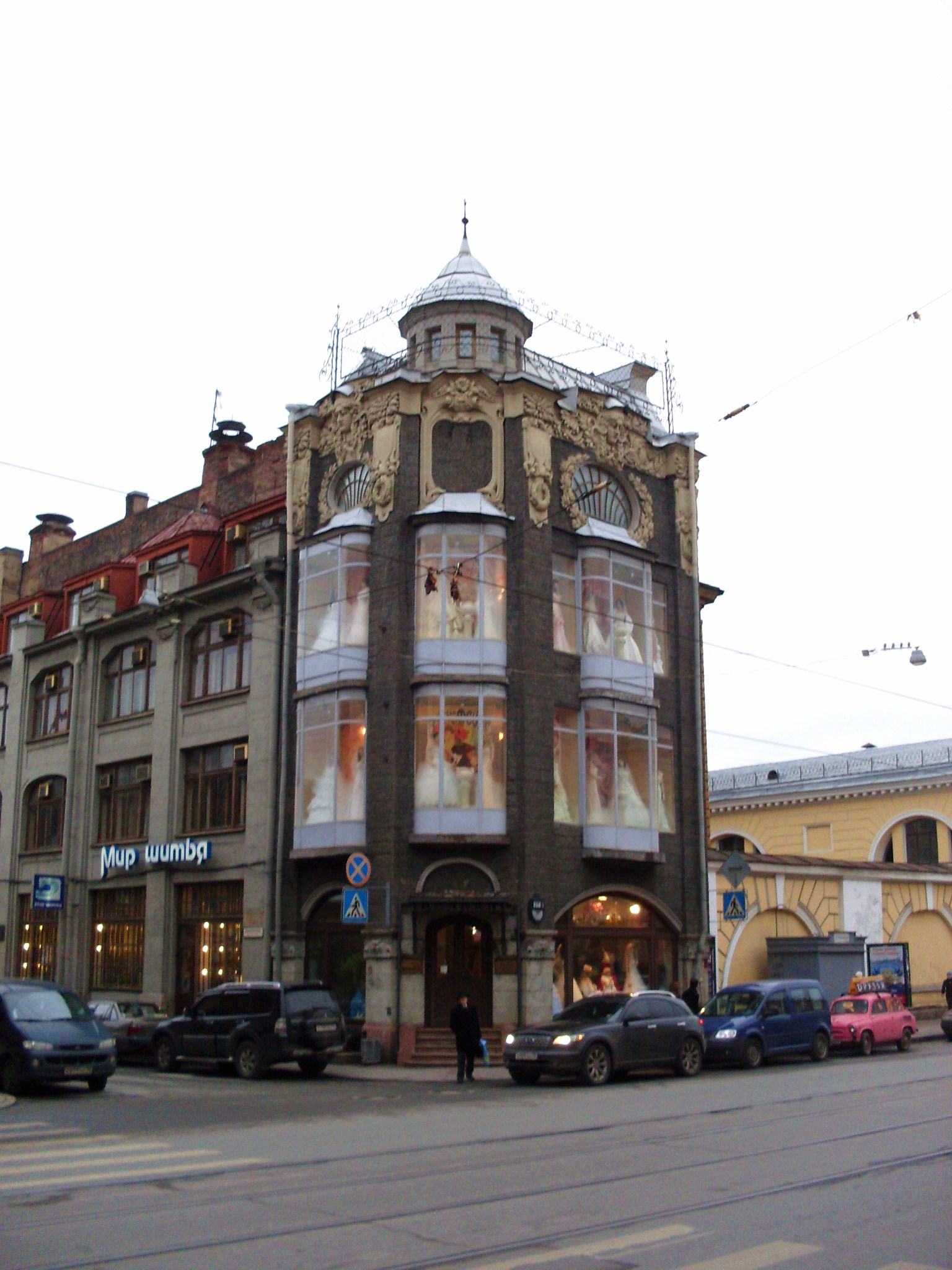
Лавка И. А. Алфёрова (№23)
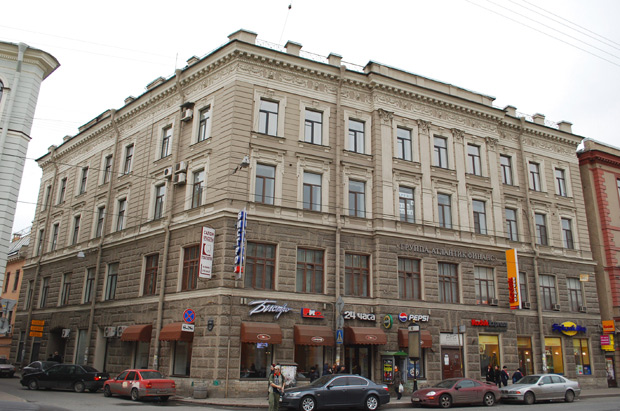
Доходный дом В. А. Новинского (№24)
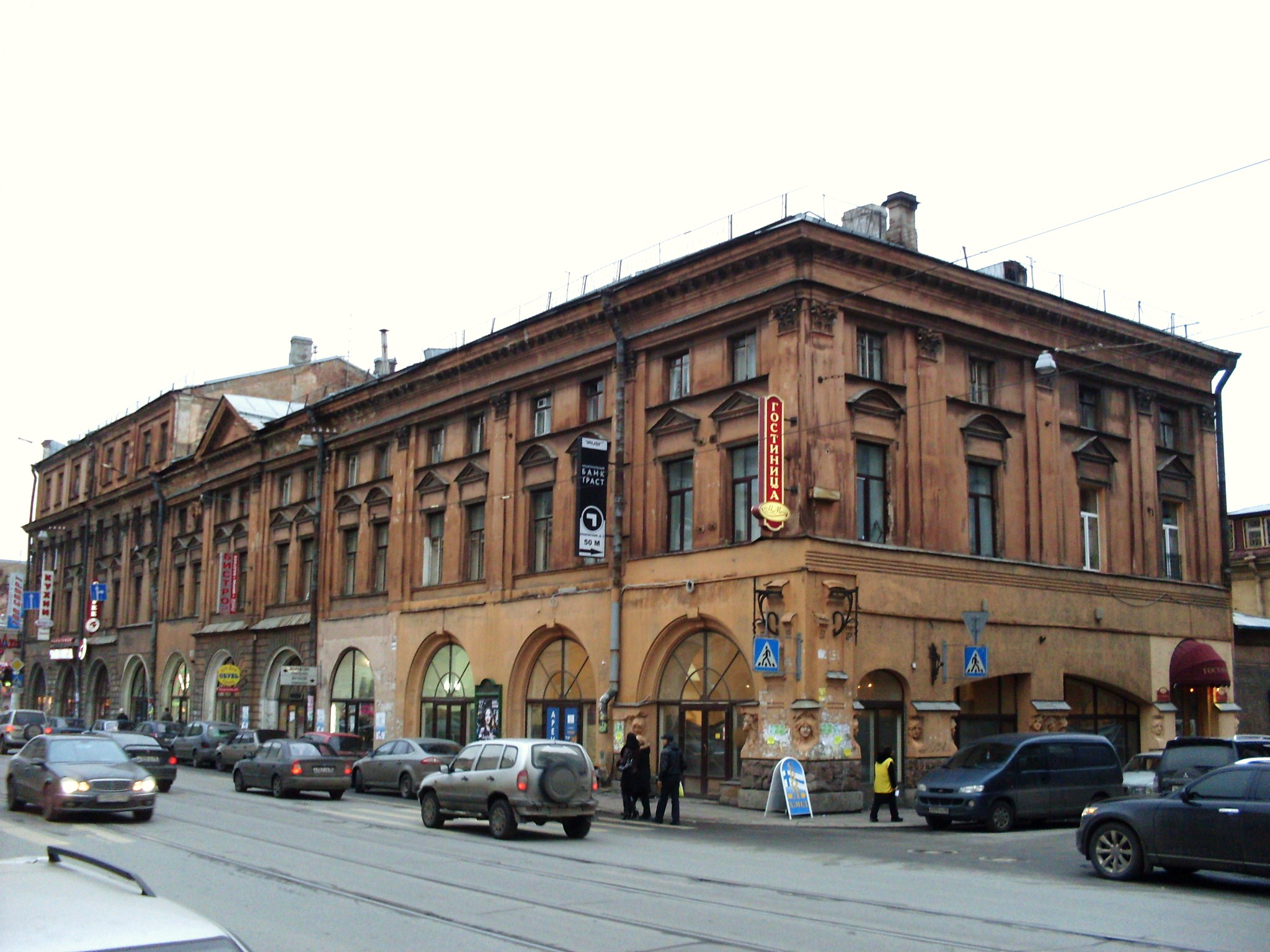
Дом Николаевых (№25)

#### Дом Николаевых (№ 25)
Здание на пересечении Садовой и Мучного переулка было построено неизвестным архитектором в конце XVIII века. В 1842 году архитектор А. М. Ливен надстроил аркаду для размещения торговых лавок по Садовой улице. В 1879—1880 годах по проекту П. Н. Волкова проведена масштабная перестройка, в результате которой была застеклена открытая прежде аркада, а фасад по Мучному переулку перестроен в модном в те времена стиле эклектики. В 1903 году архитектор Г. И. Люцедарский перестроил угловую часть дома на пересечении Садовой и Банковского переулка, при этом цоколь был украшен гранитной щепой, а в простенках между окнами появились скульптурные изображения женских голов в стиле модерн.
В начале XX века на первом этаже размещался книжный магазин И. Д. Сытина.

#### Воронцовский дворец (№ 26)

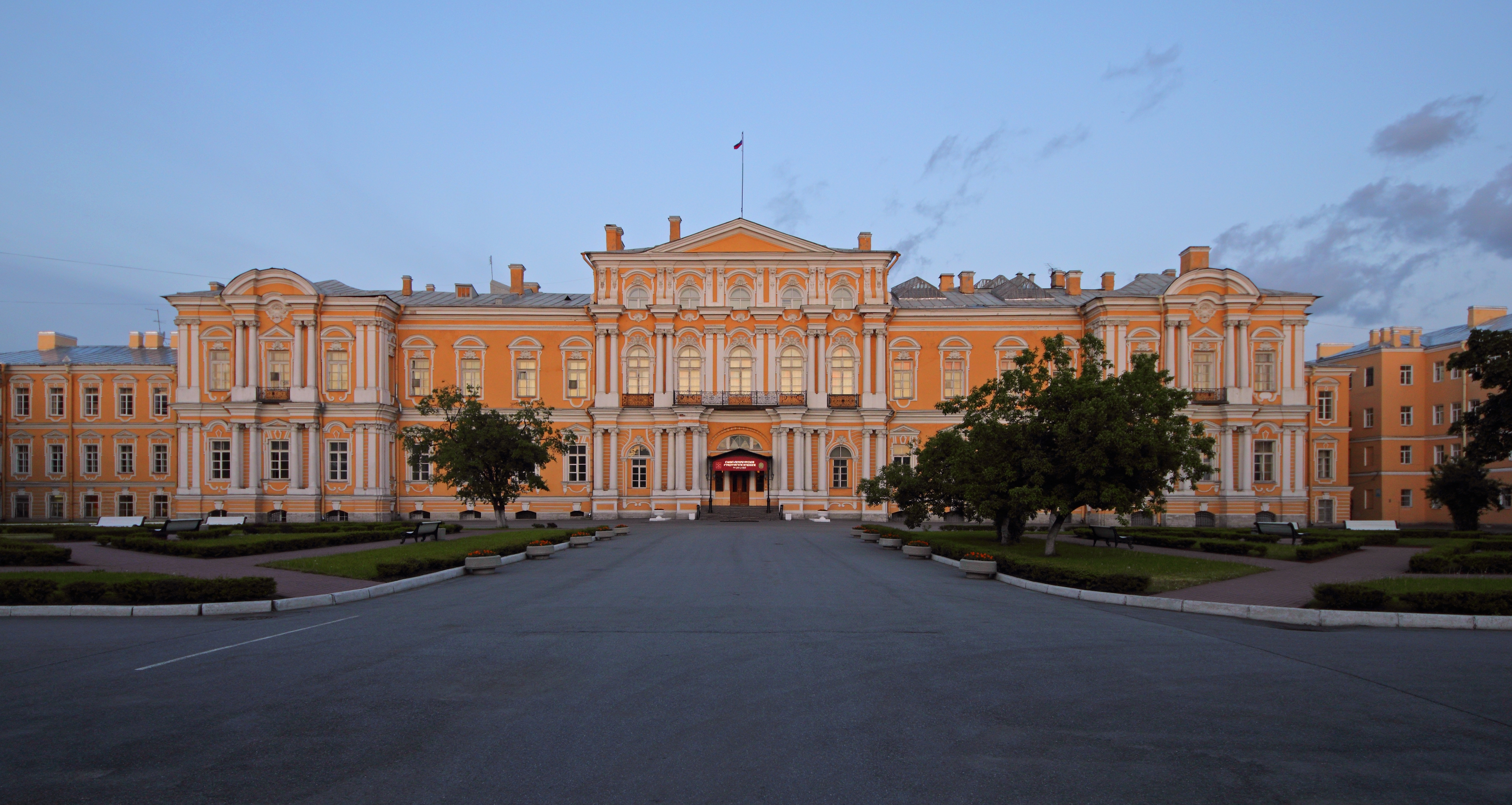
Воронцовский дворец

Располагается напротив Гостиного двора. Возведён архитектором Б. Ф. Растрелли в 1749—1757 годах для канцлера М. И. Воронцова. Дворец отличается богатым, нарядным декором фасадов и пышной отделкой интерьеров дворца. Во дворце более 50 парадных залов и помещений. Дворец украшают лепнина, золочёная резьба и другие элементы стиля барокко. От Садовой улицы дворец отделяет парадный двор и изящная ограда, выполненная из литого чугуна. За главным корпусом был регулярный сад, простиравшийся до Фонтанки.
Строительство и отделка дворца потребовали столь больших вложений, что в 1763 году граф Воронцов за долги был вынужден уступить его российской казне. По вступлении на престол Павла I дворец в конце 1790-х годов был передан Мальтийскому ордену, здесь же размещался Капитул российских орденов.
В 1798—1800 годах архитектором Дж. Кваренги во дворце устроена церковь Рождества Святого Иоанна Предтечи, а со стороны сада по его же проекту к главному корпусу пристроена Мальтийская капелла.
C 1810 по 1918 год во дворце размещался Пажеский корпус. После Октябрьской революции здесь разместилась Первая Петроградская пехотная школа командного состава РККА. В 1937 году на базе этой школы образовалось Ленинградское пехотное училище имени С. М. Кирова. В годы войны здесь был организован госпиталь 1445. В 1955—2017 годах здесь размещалось Суворовское военное училище. На территории училища установлен памятник выпускникам суворовских училищ и кадетских корпусов скульптора Карэна Саркисова.

#### Апраксин двор (№ 28-30)

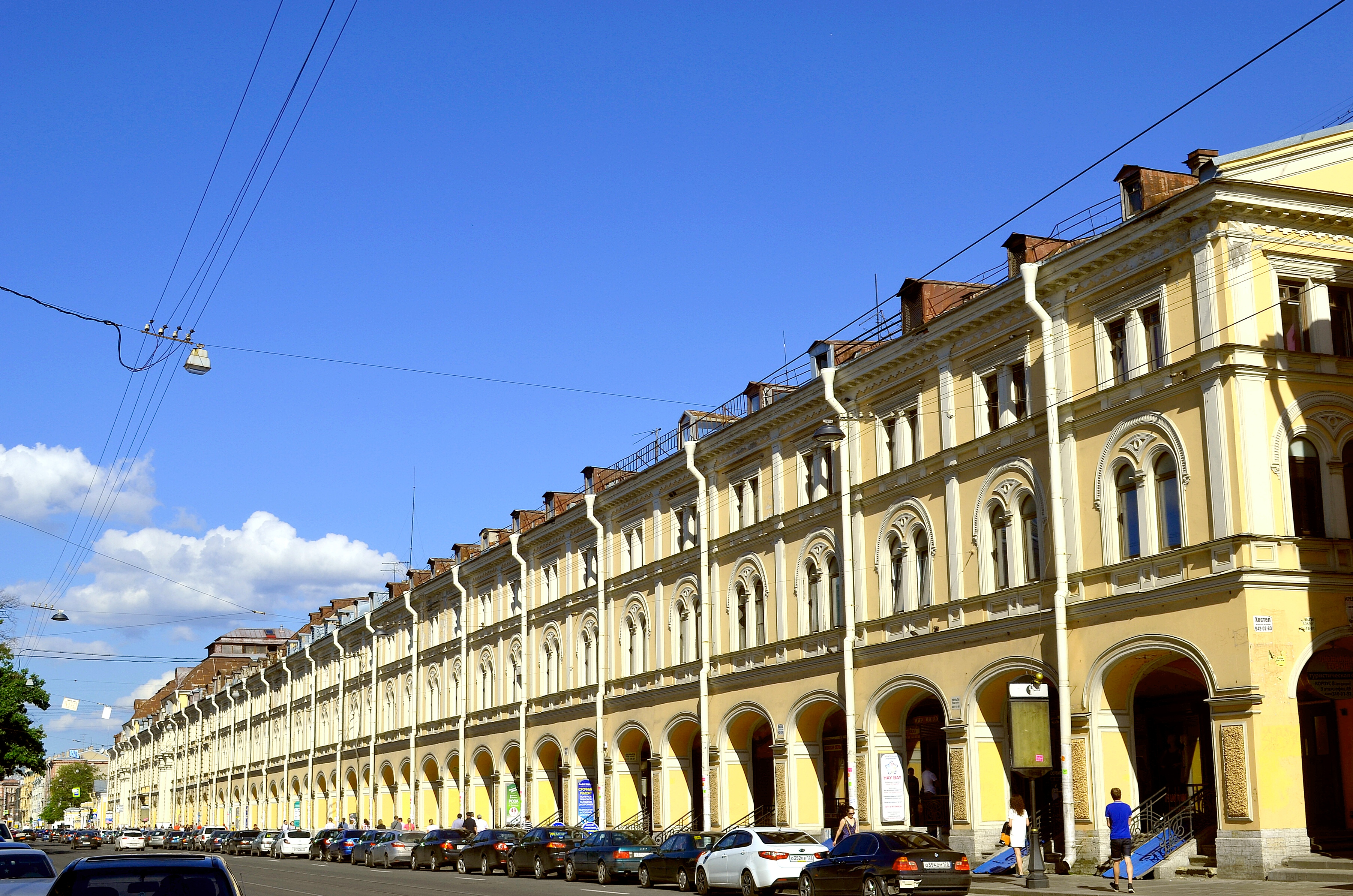
Апраксин двор

Апраксин двор, один из крупнейших исторических торговых центров города, занимает 14 га территории, ограниченной улицами Садовая, Ломоносова, набережной Фонтанки и Апраксиным переулком. Назван по фамилии первого владельца земельного участка — графа Ф. М. Апраксина.
Исторически территория нынешнего Апраксина двора складывалась из двух частей — Щукина двора (на котором торговали сельскохозяйственными продуктами, владельцем земли в середине XVIII века был купец Иван Щукин, купивший этот участок у графа Г. П. Чернышёва) и собственно Апраксина двора (земли Фёдора Апраксина). С 1754 года на участке Апраксина началось строительство торговых лавок, которые сдавались внаём или продавались с землёй. К концу XVIII века здесь сформировались обширные торговые ряды. Так, на территории одного только Апраксина двора располагалось более 500 лавок, где велась торговля, главным образом, готовым платьем, мехами, головными уборами, обувью, мебелью, коврами, посудой, железом, а с начала XIX века — и книгами.
В результате крупного пожара 1862 года огнём были полностью уничтожены постройки обоих рынков. Вскоре на их месте по проекту архитекторов И. Д. Корсини и А. И. Кракау были отстроены новые здания Апраксина двора. При этом Щукин двор стал называться Мариинским рынком, а торговые ряды вдоль Садовой улицы — Александровской линией.
Перед началом Первой мировой войны Апраксин двор стал крупнейшим в Европе по оптовому товарообороту. Перед Октябрьской революцией здесь насчитывалось свыше 40 корпусов и около 600 лавок. В советские годы Апраксин двор был крупным центром комиссионной торговли.
Сейчас Апраксин двор включает 57 корпусов, большинство из которых находятся в городской собственности, является одним из крупнейших торговых центров Петербурга. В начале XXI века начаты работы по фундаментальной реконструкции территории торгового комплекса с выводом действующих торговых площадей на периферию города.

#### Доходный дом Томилина (№ 32)
Доходный дом Томилина на углу Садовой и Апраксина переулка был возведён в 1903—1906 годах по проекту архитекторов Л. М. Харламова и Н. В. Дмитриева в стиле модерн. Карниз крыши поддерживается 17-ю гермами с женскими головами. Владелец сдавал помещения цокольного этажа другим коммерсантам. В 1916 году в этом доме размещалось «Русское торгово-промышленное общество взаимного кредита», а также кинотеатр «Монтрэ», редакция научного журнала «Познание России», высшие коммерческие курсы, Общество народных университетов. Своё представительство имелось и у известной фирмы Кузнецова по производству и продаже фарфора и фаянса.
В 1917 году в доме располагался Совет рабочих и солдатских депутатов Второго Городского района. В 1930-х тут функционировал Дом культуры народов Востока.

#### Дома (№ 27, 29, 31, 33-37)
Дом (№ 27) — расположен на углу Садовой и Мучного переулка. Построен в XIX веке. Первоначально здесь находился кинотеатр «Ампир», позже именовавшийся «Темп» и «Сатурн». В начале XX века в здании располагался ресторан «Ивановский». С 1997 года помещение занимает драматический театр «Приют Комедианта».
Доходный дом (№ 29) — построен в 1832—1833 годах архитектором А. И. Мельниковым для купца Архипова. С 1876 года и на протяжении нескольких десятилетий в нём размещалась известный в городе фотосалон В. Львова.
Доходный дом Т. Г. Растеряевой (№ 31) — находится на пересечении с Гороховой улицей. Построен в 1845 году по проекту Н. П. Гребёнки. До 1917 года нём находилось множество лавок и магазинов. Часть помещений занимала купчиха М. И. Лихачева, поставщица обоев к царскому двору. Здесь находились также контора журнала «Живописное обозрение», редакция журнала «Народное здравие» и книгоиздательство В. И. Рамма. Кроме того, дом примечателен тем, что был выстроен 800 рабочими за 50 дней.
Дом Дурышкина (№ 33) — стоит на углу Садовой и Гороховой улиц. Построен в 1865 году архитектором Э. Г. Юргенсом. В конце XIX века в здании работал специализированный молочный магазин, а в начале XX века здесь разместились музыкальный магазин «Товарищества И. Винокуров и Н. Синицкий», два ресторана («Васильев» и «Ростов-на-Дону»), а также Общество взаимного кредита при Петроградской фруктовой, чайной, винной и рыбной бирже. В 1934 году в помещении, которое ранее занимал ресторан «Ростов-на-Дону», разместилась библиотека имени А. С. Грибоедова.

Дом Второго Общества взаимного кредита (№ 34) — здание в стиле модерн сооружено в 1907—1909 годах на месте старого доходного дома по проекту Ф. И. Лидваля специально для «Второго петроградского общества взаимного кредита». В лицевой части находились залы и кабинеты управления, в задней — служебные помещения и жильё служащих, а в средней части — просторный двусветный операционный зал. Центр фасада выделен огромной нишей с полуциркульным завершением и украшен рельефными панно в античном стиле (скульптор А. Д. Козельский). В начале XX века общество сдавало здесь сейфы в аренду для хранения денег и прочих ценностей, а в годы Первой мировой войны в доме разместилось общество помощи военнопленным. С начала 1930-х годов в этом здании размещался проектный институт Промстройпроект. Жизнь в период блокады в этом доме описана в дневнике юноши Юры Рябинкина, одного из героев «Блокадной книги» А. Адамовича и Д. Гранина.
Дом (№ 35) — находится на углу Садовой и Спасского переулка. В середине XIX века принадлежал супруге отставного полковника Н. Н. Баггаута, впоследствии здесь находились несколько магазинов, а также банкирская контора С. А. Чеснокова. В годы НЭПа значительную часть помещений заняла гостиница «Ново-Спасская» и ресторан при ней. В начале 1930-х здесь работала редакция журнала «Вокруг света».
Доходный дом (№ 36) — расположен на углу Садовой и Гороховой улицы. Построен в 1877 году по проекту И. С. Китнера. До 1917 года в здании находились участок мирового судьи и ресторан «Ново-Ярославец».

Гауптвахта (№ 37) — изначально построена в XVIII веке для размещения военного караула. Позже, в 1818—1820 годах, по проекту архитектора В. И. Беретти было сооружено новое, сохранившееся до XXI века здание. Здесь в марте 1874 года содержался под арестом Ф. М. Достоевский. В 1886 году в доме разместилась городская санитарная лаборатория, где проверялись продукты, привезённые на продажу; а перед Первой мировой войной сюда переместился парфюмерно-аптекарский магазин французской фирмы «Дом Фрер».

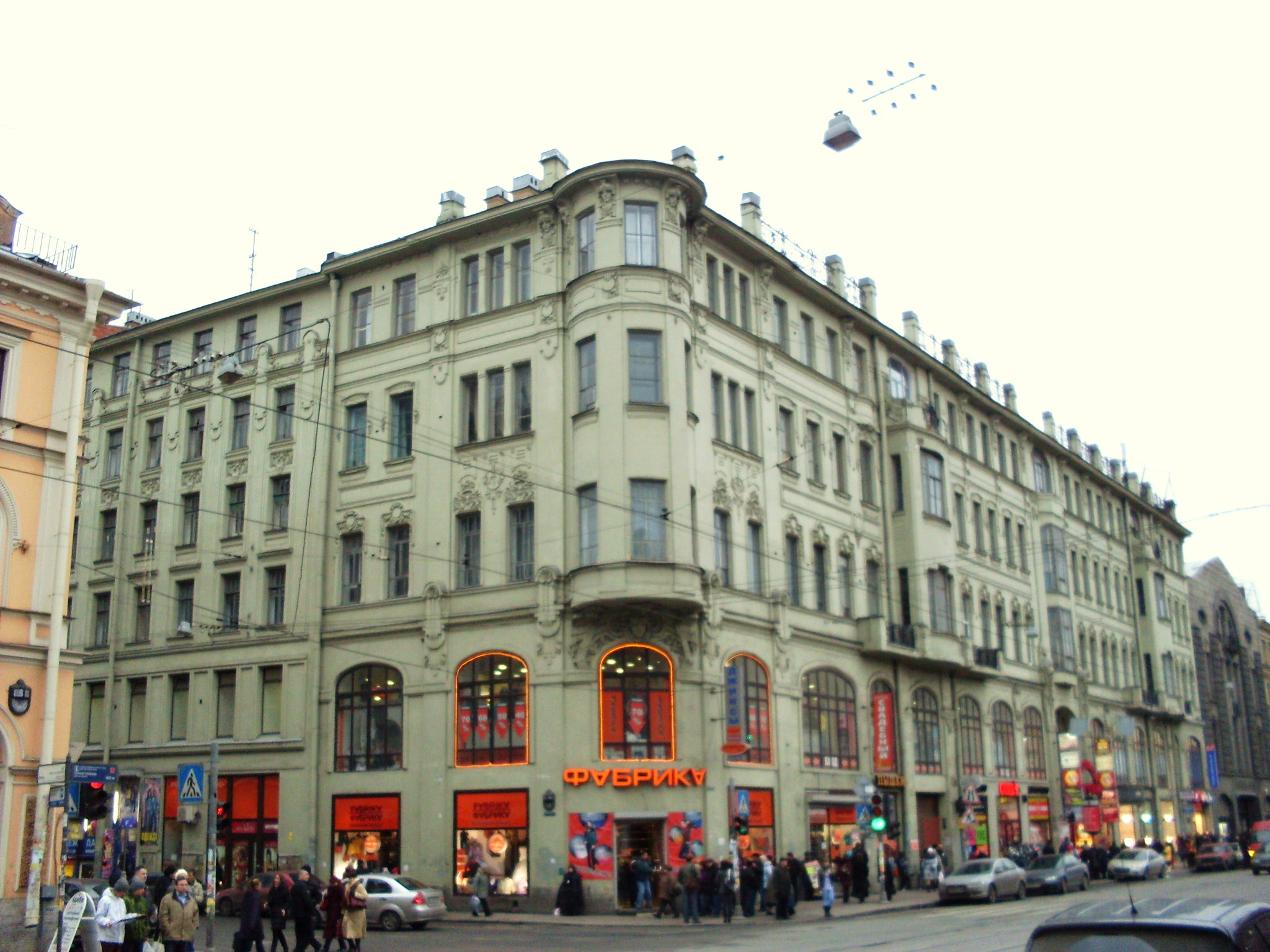
Доходный дом Томилина (№32)
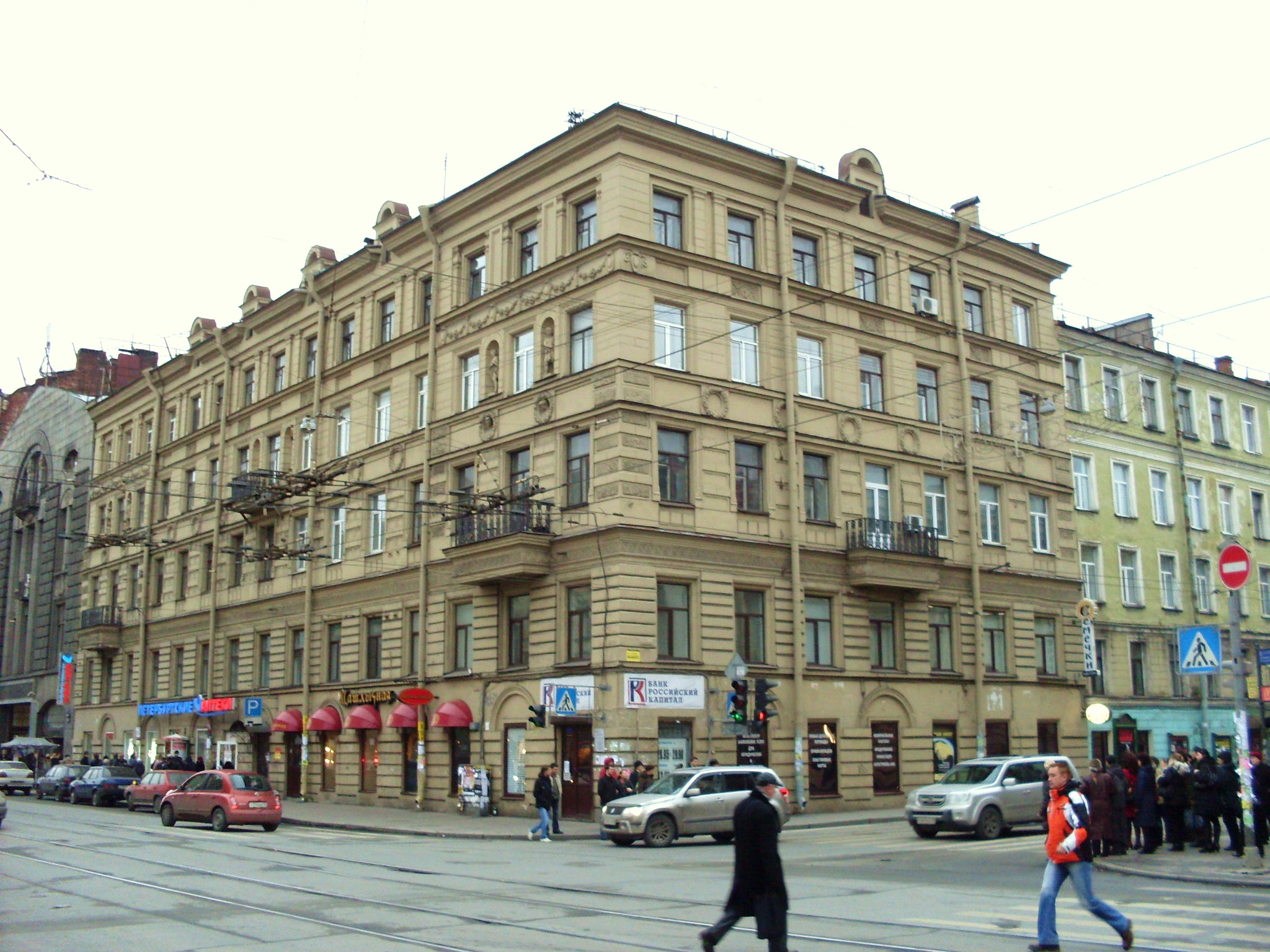
Доходный дом (№36)
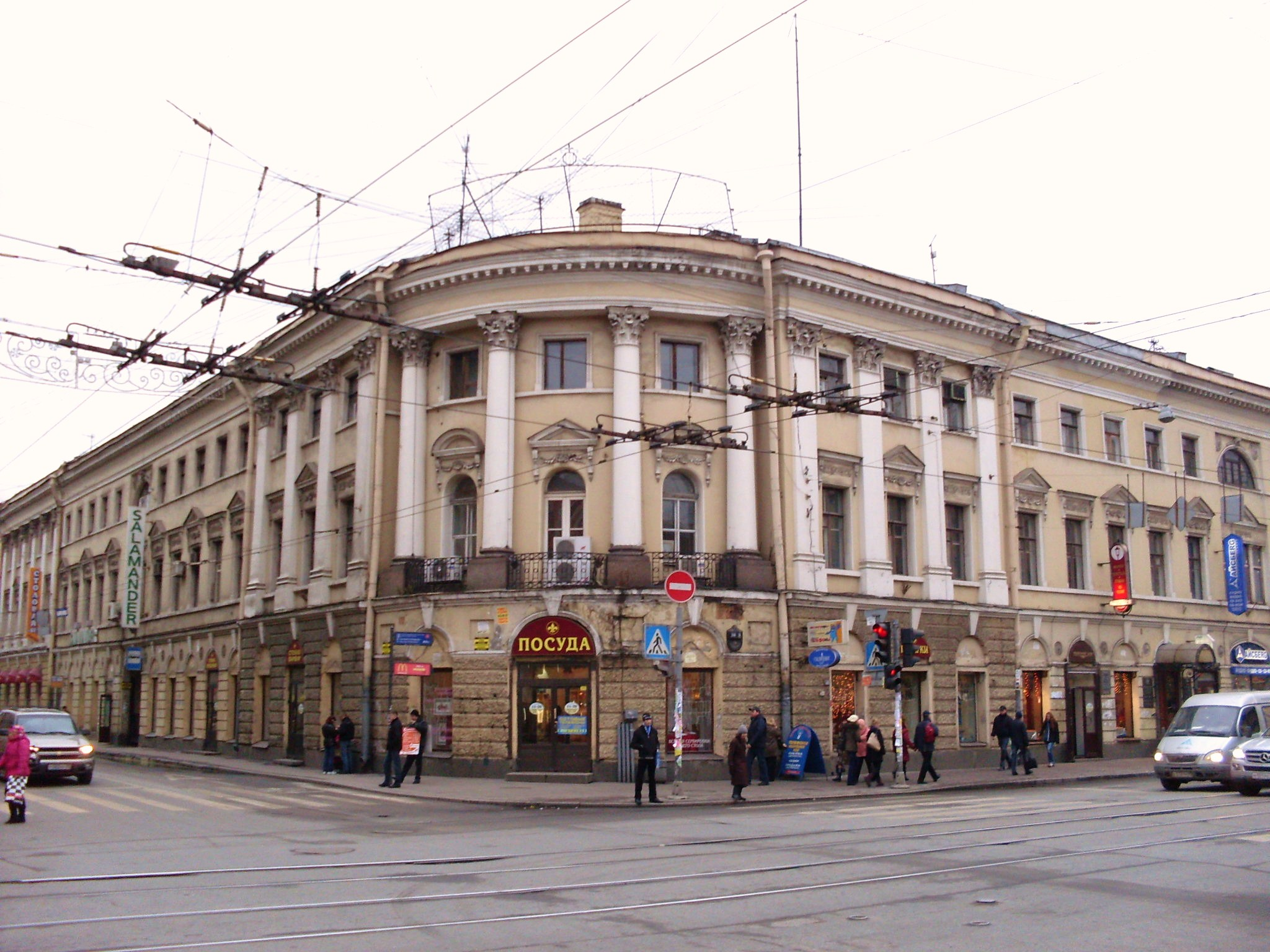
Дом Саввы Яковлева (№38)
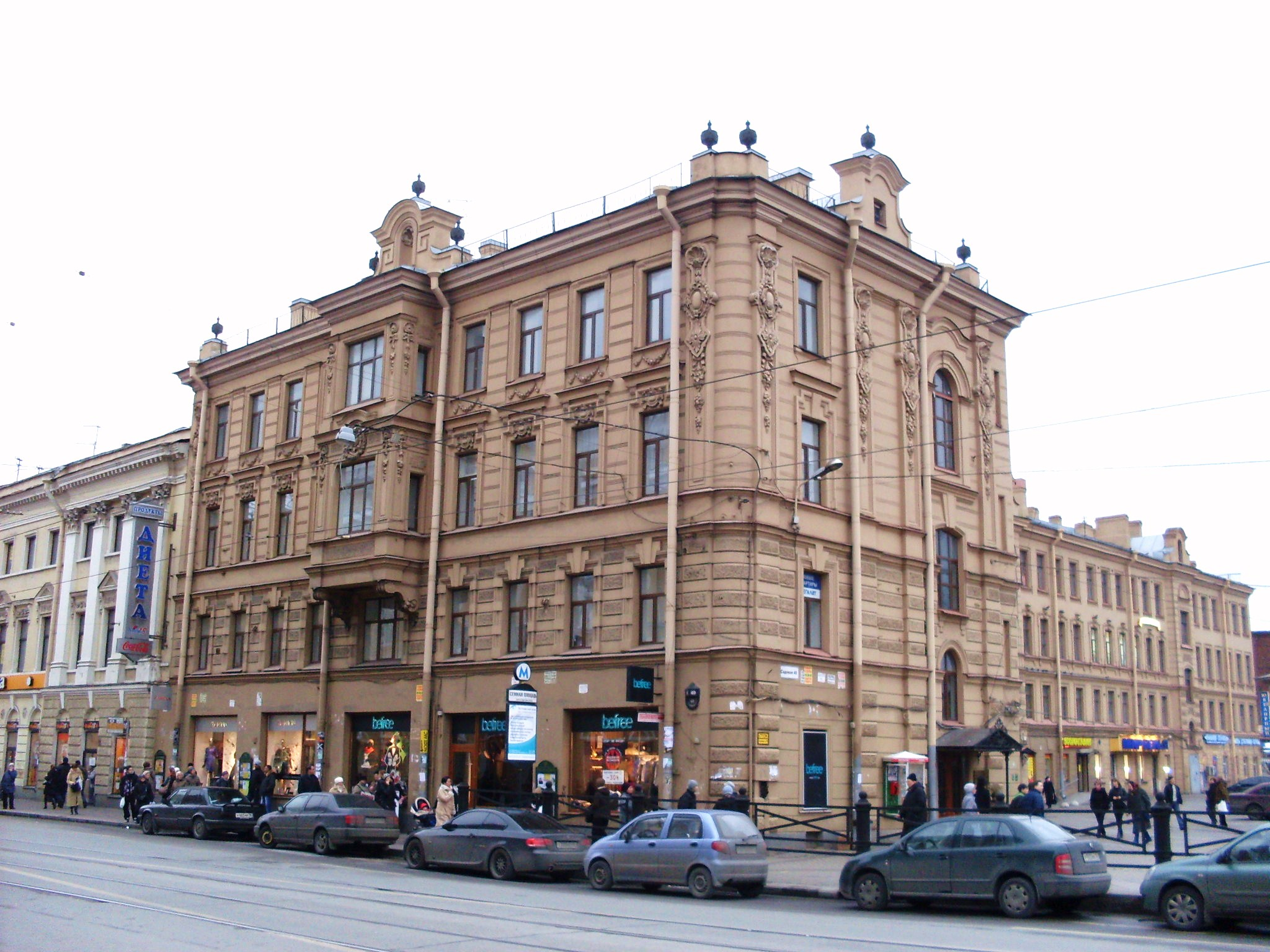
Доходный дом Успенской церкви (№40)

#### Дом Саввы Яковлева (№ 38)
Дом № 38 на углу Садовой и Гороховой улиц (№ 45) был построен в 1780-х годах на участке, принадлежавшем купцу и заводчику Савве Яковлеву. Протяжённый трёхэтажный угловой дом с колонными и пилястровыми портиками являлся крупнейшим жилым помещением в Петербурге XVIII века. Памятник архитектуры неустановленной категории. Рядом со зданием находилась каменная церковь Спас-на-Сенной, возведённая в 1753—1765 годах. Наследники Яковлева владели этим домом более века, после чего продали его купцу А. Д. Воденикову, который занимался торговлей колониальными товарами и числился председателем Общества помощи бедным прихожанам церкви Спаса на Сенной. От него дом перешёл к последней частной владелице — О. А. Глазовой.
В 1810 году в доме была открыта мастерская по изготовлению мраморных и гипсовых изделий, принадлежавшая А. Трискорни. В 1880 году в доме снимал квартиру писатель В. М. Гаршин. В начале XX века здесь находились фабрика и магазин музыкальных инструментов П. Розмыслова, а в годы Первой мировой войны в помещении располагался часовой и ювелирный магазин купца Н. Н. Шолохова. Тогда же здесь работал «Зверинец-театр», в котором демонстрировались живые картины. В 1913 году в доме открылся маленький театр «Летучая мышь», который просуществовал до 1917 года.
С 1918 года часть здания занимало Российское телеграфное агентство (РОСТА), в котором неоднократно бывал В. В. Маяковский. Позднее здесь разместился магазин «Лендиетторга» — «Диета», в котором ленинградцы покупали дефицитные мясопродукты и рыбу. Магазин сохранил свой профиль по сей день.

#### Доходный дом Успенской церкви (№ 40)
Возле церкви в конце XIX века по проекту архитектора Г. И. Карпова был построен дом № 40 с лавками и питейными заведениями. В нём квартировали священники и купцы Сенного и Апраксина рынков. В советское время здесь размещался специализированный книжный магазин «Судостроитель».

#### Сенная площадь

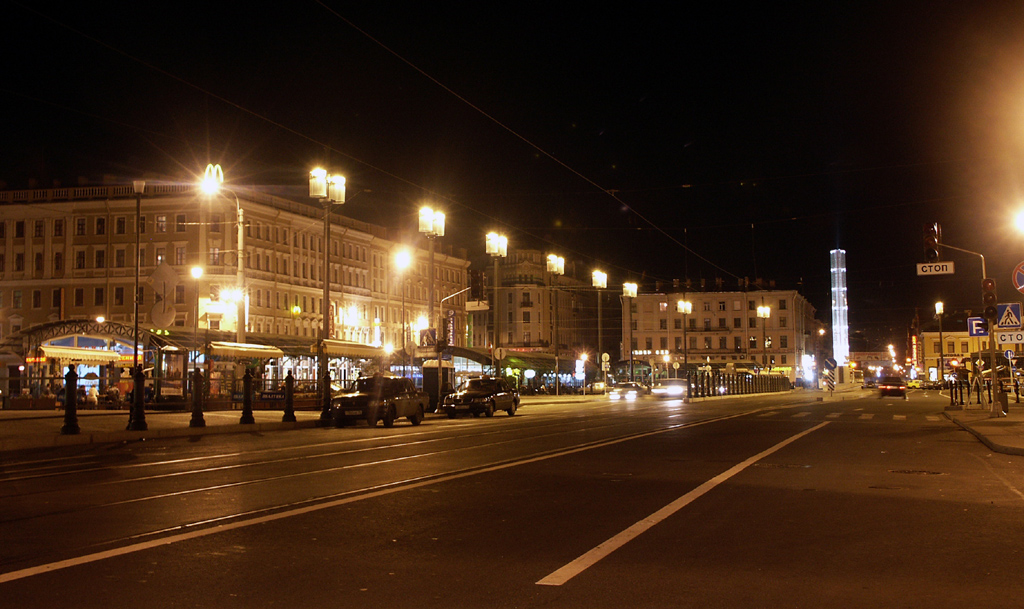
Сенная площадь ночью

Сенная площадь расположена на пересечении Московского проспекта и Садовой улицы. Название площадь получила в конце XVIII века из-за того, что на этом месте продавалось сено. В 1952 году площадь была переименована в площадь Мира, а 1 июля 1992 года ей вернули первоначальное название.
В 1753—1756 годах на Сенной площади был воздвигнут значительный памятник позднего барокко — Успенская церковь (Спас на Сенной), взорванная в 1961 году. Отдельно стоящий дом — здание Гауптвахты (дом № 37 по Садовой улице), возведённое в 1818—1820 годах по проекту архитектора В. И. Беретти. В 1883—1886 годах в центре площади по проекту архитектора И. С. Китнера и инженеров Г. фон Паукера и О. Е. Креля были построены несохранившиеся до наших дней корпуса Сенного рынка.
Районы, примыкавшие к Сенной площади, традиционно были населены городской беднотой. Быт и нравы обитателей района вокруг Сенной были неоднократно описаны писателями, например, Ф. М. Достоевским (роман «Преступление и наказание») и В. В. Крестовским. В 1920-х снесены окружавшие площадь трущобы, притоны, кабаки. В 1930-х проведена реконструкция — снесены корпуса Сенного рынка, а территория заасфальтирована и озеленена. В годы блокады были разрушены и повреждены многие здания на площади. В 1950 году фасады северной стороны площади получили единое оформление в советском стиле. В 1963 году на площади был построен наземный вестибюль станции метро «Площадь Мира» (впоследствии переименованная вместе с площадью в «Сенную»). В 1991 году в связи со строительством станции метро «Садовая» под площадью был устроен подземный переход.
В 2003 году была проведена реконструкция площади, на ней построены торговые павильоны, а в память о снесённой Успенской церкви была выстроена часовня. Тогда же на площади была установлена Башня Мира (подарок Франции к юбилею города) по проекту архитектора Жана-Мишеля Вильмотта и скульптора Клары Хальтер. Памятник сооружён в виде эллипса с нижней частью в виде щита размером 2,5 м, а из основной части памятника высотой 17,5 м исходили два луча. На монументе также были закреплены бронзовые пластинки с подписями глав иностранных государств и словом «мир» на разных языках. Летом 2010 года стеклянные элементы башни растрескались, и вскоре сама башня была демонтирована.
В настоящее время существуют планы ещё одной реконструкции площади, согласно которым здесь должна быть воссоздана ранее разрушенная церковь, увеличено количество пешеходных дорожек и парковок и построен торговый комплекс «Пик-2».
Дома, находящиеся на Сенной площади, не входят в адресный список Садовой улицы и имеют отдельную нумерацию.

### От Сенной площади до Крюкова канала

#### Дом Терёшеных (№ 39)
Дом Терёшеных — возведён в конце XVIII — начале XIX века по проекту неизвестного автора. В 1810 году реконструирован В. И. Беретти, а в 1833 году перестроен А. И. Мельниковым. В советское время на первом этаже располагался магазин всесоюзной сети по продаже рыбы и рыбной продукции «Океан».

#### Дома (№ 41—44)
Дом Фалёвых (№ 41) — возведён в конце XVIII — начале XIX века по проекту неизвестного автора. В 1833 году перестроен архитектором А. И. Мельниковым, а в 1905 году частично реконструирован гражданским инженером И. П. Макаровым. До 1917 года здание принадлежало С. Г. Раменскому, здесь находились банкирская контора К. А. Толстопятова и кинотеатр «Китайский домик». В 2001 году дом включён КГИОПом в «Перечень вновь выявленных объектов, представляющих историческую, научную, художественную или иную культурную ценность».
Доходный дом Кривопишина (№ 42) — построен в XIX веке. Здесь помещался кинематограф «Театр чудес» (с 1937 года широкоэкранный кинотеатр «Смена»).
Торговый дом В. Ф. Спехина (№ 43) — сооружён в стиле модерн в 1896 году архитектором С. П. Кондратьевым, а в 1914 году перестроен Ф. П. Фёдоровым. В начале XX века здесь располагались «Пассаж» и рекламное агентство.
Доходный дом (№ 44) — построен в 1855—1856 годах архитектором А. И. Ланге. В начале XX века в здании находился крупнейший в Петербурге магазин граммофонных пластинок, а во время Первой мировой войны здесь работала Спасская лечебница. Позднее помещения занимал кинотеатр под названиями «Театр чудес», с 1920 года — «Мозаика», затем — «Кинотеатр снов», в 1928 году — «Луч», и наконец, в 1937 году — «Смена».

#### Дом Н. Семёнова (№ 45)
Дом Н. Семёнова был построен в 1822—1826 годах в стиле классицизма А. И. Мельниковым. В центре здания над проездом архитектор сделал высокую нишу с балконом, над которым прорезал окно верхнего этажа. До 1917 года домом владел С. Г. Раменский, здесь располагались магазины музыкальных инструментов, белья и перчаток; во время Русско-турецкой войны 1877—1878 годов Петербургская врачебная община организовала в доме бесплатные уроки по уходу за больными и ранеными. Дом Семёнова фигурирует в романе Ф. Достоевского «Преступление и наказание», около него на углу Садовой и Кокушкина переулка возникает завязка произведения — Родион Раскольников подслушал разговор, из которого узнал, что старуха-процентщица ровно в семь вечера остаётся одна дома.

#### Дом Автомоновых (№ 46)
Дом Автомоновых возведён по проекту неизвестного автора в 1790-е годы. В конце XIX века его торговые помещения были заняты магазином Густава Лозе, который именовал себя парфюмером «его величества императрицы Германской». Перед Первой мировой войной здесь обосновалась контора журнала «Современник», а в квартире № 11 работала контора газеты «Голос современника», где публиковался фельетонист А. В. Амфитеатров.
В 2001 году дом включён КГИОПом в «Перечень вновь выявленных объектов, представляющих историческую, научную, художественную или иную культурную ценность».

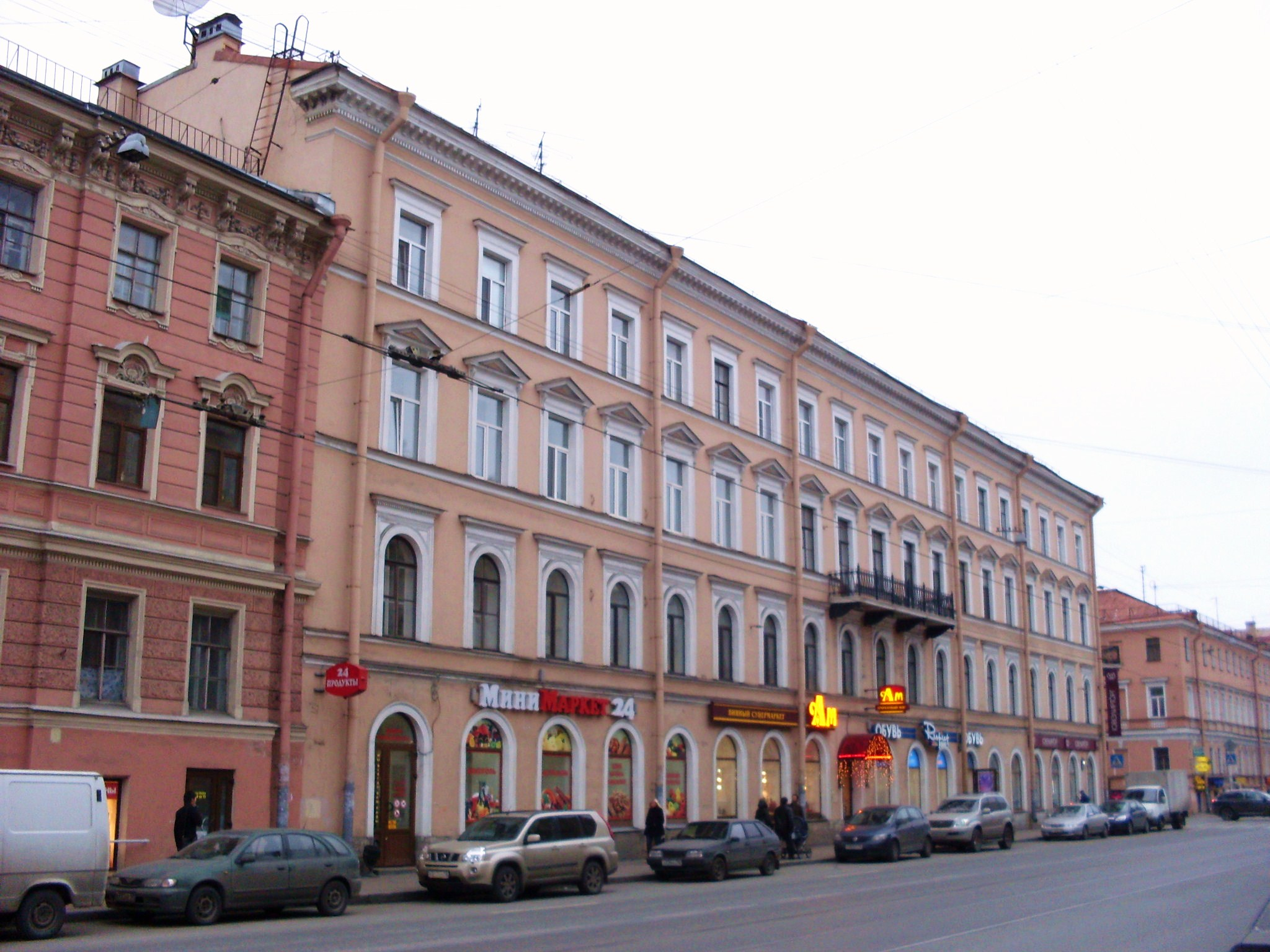
Доходный дом Гарфункель (№47)
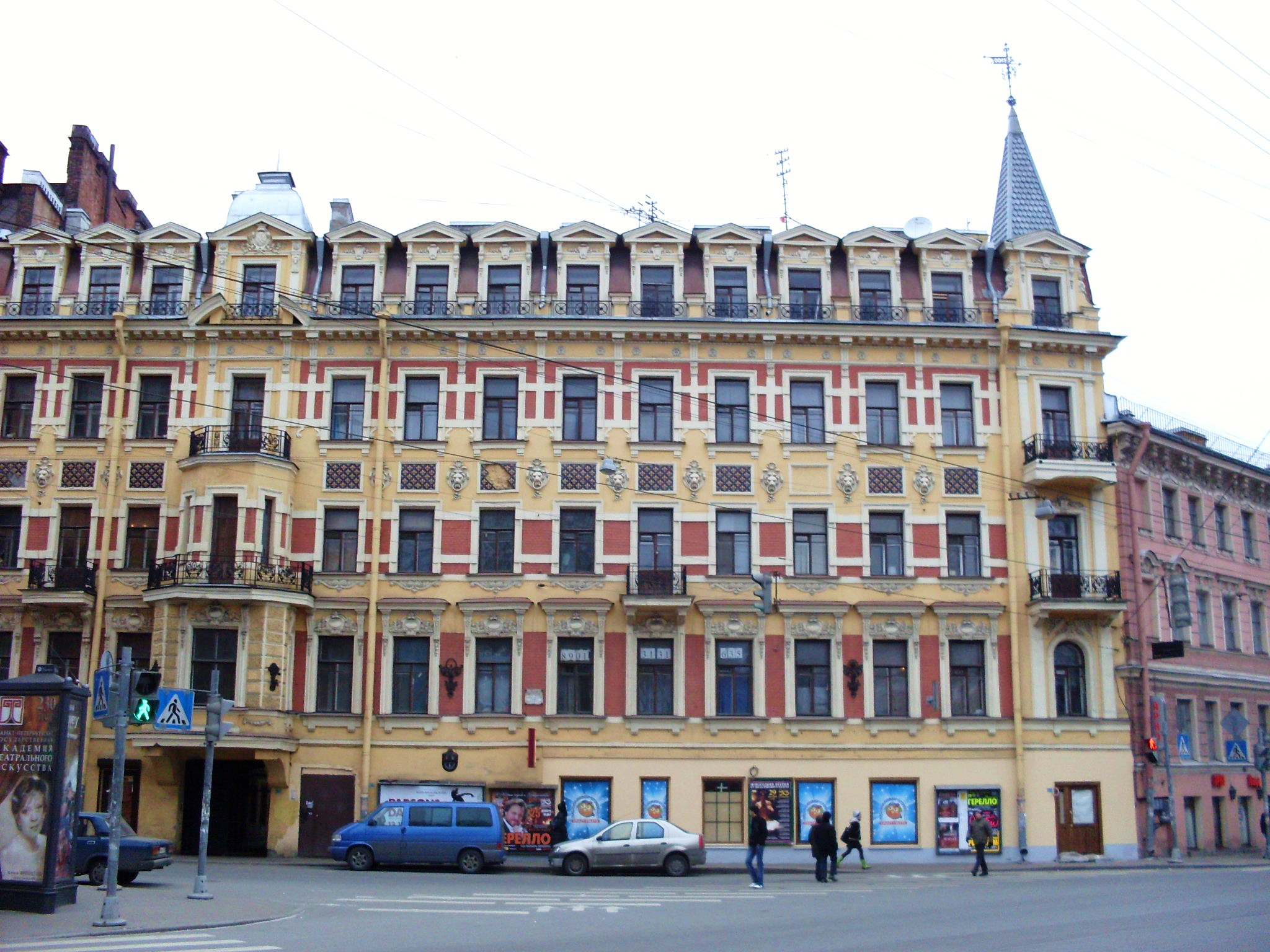
Дом А. А. Кушелева (№49х)
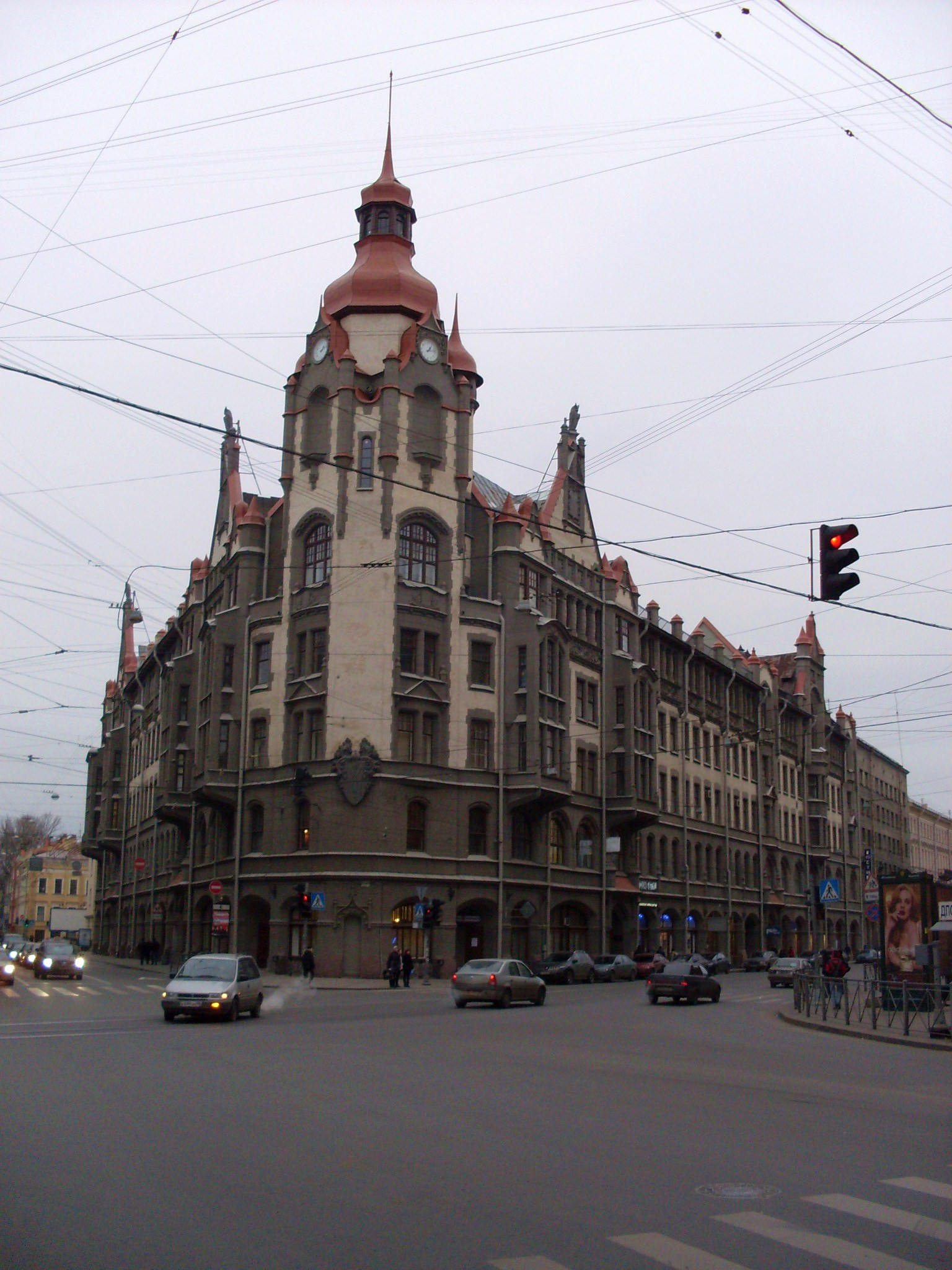
Дом городских учреждений (№ 55-57)
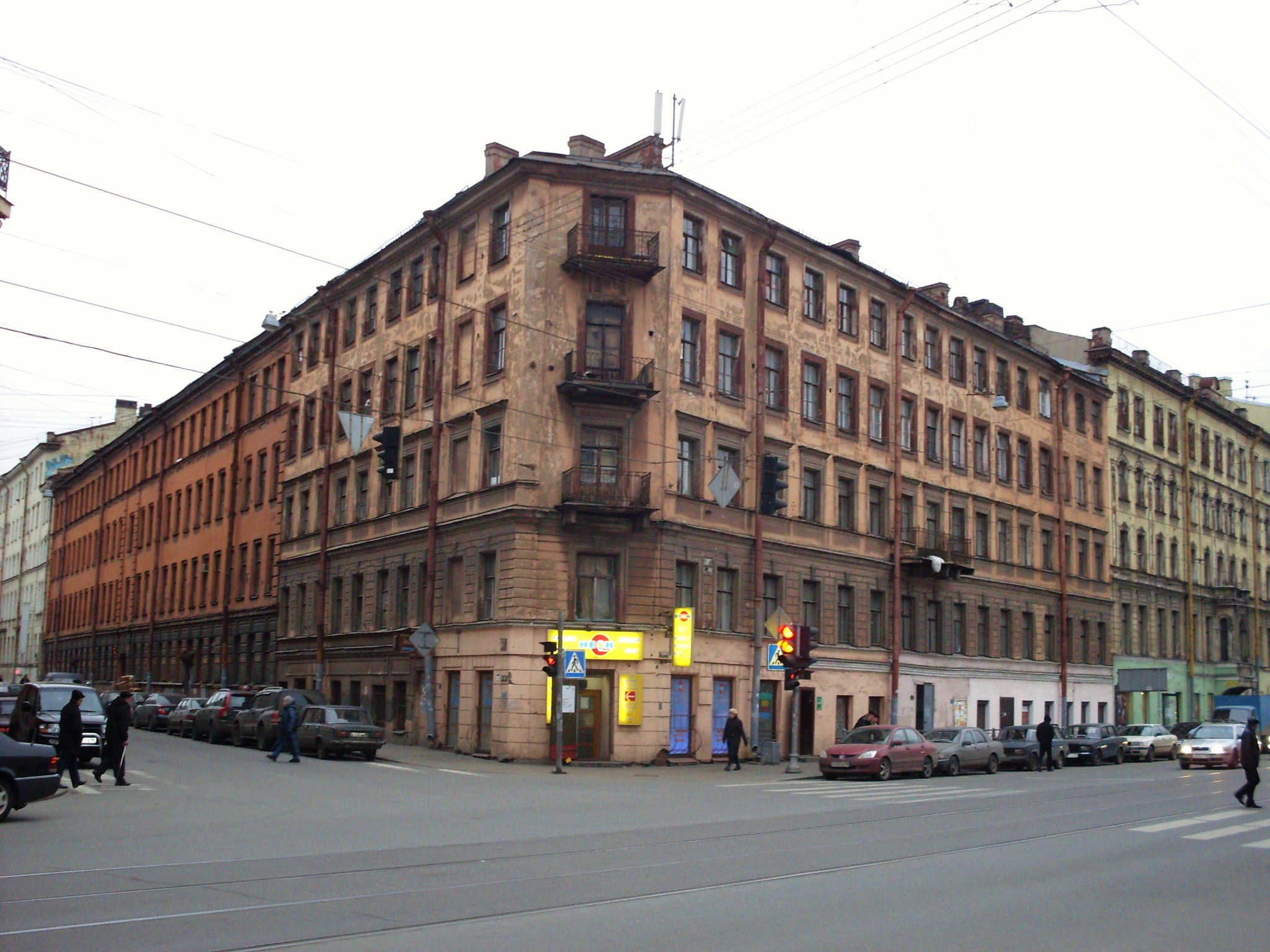
Доходный дом (№63)

#### Доходный дом Гарфункель (№ 47)
Доходный дом Гарфункель перестроен в стиле эклектики в 1844 году архитектором Г. Боссе. В XX веке в нём размещались фабрика скрипок, гитар, балалаек П. и А. Розмысловых, Общество взаимного кредита и один из фотосалонов Страхова.

#### Доходный дом И. В. Аничкова (№ 48)
Доходный дом, построенный в 1836 году по проекту Фридриха (Фёдора) Брауна. В 2019-м здание получило статус памятника культуры.

#### Доходный дом (№ 49)
Здание построено в 1862 году академиком архитектуры Н. Н. Ковригиным. Здесь находилась последняя квартира поэта-лирика А. Н. Майкова, скончавшегося в марте 1897 года. В начале XX века в доме размещалась зеркальная мастерская. В 1974 году здесь была открыта блинная «Русские самовары».

#### Дом А. А. Кушелева (№ 49-А)
Здание в стиле модерн на углу Садовой и проспекта Римского-Корсакова было построено в первой трети XIX века, а в 1899—1900 годах реконструировано архитектором А. И. Носалевичем. На стене установлена мемориальная доска с текстом «Здесь помещался 1906—1909 гг. профессиональный союз приказчиков».
В 2001 году дом включён КГИОПом в «Перечень вновь выявленных объектов, представляющих историческую, научную, художественную или иную культурную ценность».

#### Центральный музей железнодорожного транспорта (№ 50)
Здание, в котором расположен музей, было построено в 1901—1911 годах по проекту архитекторов П. С. Купинского и Е. Е. фон Баумгартена. Строительство осуществлял архитектор С. П. Галензовский. Своё начало музей берёт из фонда Института Корпуса инженеров путей сообщения, при открытии которого был предусмотрен «особый зал» для хранения моделей. К 1880 году его коллекция насчитывала более 8 тысяч предметов. Здесь находилось богатейшее собрание минералогических образцов, модели мостов, локомотивов и других устройств, около 700 различных инструментов и приборов. При этом большинство экспонатов в последней четверти XIX века поступило в музей в виде даров различных учреждений, предприятий и отдельных граждан. В 1862 году музей открылся для широкой публики.
С 1928 года вновь началась работа по пополнению музейных фондов, ремонту моделей, созданию новых экспозиций. Был создан новый отдел — местного транспорта. После выделения из состава Ленинградского института инженеров путей сообщения ряда факультетов и отделений (водных, воздушных, автодорожных и военных сообщений) он был в 1930 году переименован в Ленинградский институт инженеров железнодорожного транспорта. Часть экспонатов из музея была передана во вновь созданные институты. В 1970 году в музее была создана передвижная выставка по истории зарождения и развития отечественного железнодорожного транспорта, которая действовала до 1991 года. В 1987 году музей сменил статус — он стал Центральным музеем железнодорожного транспорта Министерства путей сообщения.

#### Дворец и сад Юсуповых (№ 50/А)

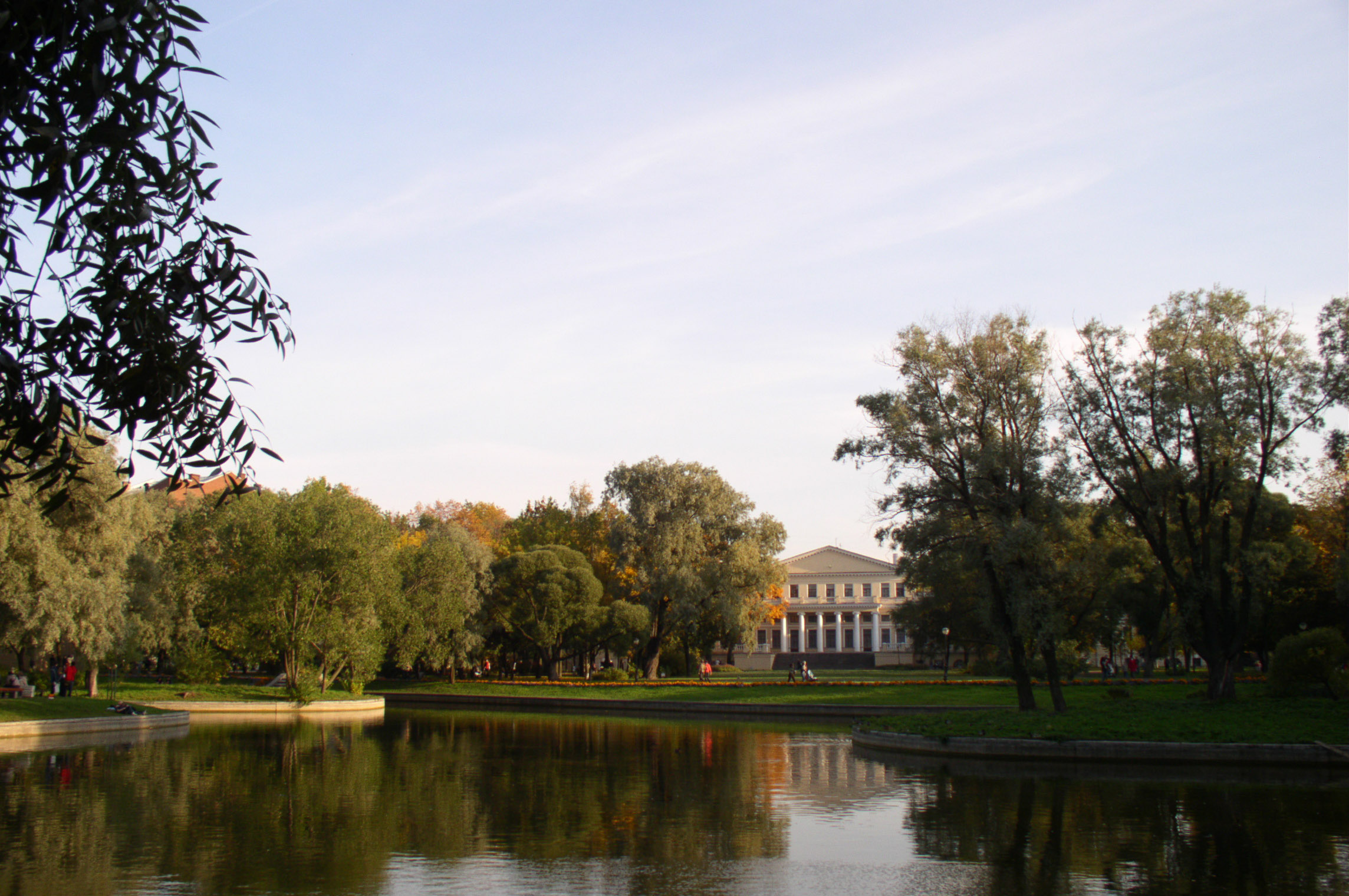
Сад перед дворцом Юсуповых

Юсуповский дворец построен в середине XVIII века, перестроен в 1790-х гг. итальянским зодчим Джакомо Кваренги для князя Н. Б. Юсупова в стиле классицизма. Садовый фасад оформлен шестиколонным портиком, а другие фасады украшены галереями с дорическими колоннами. Перед зданием был разбит парк с фигурными прудами, каналами и искусственными горками. Декоративная металлическая решётка парка, созданная инженерами завода Сан-Галли, установлена в 1836—1840 годах. В 1810 году в помещениях дворца начал работать Институт корпуса инженеров путей сообщения, однако в начале 1820-х институт был переведён в здание на Обуховском проспекте. В 1823 году дворец был передан под квартиру герцога Александра Вюртембергского и оставался казённой квартирой вплоть до 1917 года.
В 1865 году в Юсуповском саду был устроен каток. Здесь в 1890 и 1901 годах проходили международные соревнования фигуристов, а в 1896 и 1903 годах — турнир на первенство Европы по фигурному катанию.
В советское время в помещениях Юсуповского дворца располагалась кафедра ЭВМ Ленинградского института инженеров железнодорожного транспорта.

#### Дом (№ 50/Б)
Изначально это было здание правления Общества спасения на водах, построенное в 1893—1894 годах инженером-архитектором П. С. Купинским. Средства на строительство здания собирались по подписке по всей России. В здании размещалась канцелярия, библиотека, музей, зал заседаний. На первом этаже был склад, где хранились лодки и другие средства спасения на водах. В прилегающем одноэтажном корпусе до революции проходили сборы и занятия спортивного гимнастического общества «Сокол». В советское время здесь располагались различные НИИ, в 1980-х — детско-юношеская спортивная школа «Орлёнок». Сейчас здесь расположен центр психологической реабилитации.

#### Дом Адама (№ 51)
Дом построен в 1840 году архитектором А. И. Мельниковым. Первоначально в здании, принадлежавшем Е. Адаму, проживали семейство поэта Майкова и писатель А. Ф. Писемский. Во второй половине XIX века в доме располагалась гостиница «Белград», в которой жил поэт К. М. Фофанов. Позже, в начале XX века, в этом же здании разместилась гостиница «Скутари», принадлежавшая И. Е. Васильеву.
В 2001 году дом включён КГИОПом в «Перечень вновь выявленных объектов, представляющих историческую, научную, художественную или иную культурную ценность».

#### Дома (№ 52—54, 56)
Школа (№ 52) — построена в 1938 году по проекту архитекторов Е. А. Левинсона и И. И. Фомина на месте трактира «Санкт-Петербург» и кинотеатра «Александрия». В 1964 году перед зданием был установлен монумент (автор — В. Ю. Милейковский) в честь воинов народного ополчения Октябрьского района.
Жилой дом (№ 53) — построен в 1930—1940 годах в стиле конструктивизма. Автор проекта неизвестен.
Корпус Санкт-Петербургского государственного университета технологии и дизайна (СПГУТД) (№ 54) — построен в 1950-е по проекту Е. А. Левинсона и И. И. Фомина на месте старого Ново-Александровского рынка, который занимал целый квартал, ограниченный Садовой, Малковым переулком (ныне переулок Бойцова), Фонтанкой и Вознесенским проспектом. В настоящее время здесь расположен один из учебных корпусов СПГУТД.
Дом лёгкой промышленности (№ 54х) — сооружён в 1931—1935 годах в стиле конструктивизма архитекторами Е. А. Левинсоном и И. И. Фоминым. В 2001 году дом включён КГИОПом в «Перечень вновь выявленных объектов, представляющих историческую, научную, художественную или иную культурную ценность».
Доходный дом (№ 56) — находится на пересечении Садовой и Вознесенского проспекта. Построен в 1866 году А. М. Скорняковым. В начале XX века здесь находилась помещалась банкирская контора А. В. Смирнова, а также винный погреб фирмы «Шитт и Ко».

#### Дом городских учреждений (№ 55—57)
Здание на углу Садовой и Вознесенского проспекта было сооружено в 1904—1906 годах по проекту архитектора А. Л. Лишневского как дом городских учреждений, подведомственных управе Городской думы. Фасады оформлены в смешанном стиле модерна и английской готики — эркеры, башенки, фигуры химер и грифонов, лепной декор, выполненный мастерскими Н. И. Егорова и И. В. Жилкина. Корпуса строения, расположенные вокруг овального двора, завершаются высокой угловой башней. Дом имеет двойной номер, так как при постройке он занял территорию двух участков. Дом № 57 был во владении неких Шабишевых, а соседний № 55 занимала управа благочиния. Эта организация, созданная в 1782 году, охраняла порядок в городе, обеспечивала выполнение жителями города законов и постановлений местного начальства, приводила в исполнение приказы городской администрации и решения судов, ведала городским благоустройством и торговлей. В советское время здесь помещались Октябрьский районный комитет КПСС и исполком районного Совета депутатов трудящихся.

#### Съезжий дом 3-й Адмиралтейской части (№ 58)

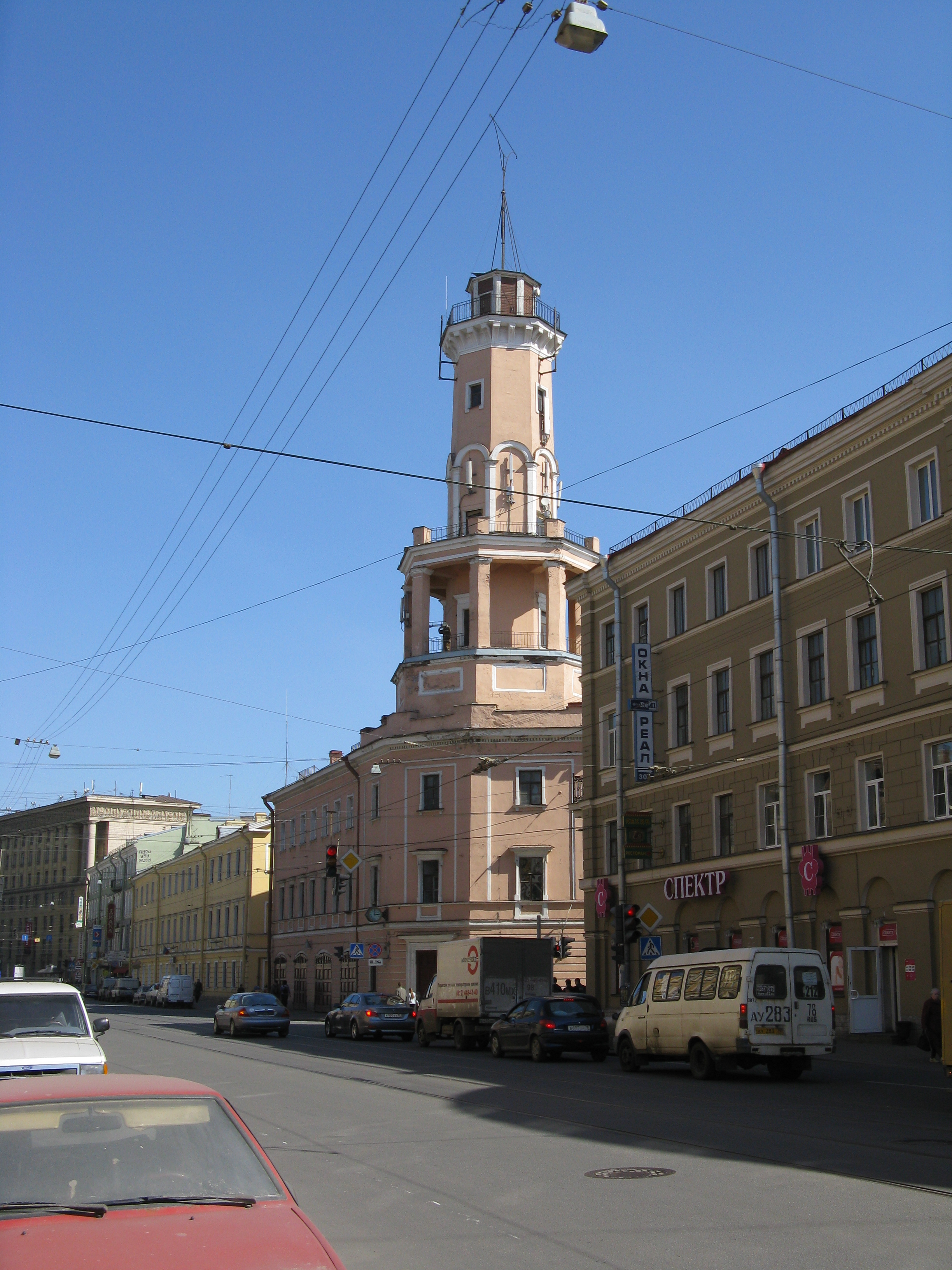
Съезжий дом 3-й Адмиралтейской части (№ 58)

Съезжий дом 3-й Адмиралтейской части на углу Садовой и Большой Подьяческой улиц был построен в 1844—1849 годах В. Е. Морганом и А. Я. Андреевым (перестраивался в 1891—1892 годах по проекту архитектора А. С. Лыткина). Здесь в XIX веке находился полицейский участок, а также адресный стол Управления Петербургского градоначальника и столичной полиции. На этом же участке расположена восьмигранная пожарная каланча высотой 46 м. В своё время она считалась одной из высотных доминант города. В настоящее время здесь располагается 2-я часть 9-го отряда пожарной охраны Адмиралтейского района. На нижнем ярусе каланчи стоит «Петрович», манекен пожарного, который установлен во время празднований 200-летия пожарной охраны города.
Дом упоминается в романе Ф. М. Достоевского «Преступление и наказание». Здесь следователь Порфирий Петрович вёл допрос Родиона Раскольникова.

#### Доходный дом А. М. Лемана (№ 59)
Доходный дом на перекрёстке Садовой и Вознесенского проспекта в стиле эклектики был построен в 1879—1880 годах архитектором Х. Х. Тацки для статского советника А. М. Лемана. До начала XX века здесь размещались банкирская контора М. Н. Балина и булочная Д. И. Филиппова.

#### «Ивановский» дом Императорского человеколюбивого общества (№ 60)
Здание в квартале между Никольским переулком, Садовой и Большой Подьяческой улиц принадлежало Императорскому человеколюбивому обществу. Построено в 1870—1874 годах по проекту архитектора М. М. Долгополова. Здесь же, кроме помещений общества, располагался Спасский городской родильный приют на шесть коек, где работала одна из первых женщин-врачей М. Г. Сазонова.
В 1982 году дом был полностью перестроен под многоквартирное жильё.

#### Доходный дом Шаховского (№ 61)
Данных об архитекторе и точной дате строительства и не сохранилось. Известно, что дом принадлежал княгине Шаховской, позднее — купцу Чугрееву. Здесь было написано стихотворение «Смерть Поэта», велась работа над романом «Княгиня Лиговская», в память о котором в 1962 году была установлена мемориальная доска из гранита (архитектор Егоров М. Ф., скульптор Дыдыкин Н. В.). В 2006 году во время реконструкции доску демонтировали. По состоянию на 2019-й год здание находилось в управлении Мариинского театра, руководство объявило о планах по созданию мемориальной зоны, посвящённой Лермонтову.

#### Дома (№ 63, 65)
Доходный дом (№ 63) — сооружён в 1870—1872 годах архитектором Н. Ф. фон Брюлло. С 1888 года в этом здании размещалась известная в Санкт-Петербурге платная частная библиотека Л. Т. Рубакиной. К началу XX века фонды библиотеки выросли до 57 тыс. томов, а её услугами пользовались многие будущие большевики, в том числе И. В. Бабушкин, Е. Д. Стасова, Н. К. Крупская.
Доходный дом (№ 65) — находится на перекрёстке Садовой и Большой Подьяческой улиц. Возведён в XIX веке в стиле эклектики.

#### Никольский рынок (№ 62)

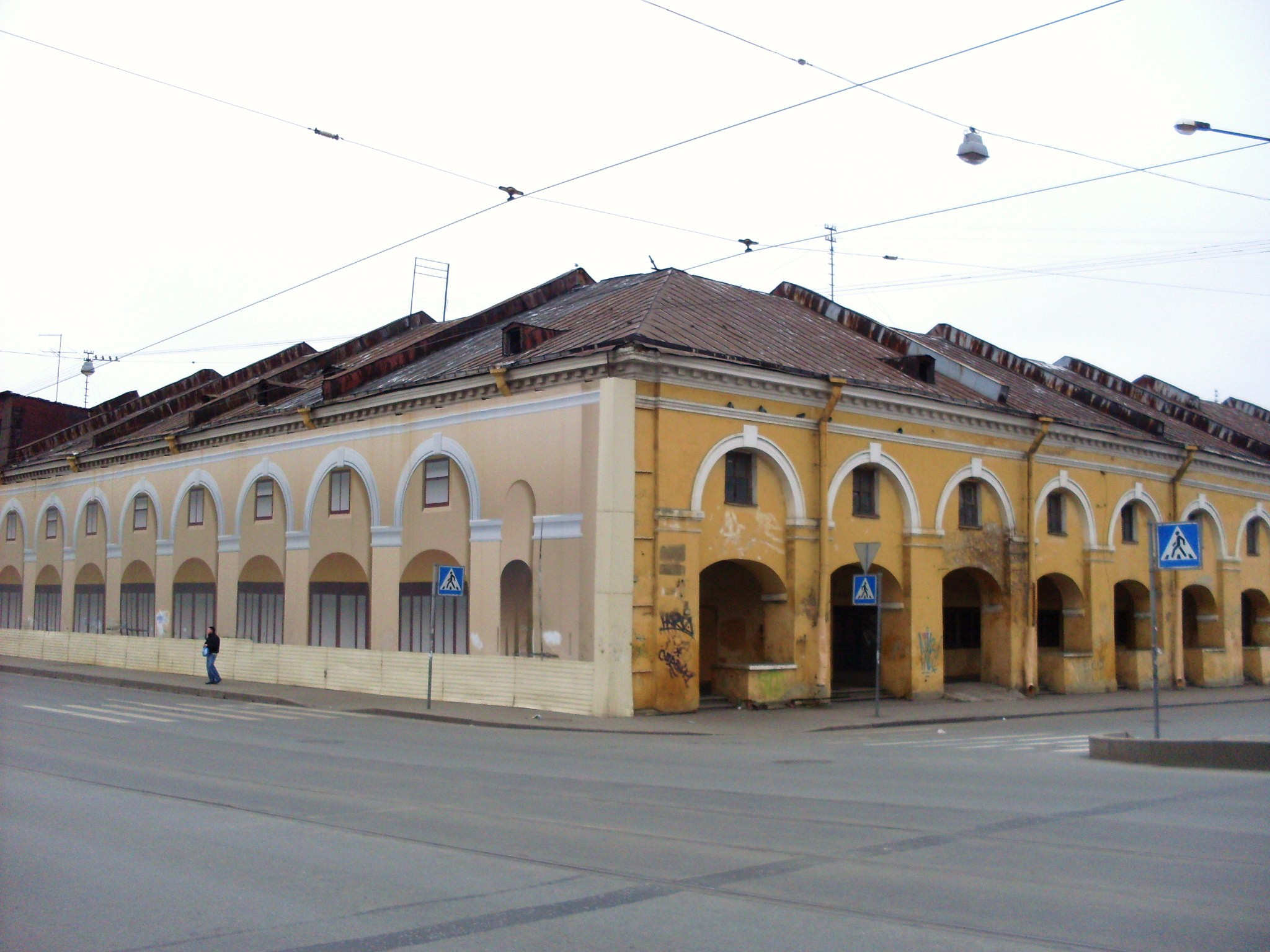
Никольский рынок (по состоянию на 2009 год)

В 1787 году купцы пожелали выстроить на Крюковом канале лавки с галереями — по образцу старых гостиных дворов Санкт-Петербурга и провинциальных русских городов, но это предложение не прошло — утвердили проект двухэтажного здания с помещениями, отделёнными друг от друга каменными капитальными стенами. Сначала рынок назывался Очаковским в честь взятия русскими войсками Очакова, но вскоре получил нынешнее название от соседнего Никольского собора. В большом помещении на Садовой улице шла оптовая торговля мясом, маслами, рыбой, мукой, дичью. Вдоль галереи первого этажа находились лавки и лабазы для торговли мукой и зерном, на втором этаже были конторы и склады. Рынок состоял из 52 лавок.
Напротив рынка у Екатерининского канала (ныне канал Грибоедова) под навесами находилась своеобразная биржа труда сезонных рабочих и ломовых извозчиков, куда приезжали в поисках работы люди из многих уголков России.
В 1930-х в стенах здания разместился завод эмалированной посуды «Металлопосуда». Однако в 1990-х годах предприятие покинуло помещение бывшего рынка, оставив его в аварийном состоянии. Никольский рынок был передан городскими властями под эгиду инвестиционного агентства. В ходе ремонтных работ было сделано важная археологическая находка — обнаружен колодец XVIII века, а также фрески того же времени, черепки с росписью по фарфору, голландские курительные трубки, изразцы, старинные бутыли от сельтерской воды и т. д. В самом же центре двора рынка был обнаружен фундамент часовни, упоминание о которой сохранилось и в исторических документах. Во второй половине 1990-х годов в галерее рынка, идущей вдоль Садовой улицы, временно разместилась сеть небольших магазинов, арендовавших здесь помещения. При этом городские власти прорабатывали план восстановления здания. Проект «Никольский рынок» был назван одним из четырёх крупнейших городских проектов по реконструкции 1998 года. Однако эта идея осталась нереализованной.
Ныне имеет статус памятника архитектуры федерального значения. Имеет также адреса — набережная Крюкова канала, 18 и Никольский переулок, 1.

### От Крюкова канала до площади Репина
Этот участок улицы от Старо-Никольского моста через Крюков канал до Мало-Калинкина моста через канал Грибоедова пролегает по территории Покровского острова.

#### Дома (№ 64, 66—76)

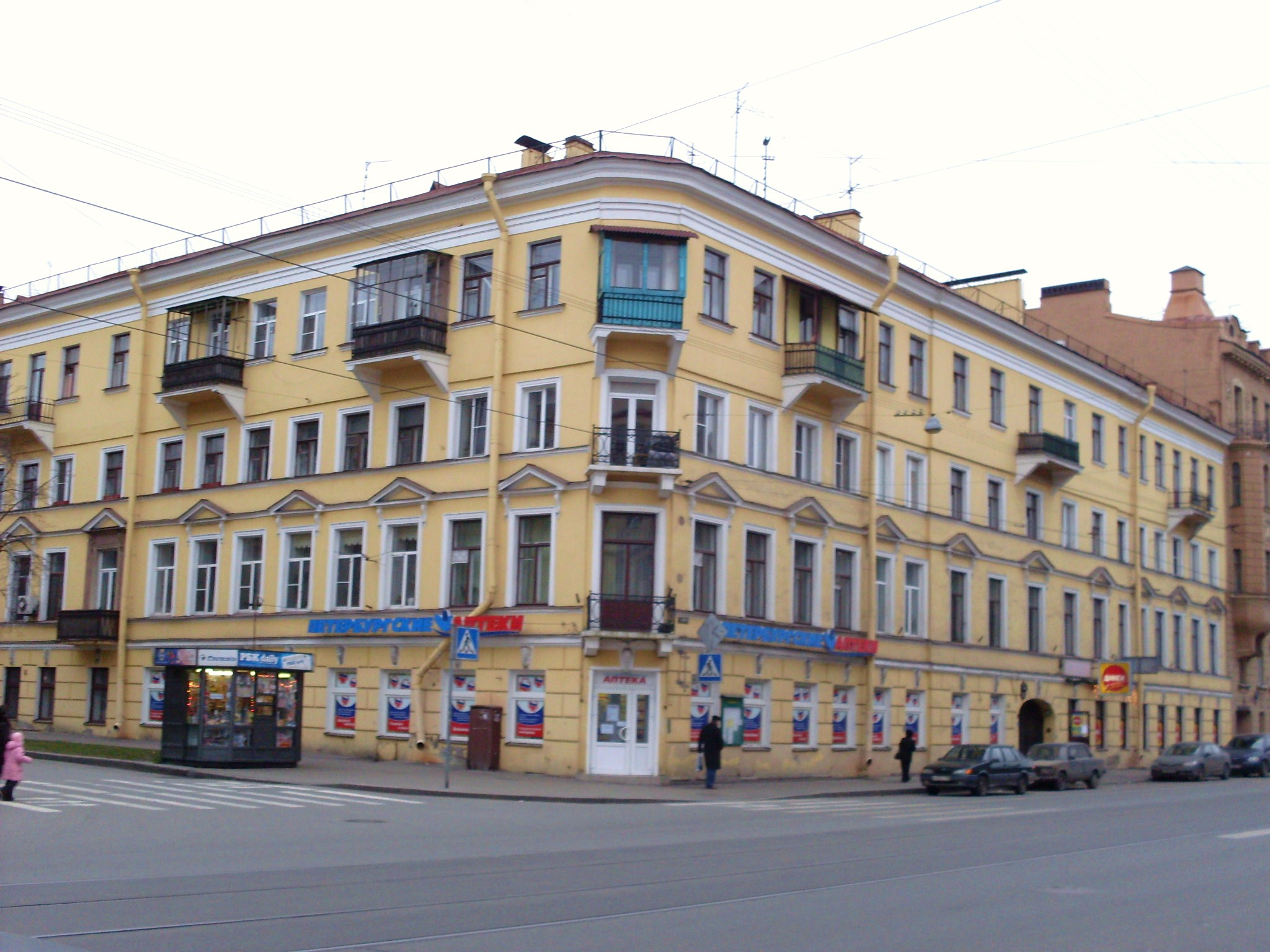
Доходный дом Фитингоф (№ 68)

Дом Никитина (№ 64) — сооружён в XIX веке, перестроен в 1882 году. Здесь до 1917 года находился ресторан «Кегельбан», а впоследствии в этих помещениях разместились кинотеатры «Эрмитаж», «Буревестник», «Смена»; а также кукольный театр.
Доходный дом (№ 66) — расположен на углу с переулком Макаренко. Перестроен в 1882—1883 годах в стиле эклектики А. В. Ивановым. Здесь с 1886 по 1890 год жил изобретатель А. Ф. Можайский.
Доходный дом Фитингоф (№ 68) — сооружён в 1875 году по проекту А. В. Малова в стиле классицизма. Тут в 1867—1869 годах проживал поэт В. Г. Бенедиктов. В 2001 году дом включён КГИОПом в «Перечень вновь выявленных объектов, представляющих историческую, научную, художественную или иную культурную ценность».
Жилой дом (№ 69) — на его месте стояло небольшое здание, в котором находились трактир без крепких напитков «Ярославец» и кинотеатр «Мулен-руж». Здесь в 1881 году находилась квартира террориста-народника Г. П. Исаева, участника покушения на Александра II. В этом же доме в 1919 году действовал кинотеатр «Народная воля».
Доходный дом И. И. Бычкова (№ 70) — возведён в 1828 году, в 1904—1905 годах перестроен гражданским инженером С. А. Баранкеевым с использованием декоративных элементов стиля модерн.
Доходный дом К. А. Тона (№ 71) — сооружён в конце XVIII века неизвестным автором, в 1850-е годы перестроен по проекту архитектора К. А. Тона, в 1873—1874 годах академиком архитектуры А. П. Поповым. В 2001 году дом включён КГИОПом в «Перечень вновь выявленных объектов, представляющих историческую, научную, художественную или иную культурную ценность».
Дом (№ 72) — Общежитие Адмиралтейского объединения построено в 1980 году. Архитекторы О. С. Романов, К. А. Шарлыгина, М. Л. Хидекель. Находится на перекрёстке Садовой и Лермонтовского проспекта. В настоящее время здесь находится ведомственная гостиница «Адмиралтейские верфи».
Дом Ц. А. Кавоса (№ 73) — построен в конце XVIII века неизвестным автором, в 1853 году перестроен по проекту архитектора Ц. А. Кавоса. В 2001 году дом включён КГИОПом в «Перечень вновь выявленных объектов, представляющих историческую, научную, художественную или иную культурную ценность».
Школа № 260 (№ 74) — здание на углу Садовой и Лермонтовского проспекта построено в первой половине XX века. Во время войны в нём размещался госпиталь для раненых. А до 1917 года на этом участке работали театр «Яр», трактиры «Ново-Коломенский» и «Медведь».
Кинотеатр «Рекорд» (№ 75) — здание сооружено в начале XIX века для казённого питейного дома. В 1914 году здание было перестроено по проекту архитектора И. Г. Лангбарда под «Театр миниатюр». В годы НЭПа здесь разместился кинотеатр «Нью-Стар», в предвоенные годы он стал называться «Ударник». В настоящее время — «Рекорд».
Доходный дом (№ 76) — построен в 1870 году по проекту Э. Г. Юргенса.

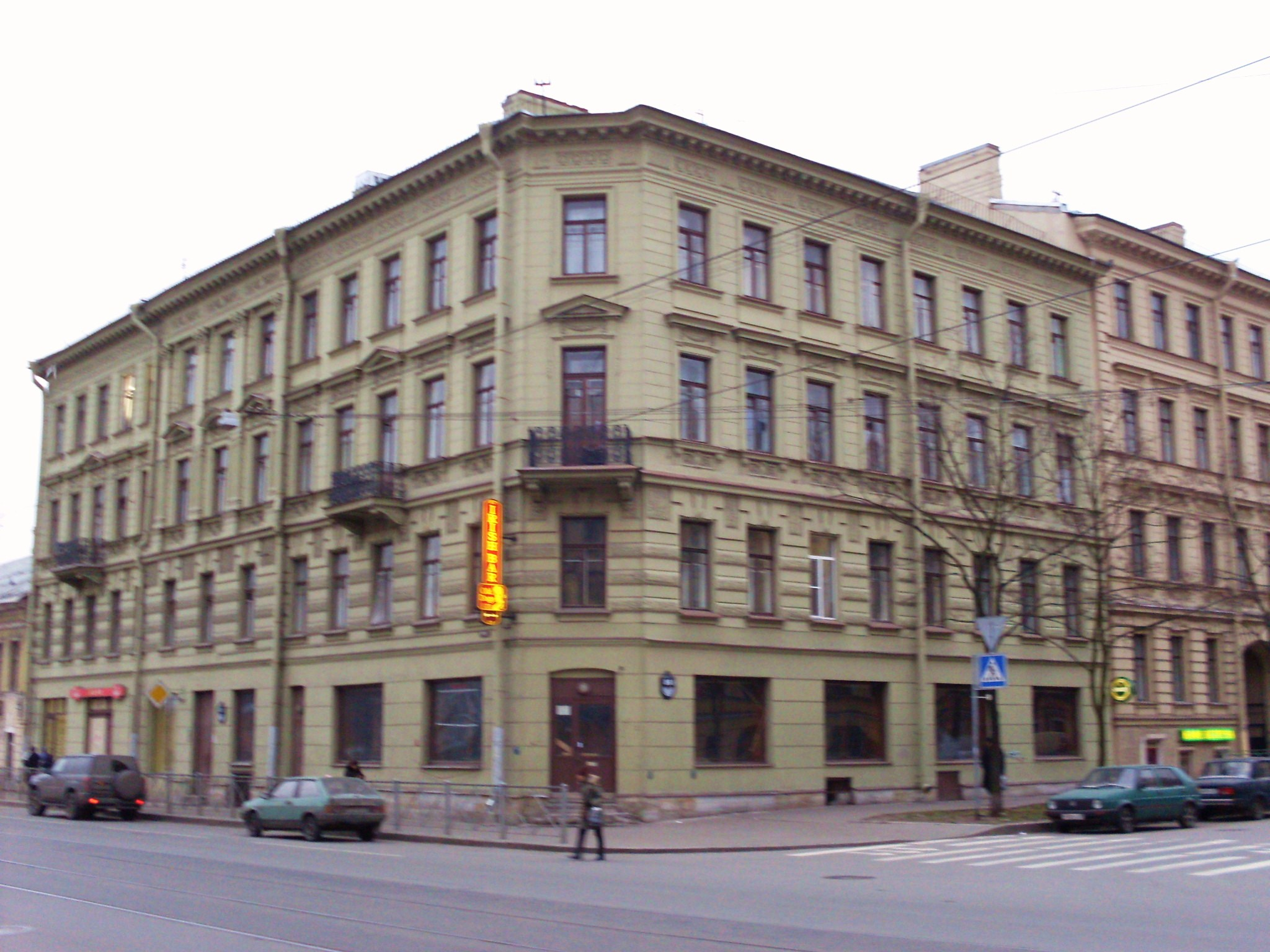
Доходный дом (№ 66)
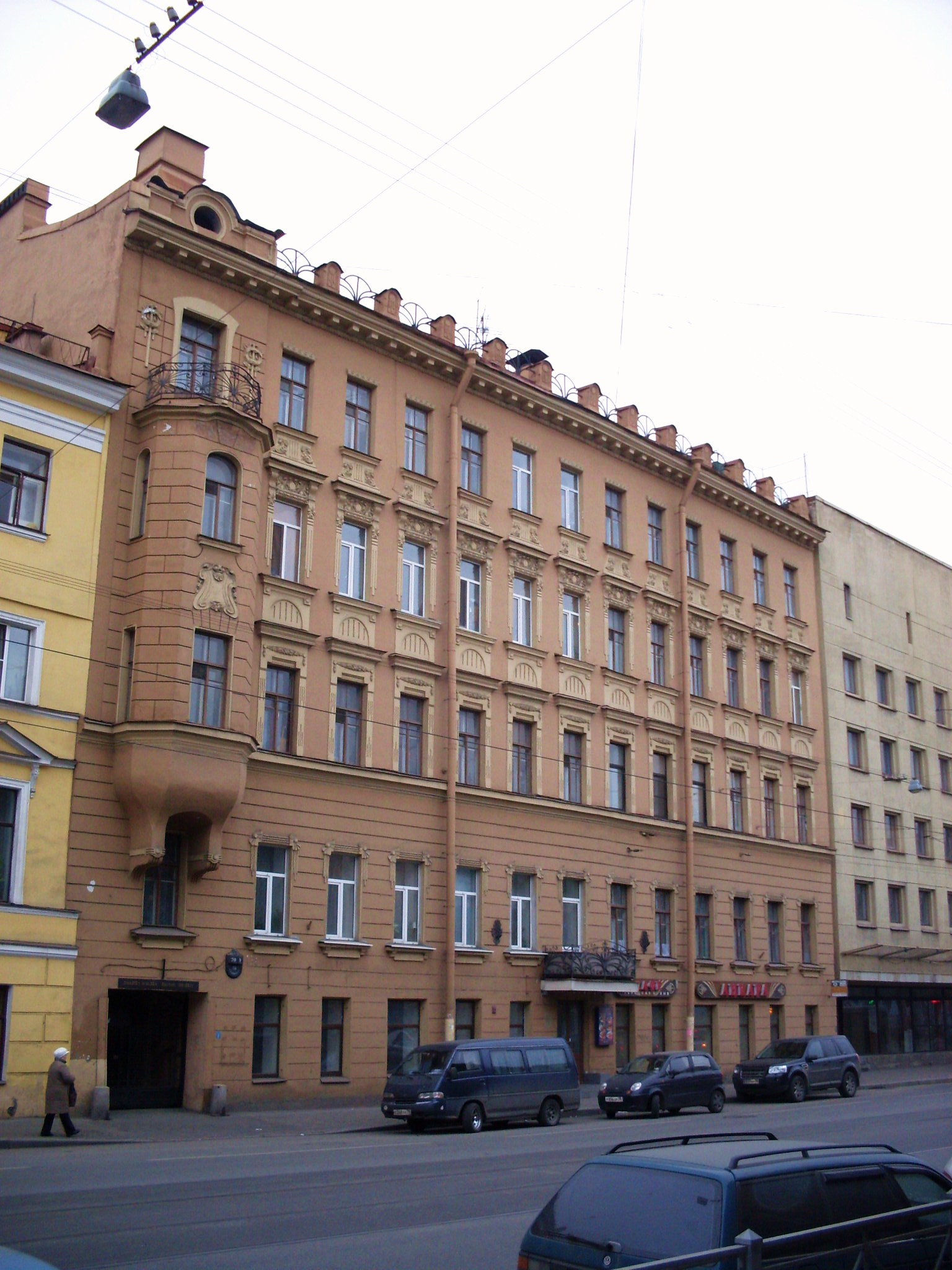
Доходный дом (№ 70)
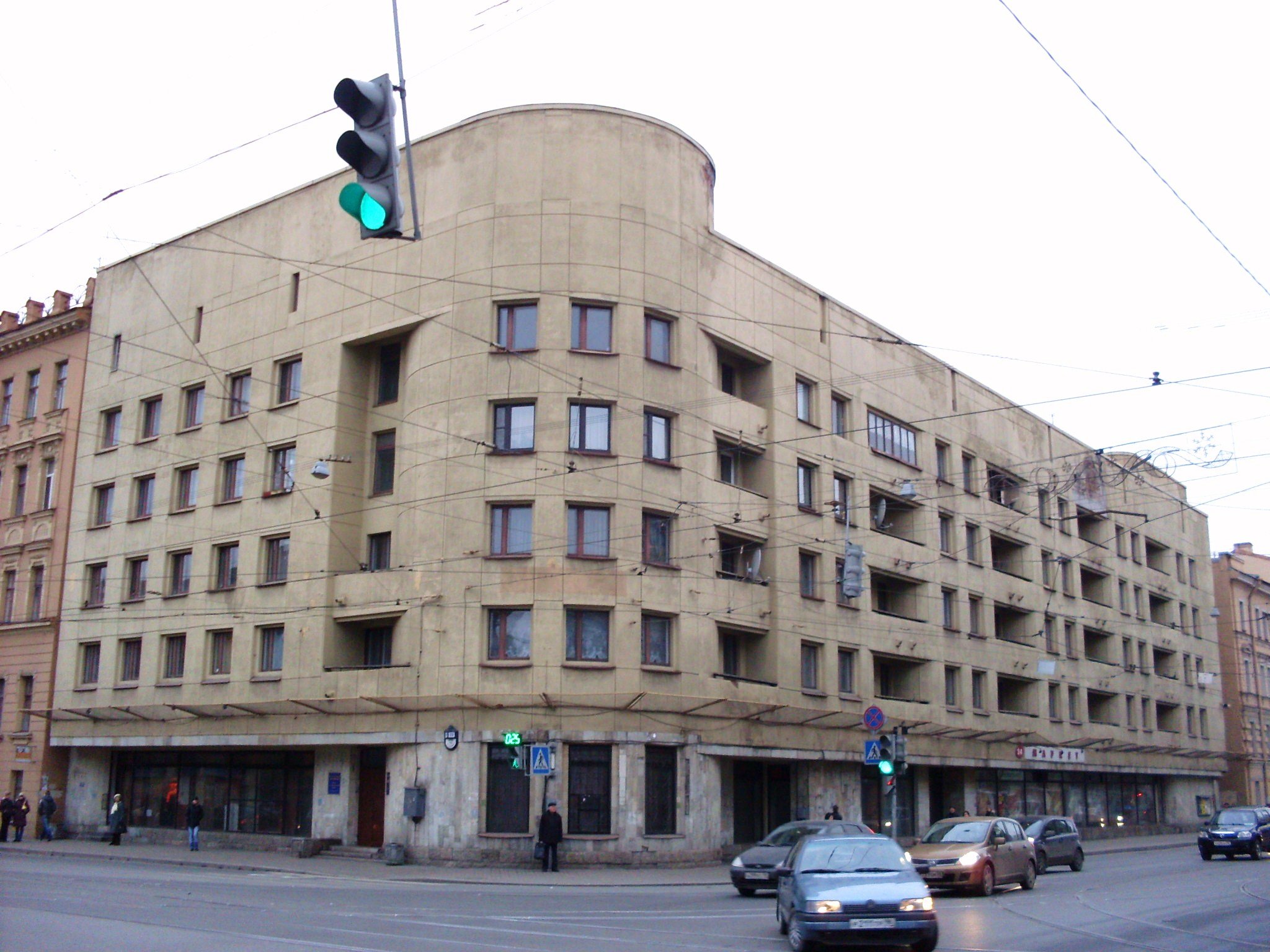
Дом (№ 72)
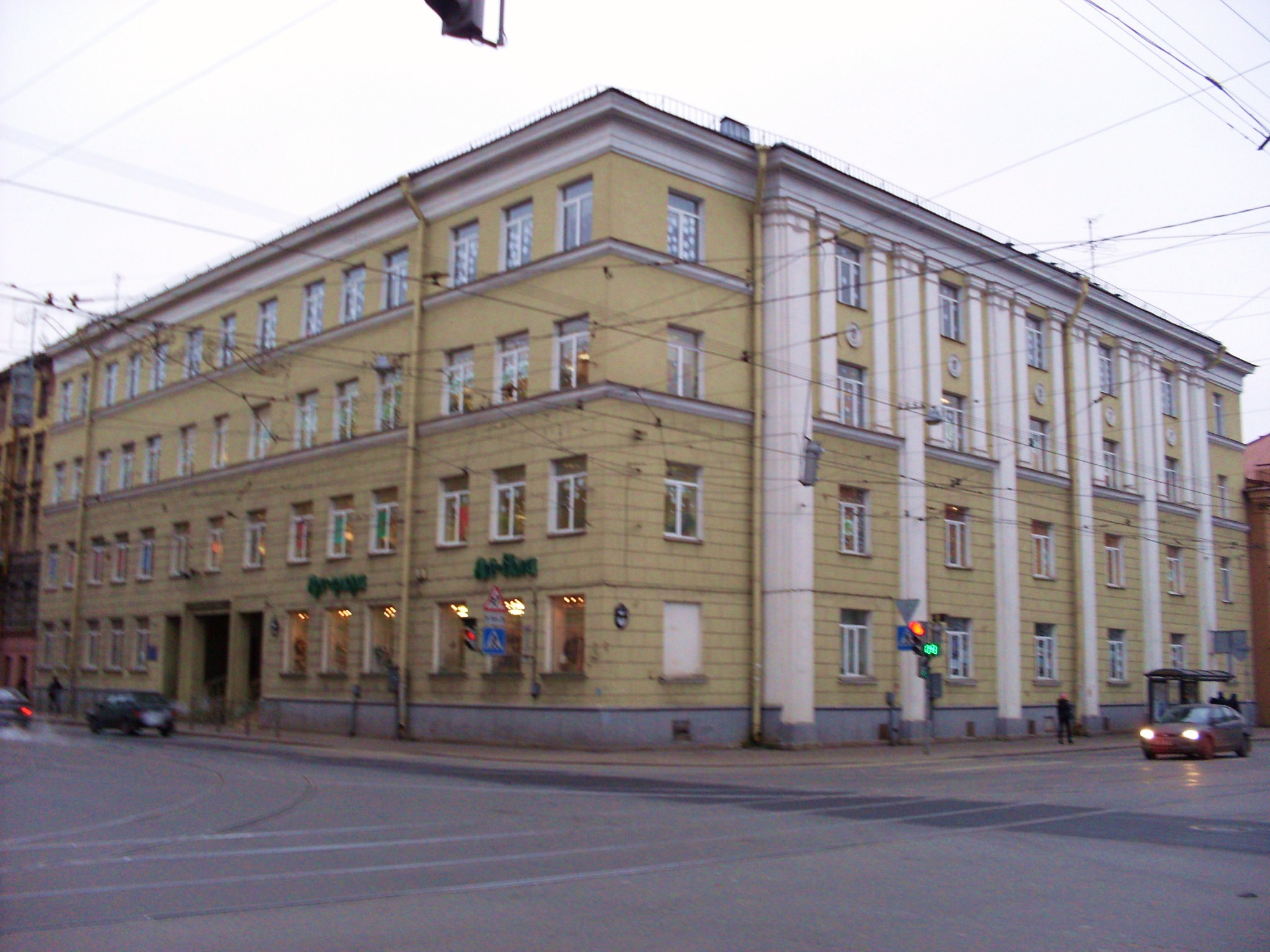
Школа № 260 (№ 74)

#### Доходный дом М. П. Титовой — Лесниковой (№ 77)
Дом на углу Садовой и Лермонтовского проспекта был построен в 1850 году. Правая часть здания сооружена архитектором Н. П. Гребёнкой и именовалась доходным домом вдовы капитана М. П. Титовой, а левая часть возведена при участии В. В. Штрома и носила название — доходный дом Лесниковой. В центре фасада по Лермонтовскому проспекту выступающий на два кирпича ризалит, в котором устроен арочный въезд во двор, а сам ризалит заканчивается на крыше лучковым аттиком. Фасад по Садовой улице — гладкий, с одиночным балконом.
В начале XX века здесь находился музыкальный магазин Н. З. Синицкого.

#### Дома (№ 78—81)
Доходный дом (№ 78) — возведён по проекту А. Е. Цулауфа в 1859 году на месте ранее существовавшего здания.
Ателье мод (№ 79) — построено во второй половине XX века. В советское время здесь находилось ателье мод «Элегант», которое позже стало специализироваться на свадебных платьях и сменило название на «Колибри». Здание украшено керамическими панно на тему моды.
Доходный дом (№ 80) — построен в 1872—1873 годах архитектором Э. Г. Юргенсом.
Доходный дом (№ 81) — сооружён в 1897 году М. А. Андреевым. До 1917 года здесь размещалась типолитография А. М. Менделевича, а во время Революции 1905 года тут издавался литературно-художественный сатирический журнал «Спрут».

#### Дома (№ 82—87)
Дом Н. Малиновского (№ 82) — сооружён в 1826—1828 годах архитектором В. И. Зражевским. В 2001 году дом включён КГИОПом в «Перечень вновь выявленных объектов, представляющих историческую, научную, художественную или иную культурную ценность».
Доходный дом М. К. Зибоде (№ 83) — построен 1854 году академиком архитектуры Н. П. Гребёнкой, в 1914 году перестроен Л. Я. Неткиным.
Доходный дом (№ 84) — сооружён в 1897 году А. И. Рейнбольдтом.
Дом (№ 85) — возведено в 1874 году архитектором В. Г. Тургеневым. До 1919 года здесь действовало учреждение, которое обозначалось как Трудовое убежище для девочек.
Доходный дом (№ 86) — построен в 1839 году академиком архитектуры К.-В. Винклером. В здании размещалось Попечительное общество 1-го ночлежно-работного дома для бесприютных детей мужского пола, учреждённое Анной Эйсмонт, и сам ночлежный дом с церковью Николая Чудотворца. Сюда принимали мальчиков от 6 до 15 лет, здесь им давали образование: один класс церковной школы и ремесло. Остатки колокольни были уничтожены при капитальном ремонте в 1979 году.
Доходный дом (№ 87) — построен в 1893 году техником-строителем М. А. Андреевым.

#### Доходный дом А. М. Кириковой (№ 88)
Доходный дом купчихи первой гильдии А. М. Кириковой построен в 1887—1888 годах И. Н. Иорсом. В 1910 году здание надстроено по проекту архитектора И. И. Долгинова. В ноябре 1989 года дом обрушился и был возведён заново с попыткой сохранить стиль застройки.

#### Дом Ю. Ф. Лисянского (№ 89)
Дом мореплавателя Ю. Ф. Лисянского был построен в 1834—1835 годах по проекту архитектора Г. А. Макарова на месте старого деревянного строения. Лицевой корпус классической архитектуры имел арку-проезд во двор по центральной оси, а по обе стороны расположились флигели. Первый этаж был декорирован ленточным рустом, а окна третьего этажа — прямоугольными сандриками. Лисянский прожил в доме с лета 1835 года до своей кончины в феврале 1837 года, после чего здание перешло во владение его дочери Е. Ю. Андрияновой. В 1844 году она продала дом П. М. Магаринскому и Н. И. Передковой, и до конца XIX века ещё несколько раз менялись хозяева. В 1896 году новый владелец, отставной подполковник Д. А. Карякин по проекту техника М. А. Андреева перестроил фасад, сделав его более декорированным. До наших дней дом дошёл без значительных фасадных изменений. В 1988 году был проведён капитальный ремонт и реставрация.
В 2001 году дом включён КГИОПом в «Перечень вновь выявленных объектов, представляющих историческую, научную, художественную или иную культурную ценность».

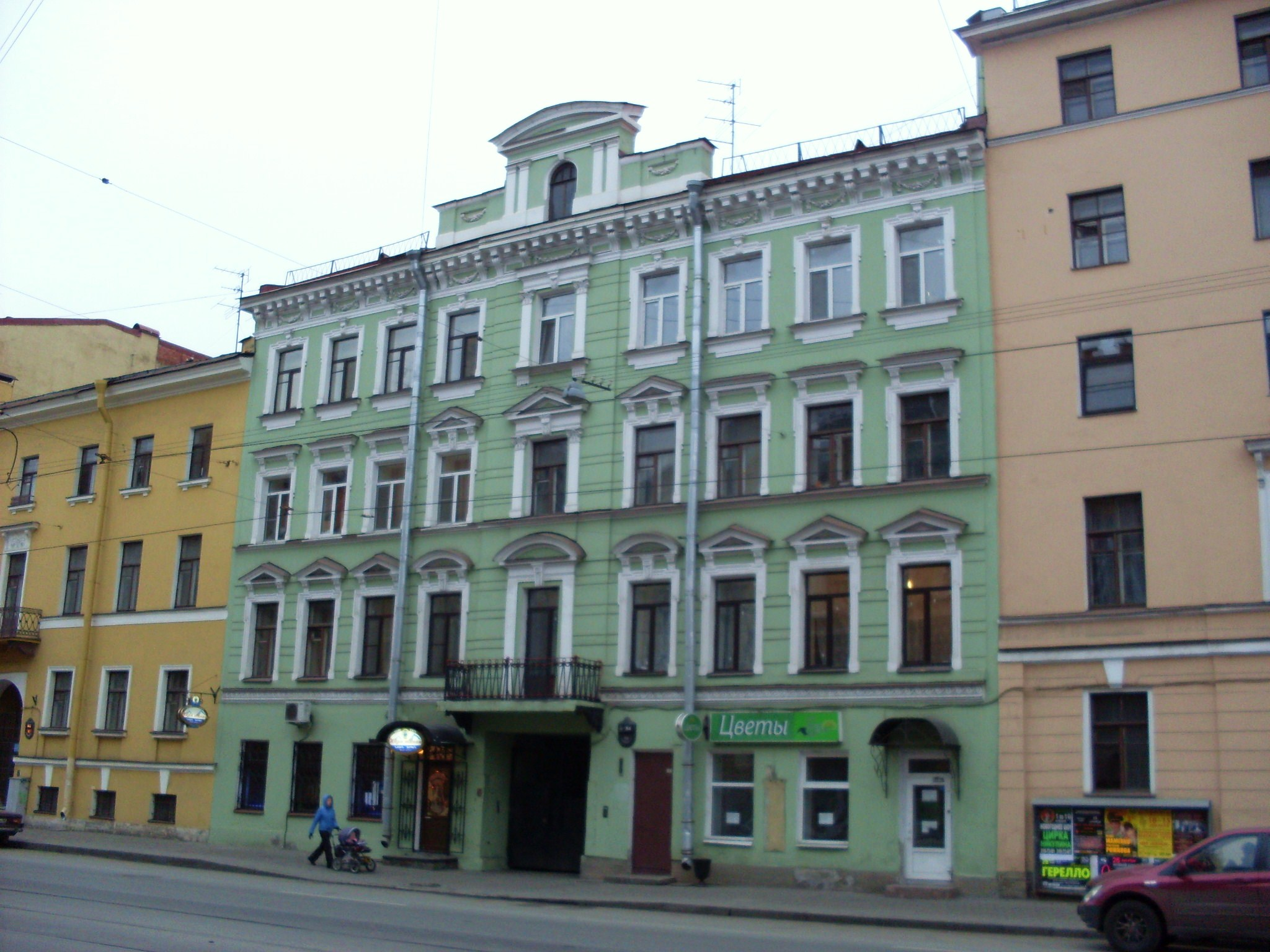
Доходный дом (№ 84)
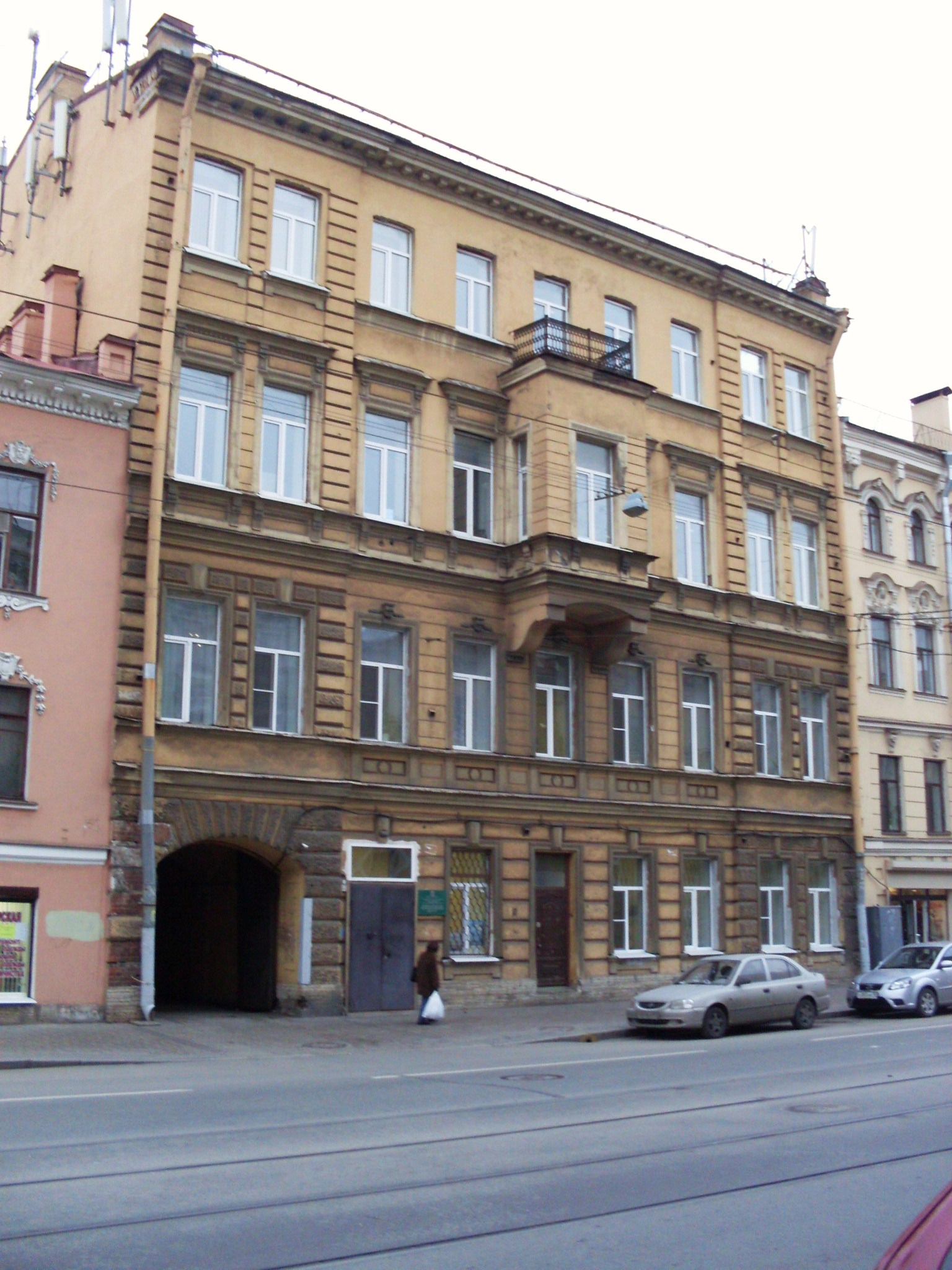
Доходный дом (№ 87)
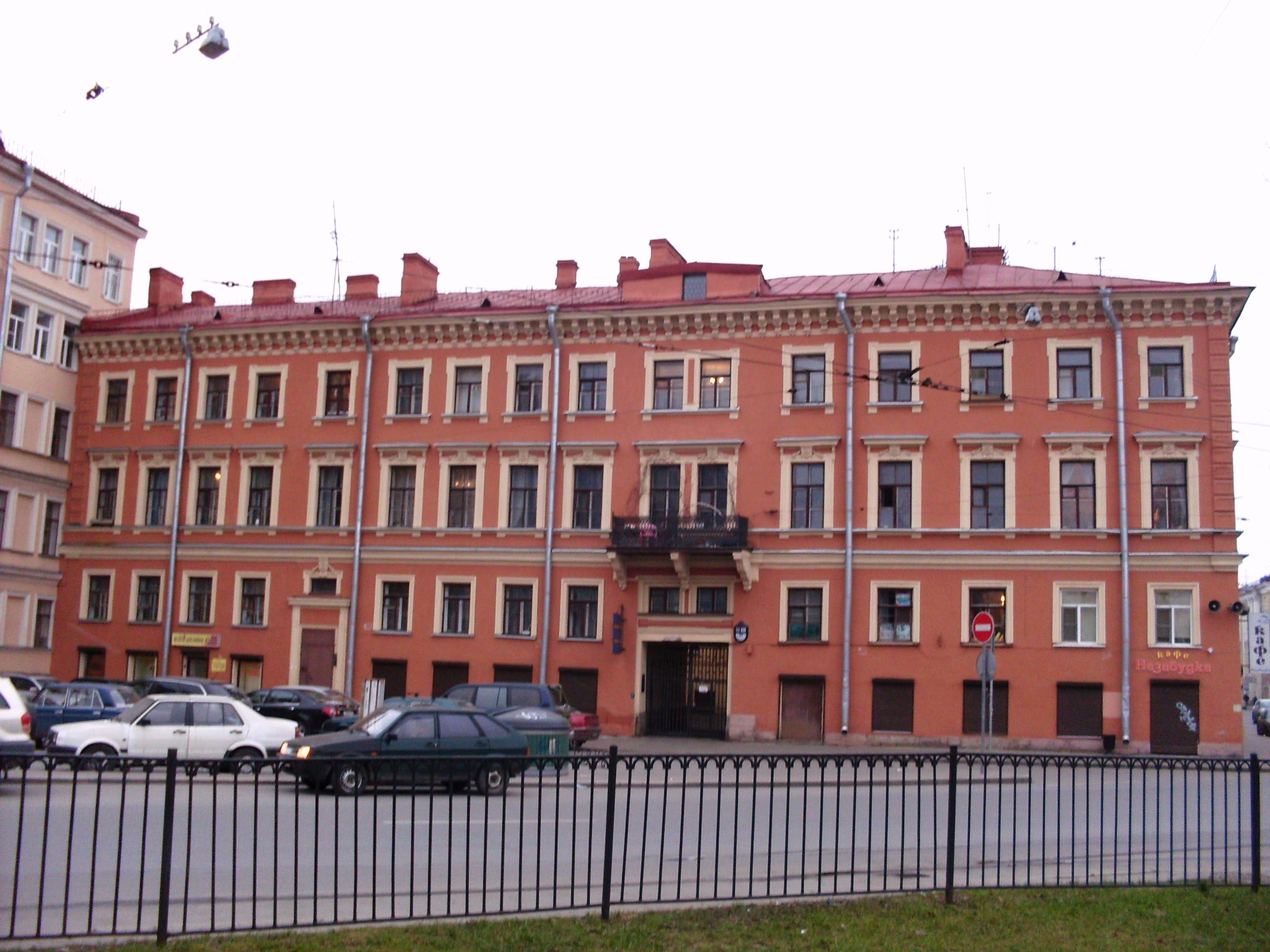
Доходный дом (№ 91)
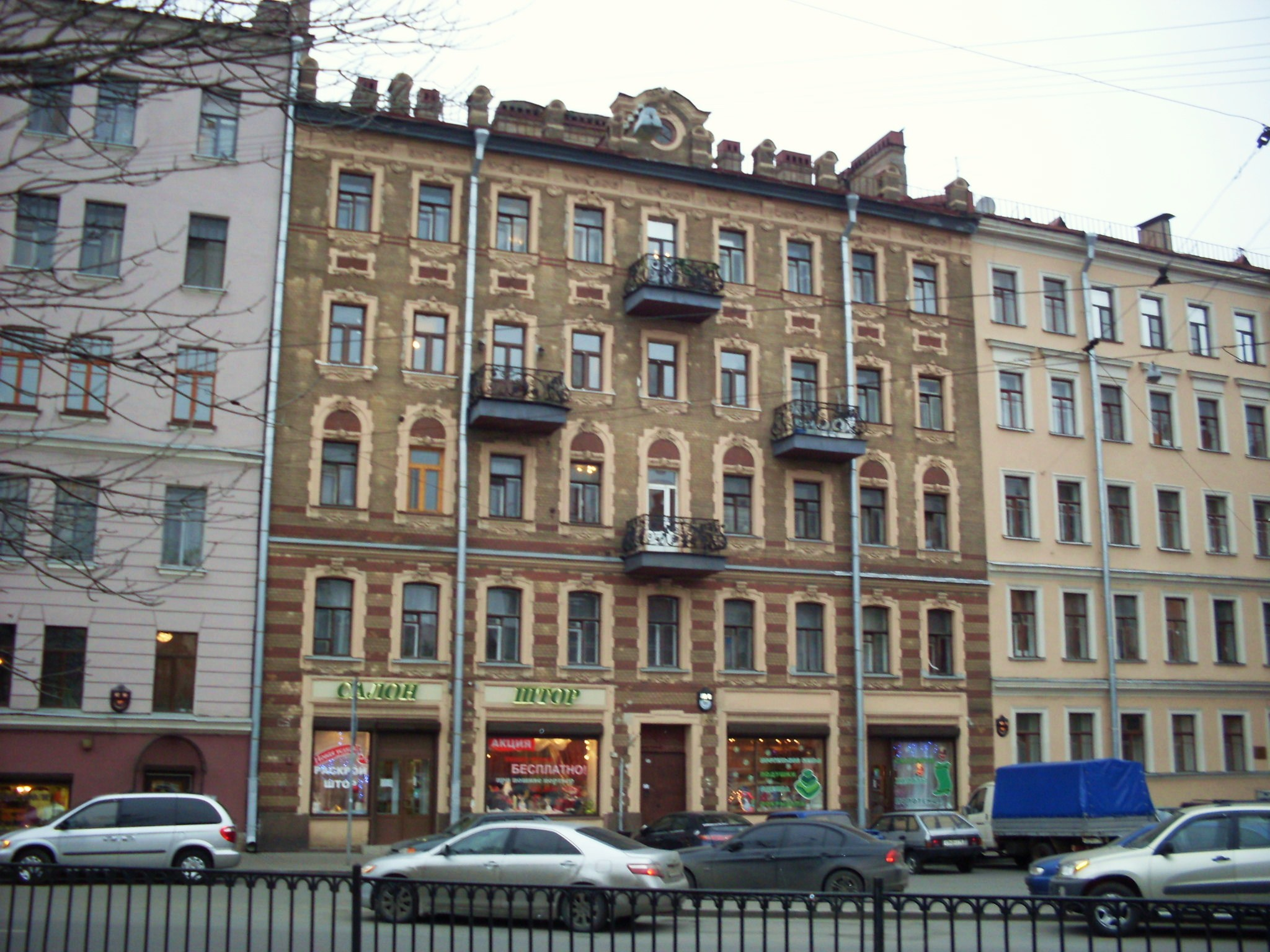
Доходный дом (№ 95)

#### Доходные дома (№ 90—97)
Доходный дом (№ 90) — построен в 1860 году, архитектор Е. Е. Аникин. Первым хозяином здания являлся отставной поручик Лупандин. Последующие владельцы, отставные офицеры, осуществляли в доме внутренние перестройки. В 1907—1914 годах в квартире № 3 вместе со своей матерью М. Г. Прокофьевой жил будущий известный композитор Сергей Прокофьев.
Доходный дом (№ 91) — сооружённый 1820-е годы, являлся типичным строением периода безордерного классицизма. Первым владельцем был титулярный советник Глебов. В 1865 году дом расширен А. Ф. Занфтлебеном, а в 1874 году надстроен В. В. Виндельбандтом.
Доходный дом (№ 92) — возведён в 1900 году архитектором С. П. Кондратьевым, на участке где ранее располагались деревянные строения, которыми владела купчиха Михайлова.
Доходный дом (№ 93) — построен в 1900 году архитектором В. Ф. Розинским для отставного капитана I ранга Н. В. Чайковского.
Доходный дом (№ 94) — в первой трети XIX века дом принадлежал жене коллежского советника Козловского. В 1877 году здание было снесено, а вместо него архитектором Д. Н. Приоровым сооружено новое, в четыре этажа с двумя эркерами для жены генерала Мазаракия.
Доходный дом (№ 95) — построен в 1904 году в стиле эклектики с керамической облицовкой фасада по проекту архитектора Д. П. Рябова. В 1913—1917 годах в здании размещался кинотеатр «Арлекин».
Доходный дом (№ 96) — спроектирован по проекту архитектора Д. Ламони в 1835 году. В 1883 году архитектор А. И. Климов надстроил всё здание вместе с флигелями, а также поднял карниз. Ещё через год И. И. Редике пристроил со стороны улицы Лабутина каменные службы.
Доходный дом (№ 97) — построен архитектором В. Андреевым в 1857 году для Общества распространения религиозно-нравственного просвещения. В 1909 году по проекту Г. Г. фон Голи изменён облик фасадов.

#### Дома (№ 98—102)
Доходный дом А. И. Климова (№ 98) — построен в 1883 году по проекту архитектора А. И. Климова.
Доходный дом (№ 99) — здание в стиле классицизма возведено в XIX веке.
Доходный дом (№ 100) — построен в 1856 году архитекторами А. Цулауфом и Г. Д. Гриммом для мещанина Ладошникова. Каменную пристройку со стороны ул. Лабутина сделал архитектор Р. Блюм в 1906 году.
Доходный дом (№ 101) — возведён в 1886 году по проекту архитектора М. А. Андреева.
Доходный дом (№ 102) — сооружён в XIX веке и с тех пор неоднократно перестраивался и менял внешний вид. Первоначально фасад особняка был украшен балконом и монограммой владелицы полковницы Мельниковой на фронтоне. В 1868 году архитекторы Э. Г. Юргенс и Н. А. Юшков возвели службы с большими воротами для нового владельца здания купца первой гильдии В. С. Масленникова. В 1873 году Н. П. Садовников построил новый фронтон на фасаде особняка, который простоял в таком виде до 1900 года. В разное время доходным домом владели мещанин Кирсанов, а затем вице-адмирал Тебеньков.

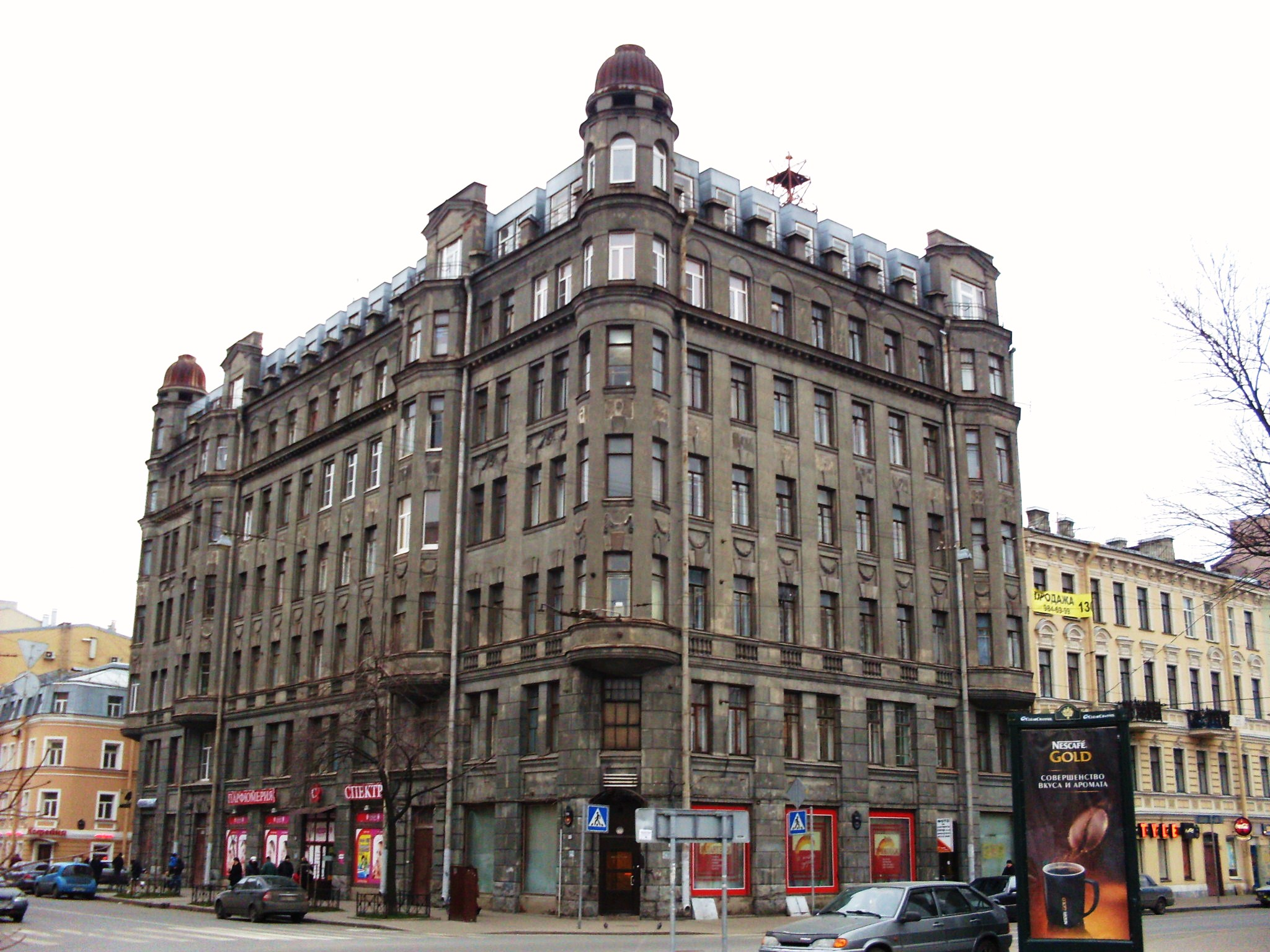
Доходный дом Ф. Н. Тимофеева (№103)
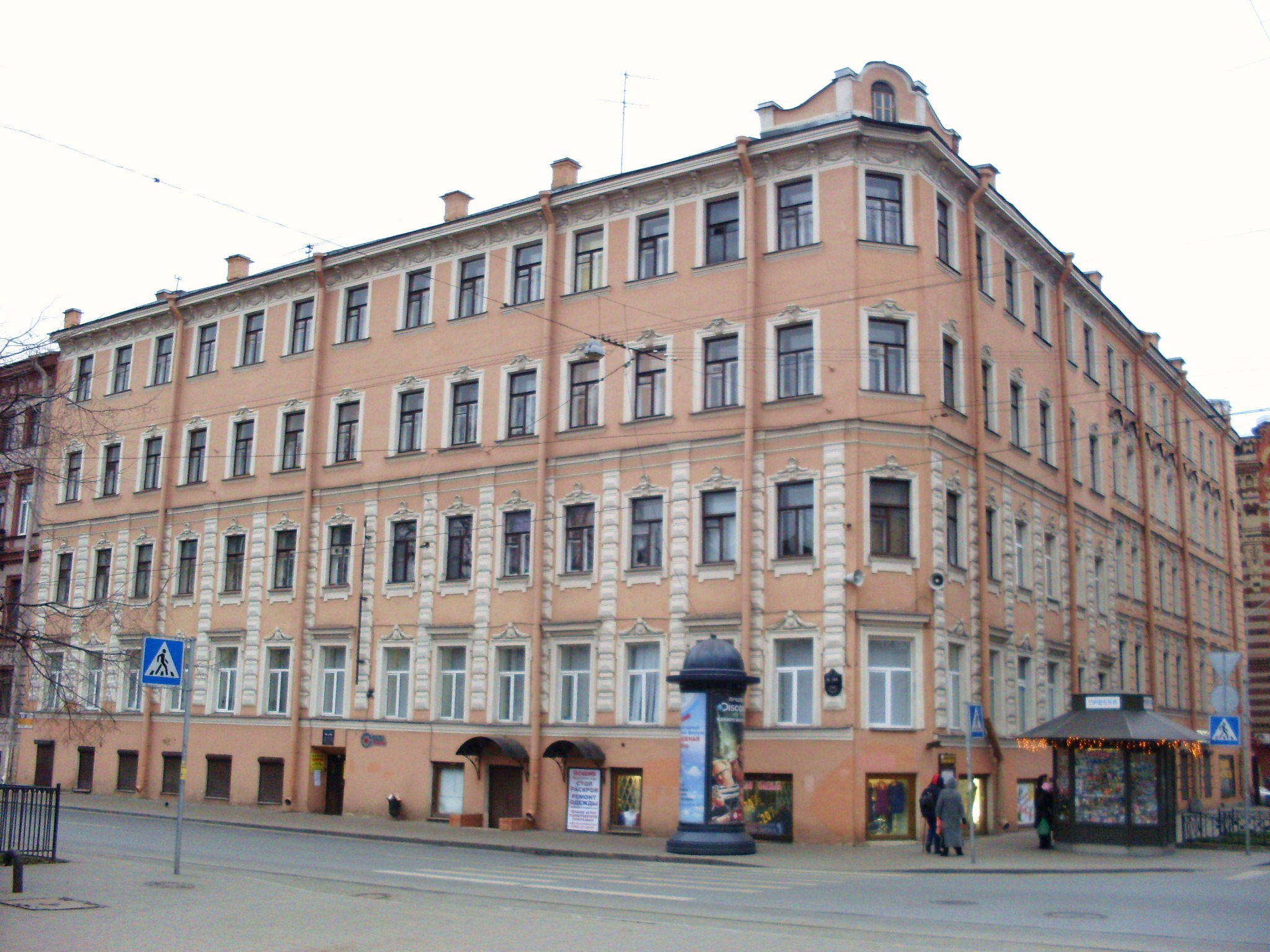
Доходный дом (№105)
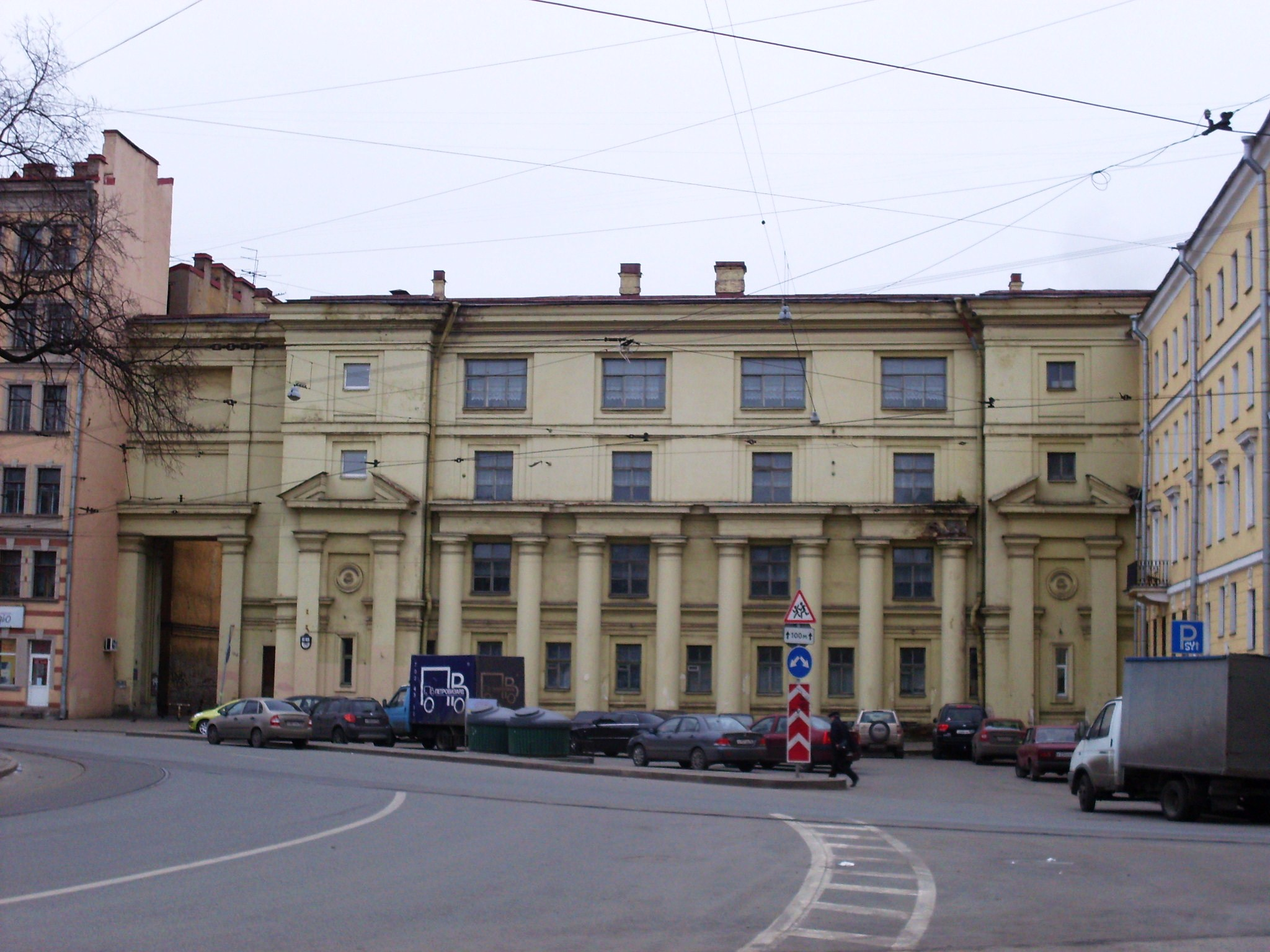
Дом (№110)
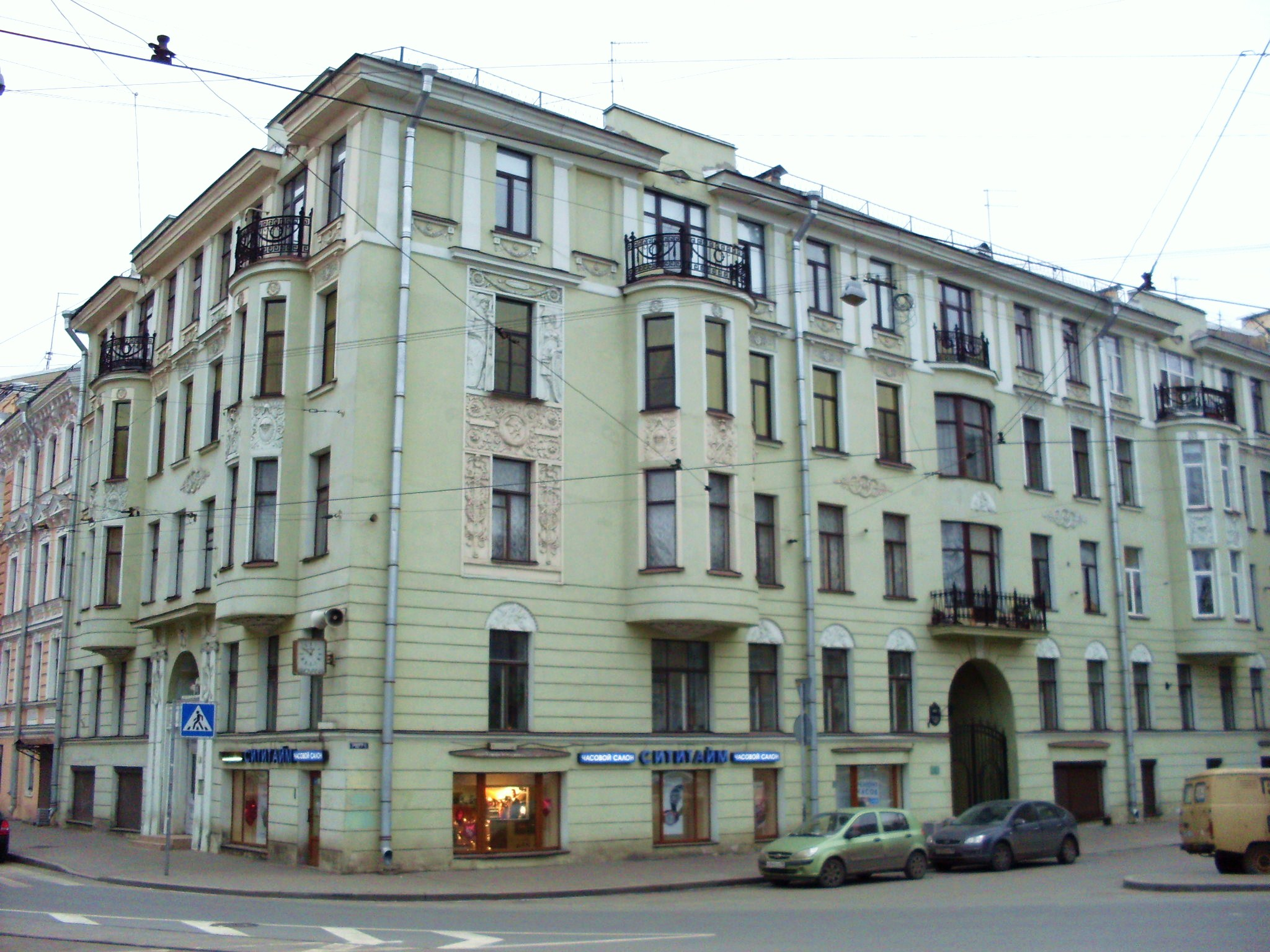
Дом П. П. Баранова (№111-113)

#### Дома (№ 103—110)
Доходный дом Ф. Н. Тимофеева (№ 103) — здание в стиле модерн с угловой башенкой был построен в 1914—1915 годах по проекту архитектора Я. М. Коварского на пересечении Садовой и Английского проспекта.
Дом общества помощи бедным при Покровской церкви (№ 104) — построен в 1900 году по проекту архитекторов братьев Кондратьевых. Это пятиэтажное здание в духе поздней эклектики предназначалось для общества вспоможения бедным прихода Покровской церкви. Торжественная закладка дома произошла в июне 1900 года. Большую часть необходимых денег для постройки дала кронштадтская купчиха В. Ф. Филиппова. На первом этаже разместилась бесплатная столовая, на втором — приют и богадельня, третий и четвёртый этаж заняли приют для мальчиков и девочек, а пятый принадлежал церковно-приходской школе.
Доходный дом (№ 105) — сооружён в 1903 году архитектором В. Ф. Розинским. Здесь до 1916 года находилось Городское коломенское высшее начальное училище, а также женская гимназия и квартира известного педагога О. К. Витмер. В 1906—1907 годах в доме находилась конспиративная квартира В. И. Ленина.
Доходный дом (№ 106) — построен в 1905 году техником-строителем А. Юсемом, который и являлся хозяином помещений.
Доходный дом (№ 107) — строительство началось в 1845 году архитектором Н. П. Гребёнкой для купца Павлова, а в 1860 году работы были завершены А. А. Кулаковым.
Жилой дом (№ 109) — построен в стиле сталинского неоклассицизма после войны ленинградским архитектором и активным участником послевоенного возрождения города М. Я. Климентовым, на месте разрушенного во время блокады здания. Сдан к 7 ноября 1951 года. От прежнего строения уцелела лишь деревянная беседка во дворе (сооружена архитектором А. К. Тоедером в 1866 году).
Дом (№ 110) — четырёхэтажное строение с колоннами. Ныне школа № 234 (здание младшей школы).

#### Площадь Тургенева
Большая площадь на пересечении улицы c Английским проспектом, окружённая доходными домами конца XIX века, первоначально носила название Покровской в честь построенной здесь церкви во имя Покрова Пресвятой Богородицы (1798—1812, архитектор И. Е. Старов). Церковь довольно быстро стала центром Коломны; так, А. С. Пушкин, бывший в молодости её прихожанином, посвятил храму несколько строк: «Люблю летать, заснувши наяву, в Коломну, к Покрову — и в воскресенье. Там слушать русское богослуженье» («Домик в Коломне»).
В начале 1920-х годов рядом с храмом работал небольшой рынок, давший жизнь городской идиоме «Покровская шпана». В 1934 году церковь была снесена, а чуть ранее сама площадь получила новое название в честь И. С. Тургенева.
На месте снесённой церкви в 2000 году был установлен памятный знак (архитекторы М. И. Скреплева, Н. Н. Соколов и С. Л. Михайлов, скульптор А. Г. Дёма, художник А. В. Васильев). В марте 2004 года на площади открыт памятник собаке Муму, героине одноимённого рассказа Ивана Тургенева.

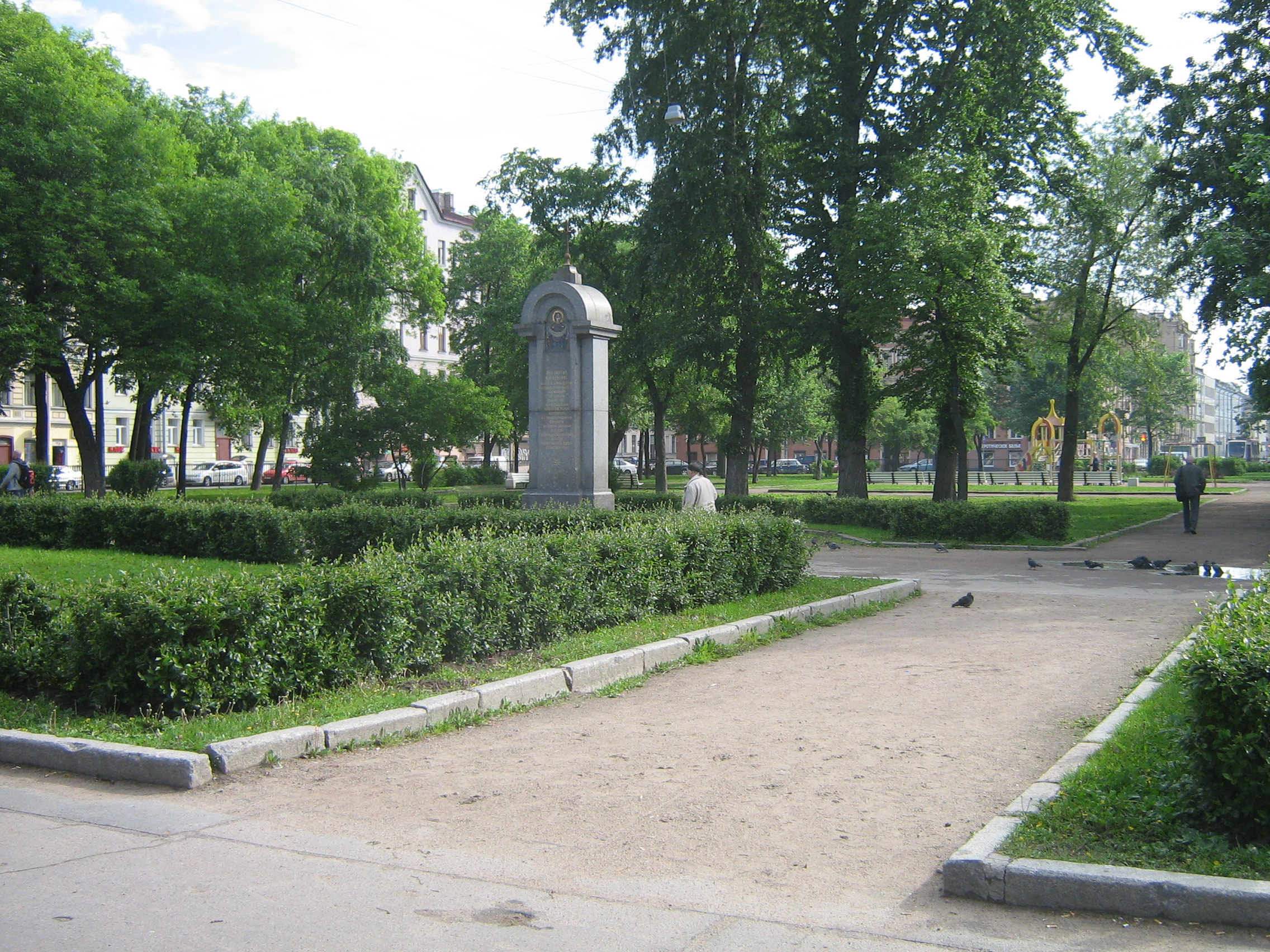
Памятник на месте Покровской церкви в сквере на пл. Тургенева
Покровская церковь. Почтовая открытка, 1900-е
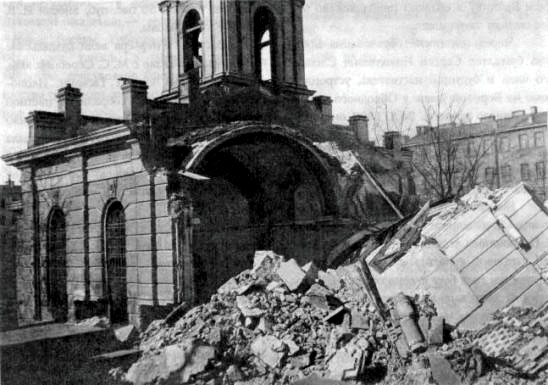
Руины Покровской церкви в Коломне. Снос в 1936 году

#### Дом П. П. Баранова (№ 111—113)
Участки домов № 111 и 113 занимает большой дом, перестроенный в 1909—1910 годах по проекту инженера-архитектора С. Г. Гингера для генерал-адъютанта П. П. Баранова. Ранее, в первой половине XIX века здесь находился маленькое деревянное строение. В этом домике был организован кружок М. В. Петрашевского, а ранее тут собирались сторонники установления республиканского строя, среди которых были Ф. Достоевский, А. Плещеев, М. Салтыков-Щедрин, В. Майков. Здесь же 1849 году Достоевский читал письмо В. Белинского к Н. Гоголю.
Мать Михаила Васильевича, после смерти мужа получила в наследство большой каменный дом, возведённый до 1835 года и занимавший большую часть современного здания № 111—113, а Петрашевский — тот самый деревянный дом. Наверху крыши шёл резной конёк, имелась резьба под окнами, а на улицу выходило крыльцо с покосившимся ступеньками. С января 1849 года на Петрашевского регулярно доносили в полицию, а в ночь на 23 апреля петрашевцев арестовали, после очередного собрания кружка. Впоследствии родственники Петрашевского владели участком до 1873 года. После чего его приобрёл тот самый ротмистр лейб-гвардии Уланского полка Баранов.
В 2001 году дом включён КГИОПом в «Перечень вновь выявленных объектов, представляющих историческую, научную, художественную или иную культурную ценность».

#### Доходные дома (№ 112—114, 115, 117, 119)
Доходный дом (№ 112—114) — пятиэтажное здание, построенное в конце XIX века. В начале XX века в доме жили народовольцы, убившие жандармского офицера Судейкина, который в свою очередь рассчитывал руками террористов убрать министра внутренних дел Д. А. Толстого и великого князя Владимира Александровича, с тем, чтобы получить его пост.
Доходный дом (№ 115) — построен в 1890 году архитектором И. С. Носковым.
Доходный дом (№ 117) — возведён до 1839 года, перестроен в стиле модерн в 1907 году архитектором Л. Я. Наткиным. В 1897 году в доме проживал поэт А. Н. Майков.
Доходный дом (№ 119) — сооружён в 1893 году архитектором И. Н. Иорсом. В 1900—1906 годах здесь находилось издательство М. А. Малых, дочери состоятельного иркутского купца. Хозяйка издательства увлекалась идеями марксизма и в одной из квартир издавала запрещённую литературу. Здесь бывал Владимир Ленин с Надеждой Крупской.

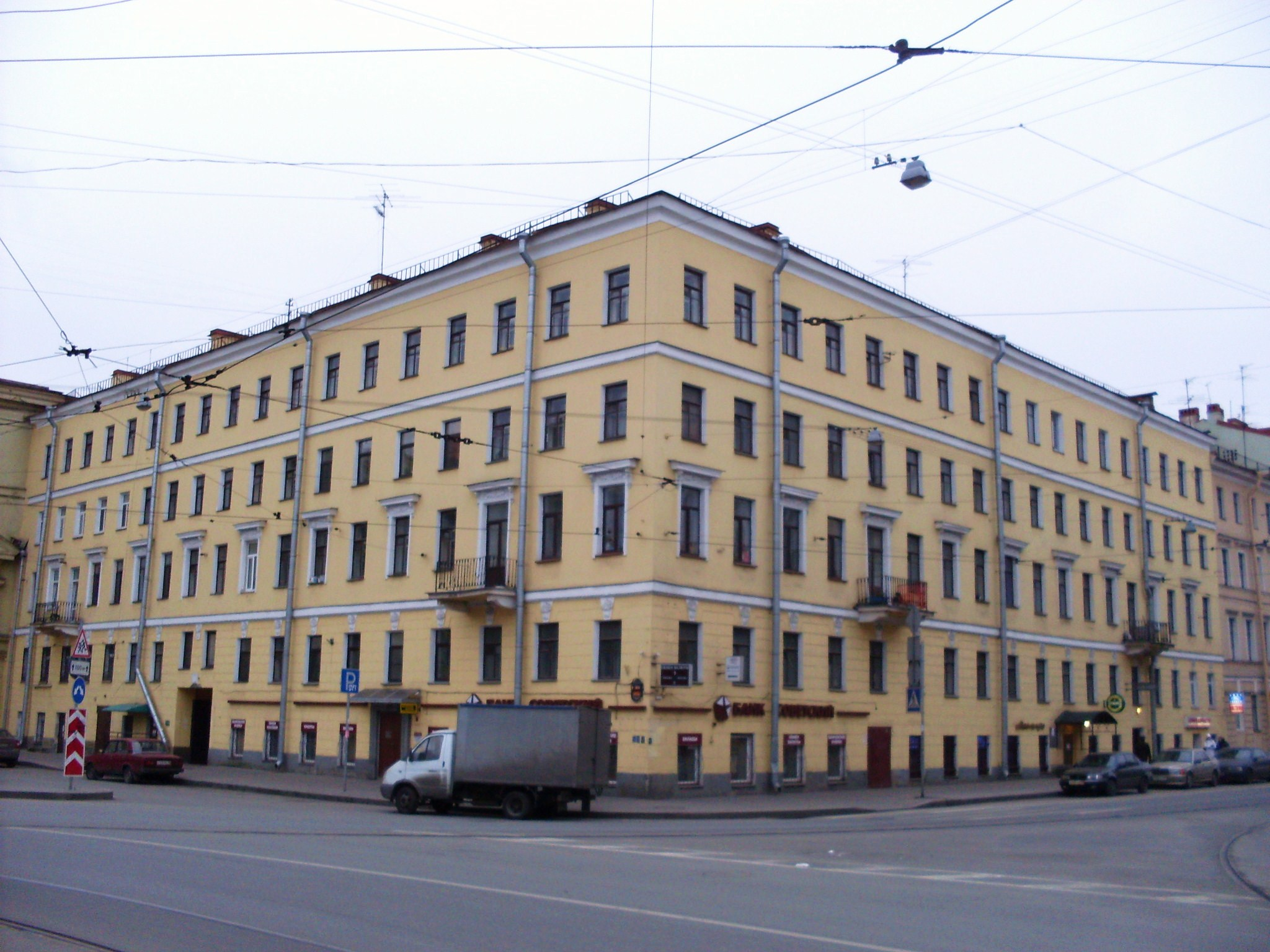
Доходный дом (№112-114)
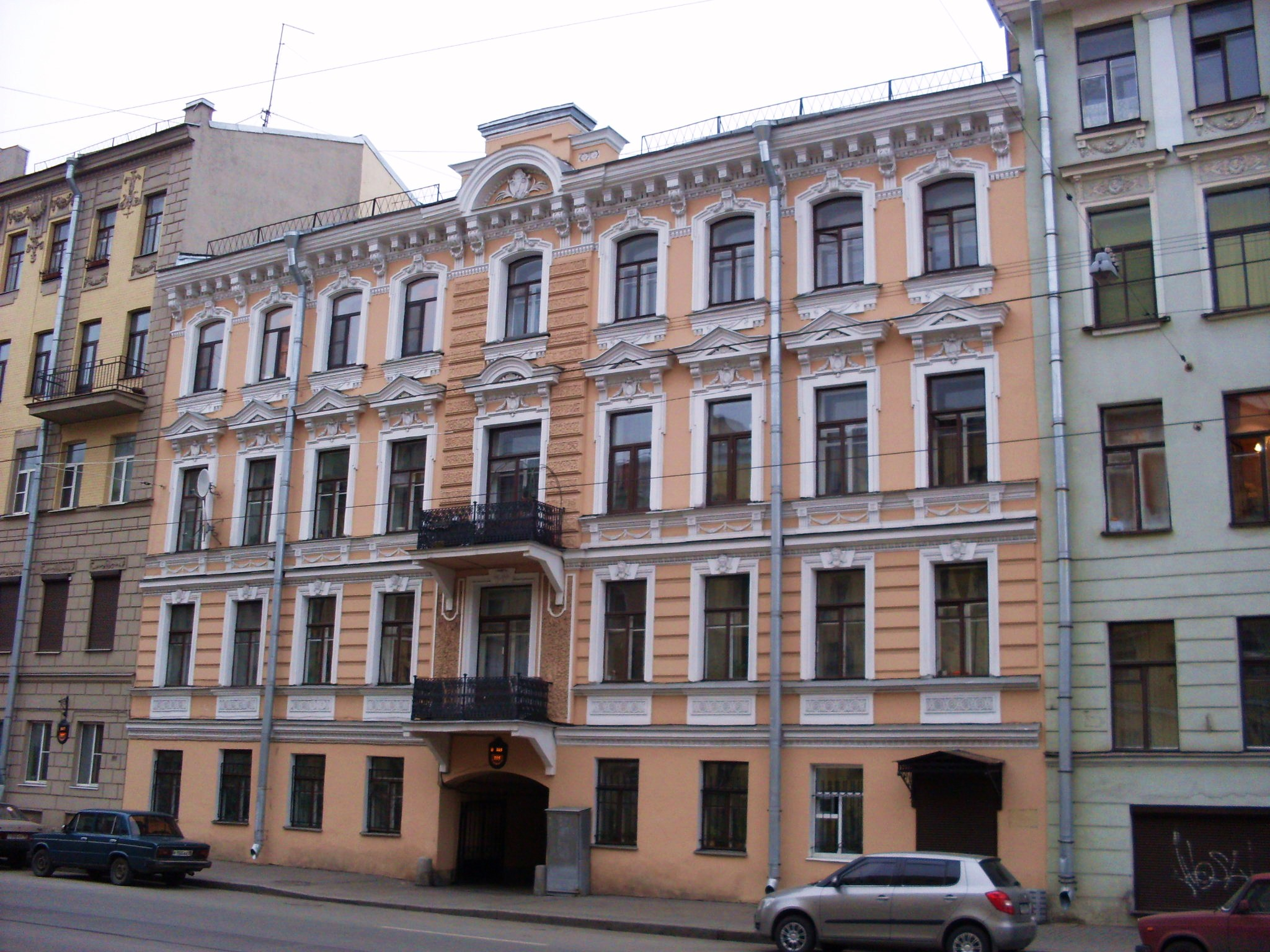
Доходный дом (№115)
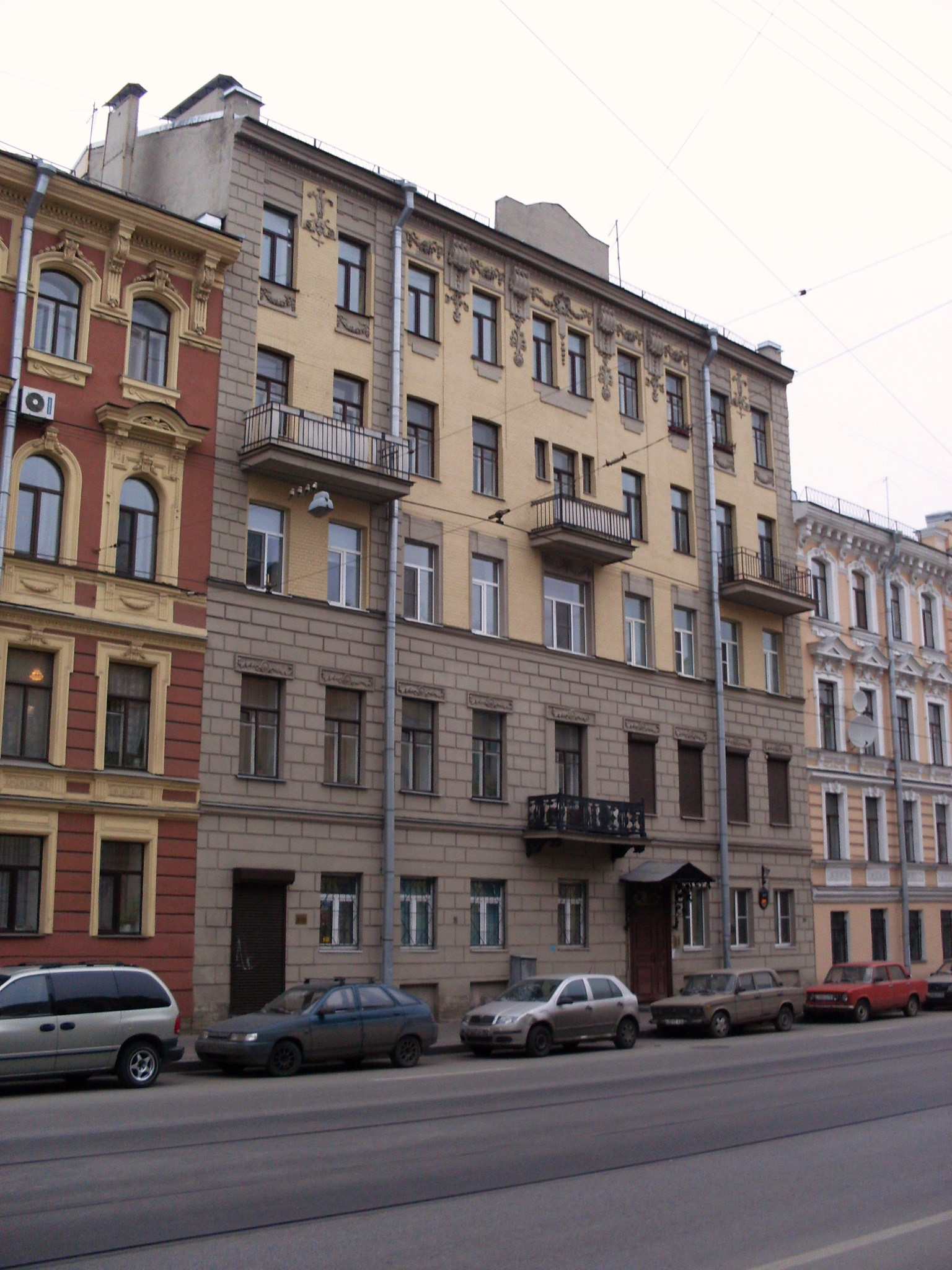
Доходный дом (№117)
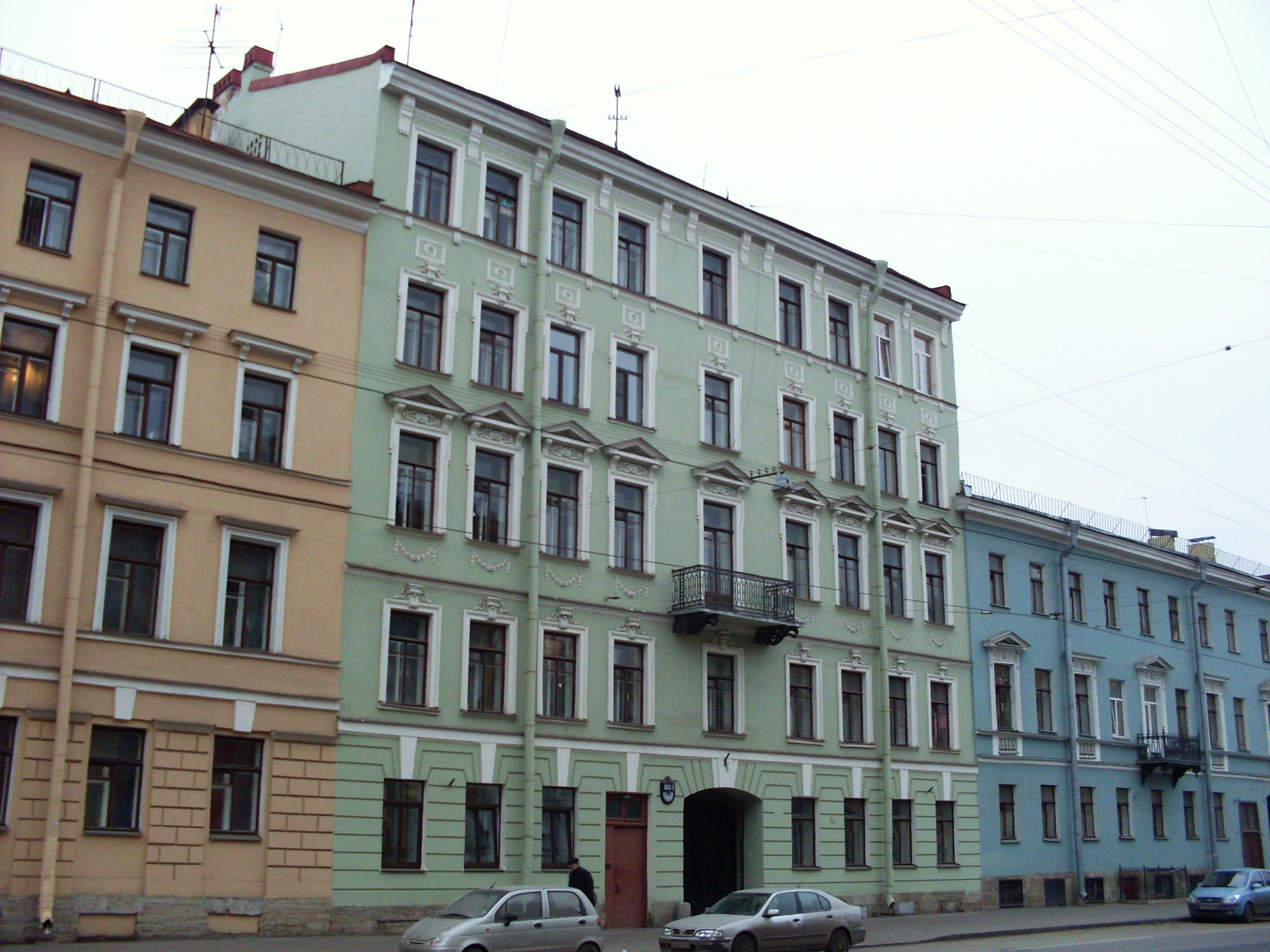
Доходный дом Н. М. Гагаринского (№118)

#### Доходный дом Е. Н. Зуевой (№ 116)
Четырёхэтажный доходный дом Е. Н. Зуевой был построен в 1839 году по проекту К.-В. Винклера.
В 2001 году дом включён КГИОПом в «Перечень вновь выявленных объектов, представляющих историческую, научную, художественную или иную культурную ценность».

#### Доходный дом Н. М. Гагаринского (№ 118)
Доходный дом Н. М. Гагаринского (позднее известный также как доходный дом Е. С. Бумагиной) построен в 1840 году архитектором А. Адамини. В 1909 году проведена перестройка помещения по проекту гражданского инженера С. А. Керблая. Здесь в начале XX века размещался кинотеатр «Павильон-де-Пари».
В 2001 году дом включён КГИОПом в «Перечень вновь выявленных объектов, представляющих историческую, научную, художественную или иную культурную ценность».

#### Дом Розе (№ 120)
Трёхэтажный дом Розе (позднее — дом А. В. Игнатовича) был сооружён в 1833—1834 годах по проекту неустановленного автора. В 1873 году архитектор А. А. Пуаро провёл частичную перестройку здания.
В 2001 году дом включён КГИОПом в «Перечень вновь выявленных объектов, представляющих историческую, научную, художественную или иную культурную ценность».

#### Особняк Щеглова (№ 121)
Двухэтажный особняк Щеглова (позднее хозяином дома стал Е. С. Бородулин) был построен в 1831 году по проекту архитектора Д. И. Квадри. В 1886 году архитектор Х. Х. Тацки провёл работы по изменению фасада, а в 1914 году в здании была проведена внутренняя перестройка и ещё одно изменение фасада (автор проекта — не установлен).
В 2001 году дом включён КГИОПом в «Перечень вновь выявленных объектов, представляющих историческую, научную, художественную или иную культурную ценность». В 2002 году к зданию пристроили мансарду, проект был разработан в бюро «Литейная часть-91» Рафаэля Даянова и согласован КГИОП. В 2023-м, однако, КГИОП рекомендовал лишить здание статуса памятника, поскольку мансарда «существенно исказила исторический (подлинный) облик объекта».

#### Доходные дома (№ 122—124, 127)
Доходный дом (№ 122) — сооружён в 1841 году, архитектор — З. Ф. Краснопевков.
Доходный дом (№ 123) — построен в 1874 году, архитектор — П. П. Гладов. Здесь жил в конце XIX века О. О. Грузенберг.
Доходный дом (№ 124) — возведён в 1880—1882 годах, архитектор — Е. И. Ферри-де-Пиньи.
Доходный дом (№ 127) — построен в 1879 году, архитектор — Н. В. Трусов.

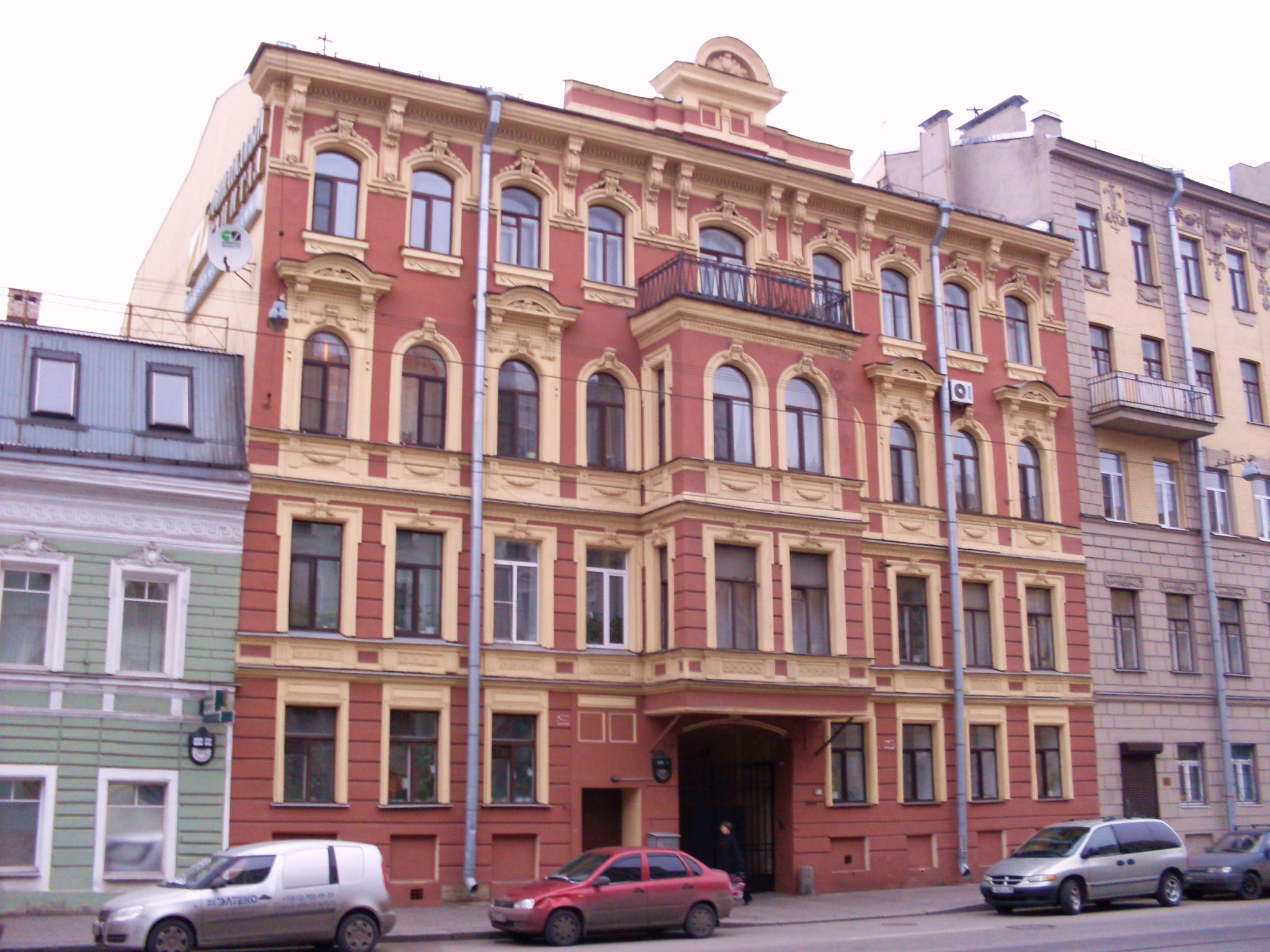
Доходный дом (№119)
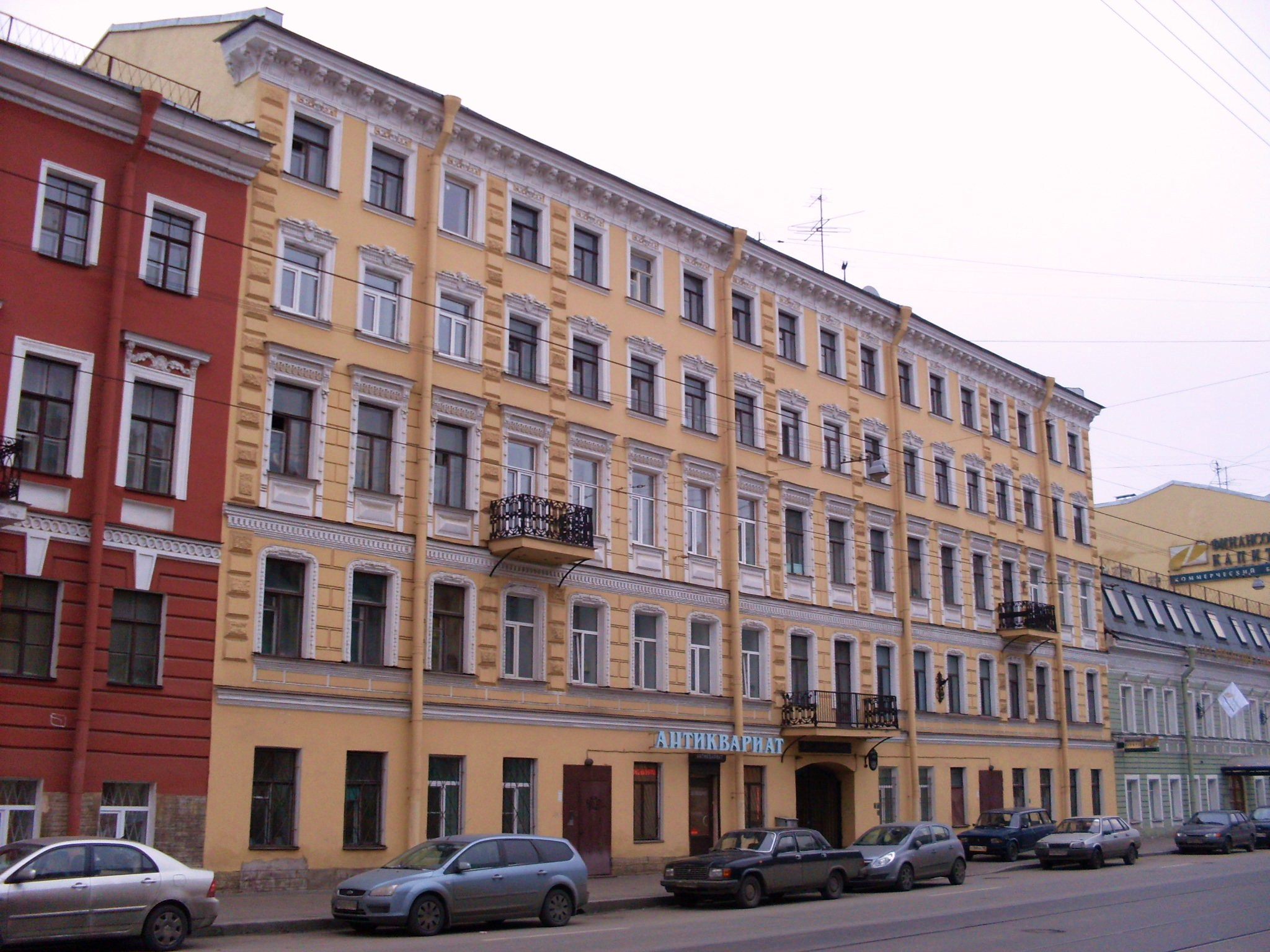
Доходный дом (№123)
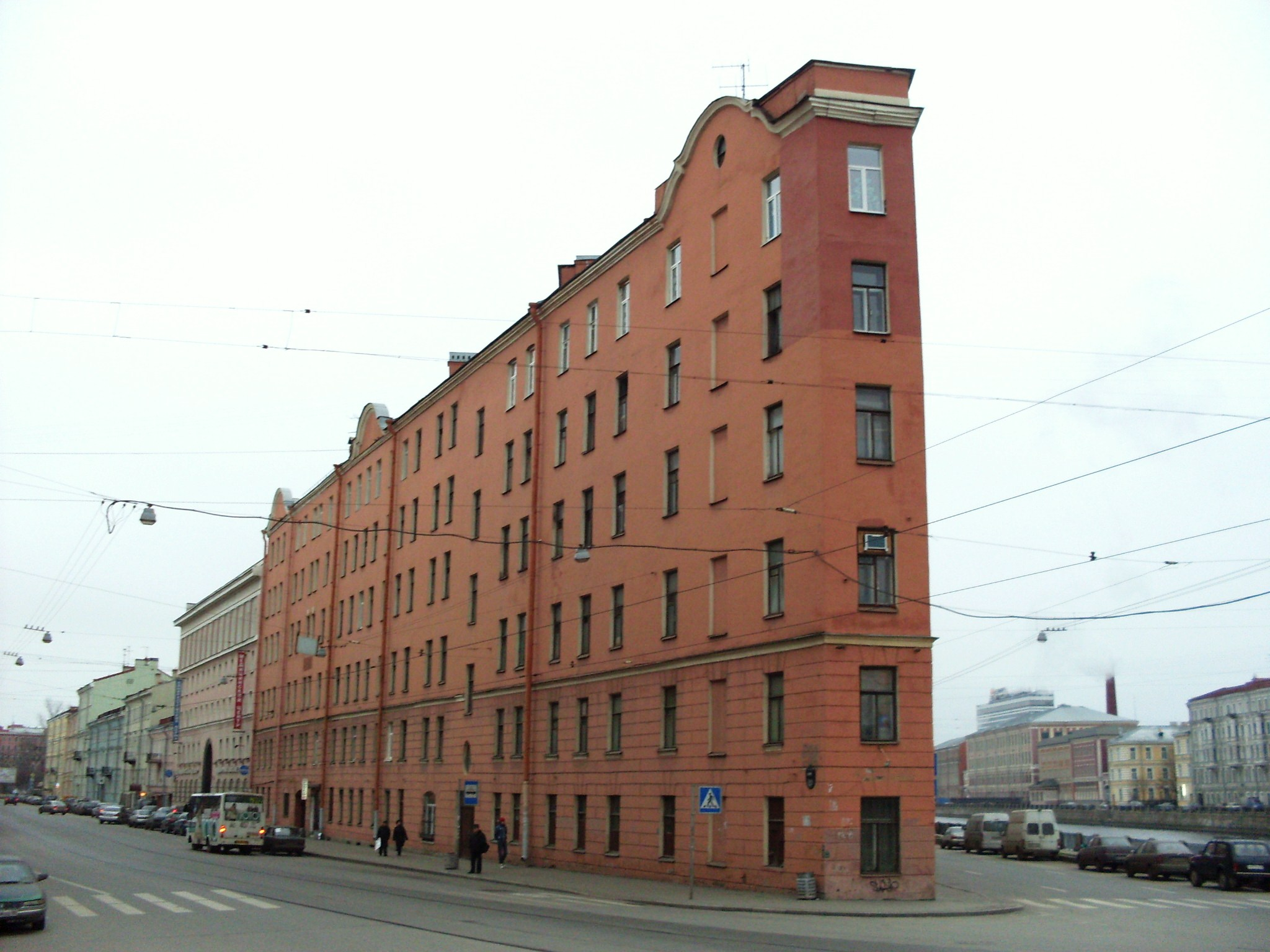
«Дом-утюг» (№128)
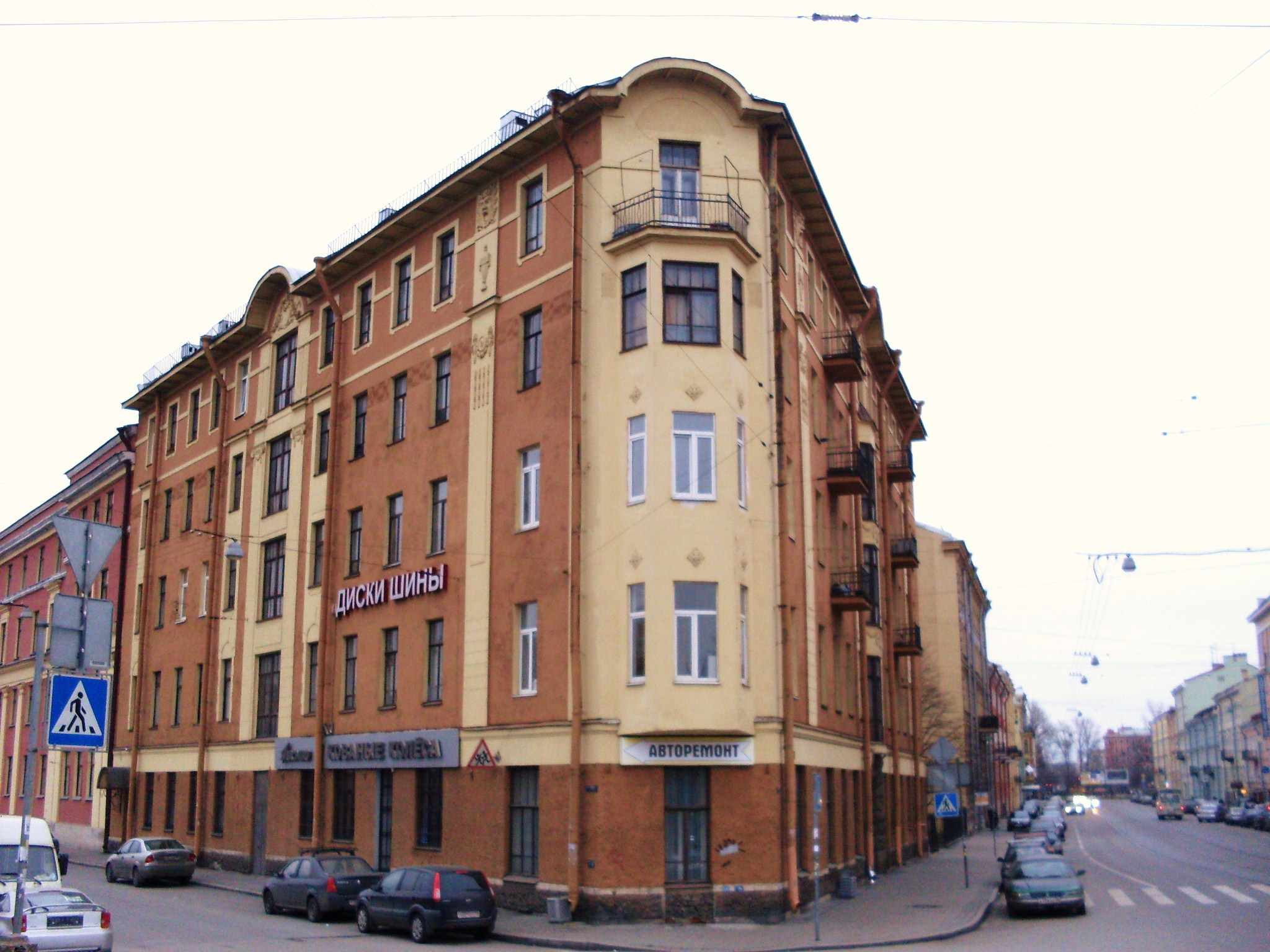
Доходный дом М. М. Греховой (№129)

#### «Дом-утюг» (№ 128)
Доходный дом, известный как «Дом-утюг на Садовой», был построен в 1911—1912 годах для вдовы ротмистра В. Г. Кудрявцевой по проекту архитектора В. В. Шаубом. Здание представляет собой яркий пример диктата заказчика. По проекту дом был декорирован в формах неоклассицизма, но в целях экономии средств домовладелица отказалась от отделки, оставив фасады голыми.

#### Доходный дом М. М. Греховой (№ 129)
Доходный дом, на пересечении Садовой улицы и канала Грибоедова был построен для домовладелицы М. М. Греховой в 1910 году по проекту гражданского инженера А. И. Стюнкеля. Дом расположен на треугольном участке, поэтому главным центром композиции стал острый угол здания, подчёркнутый эркером. Фасад же сооружения украшен пилястрами и маскаронами.
В 1922 году в квартире № 4 жил известный историк Е. В. Тарле.

#### Площадь Репина
Площадь Репина, расположенная между проспектом Римского-Корсакова, Лоцманской улицей, Садовой улицей и набережной реки Фонтанки, была сформирована в 1760-е годы и первоначально носила название Калинкина или Калинкинская. Современное название в честь художника И. Е. Репина было дано в декабре 1952 года. В 1782 году на площади был установлен верстовой столб из мрамора, который указывал на начало Петергофской дороги.

## Транспорт

### Метро
На Садовой улице находится 4 станции Петербургского метрополитена, через которые проходит основной пассажиропоток города:
- Станция  «Гостиный двор» находится на пересечении Садовой и Невского проспекта. Выход из метро встроен в здание одноимённого универмага Гостиный двор. Станция является пересадочным узлом к поездам Московско-Петроградской линии. Соединена со станцией «Невский проспект» тоннельным переходом и малыми эскалаторами.
- Станция  «Сенная площадь» расположена на одноимённой площади. Наземный павильон выполнен по проекту архитекторов А. С. Гецкина и В. П. Шуваловой, в непосредственной близости от места снесённой в 1961 году Успенской церкви (Спаса-на-Сенной). Станция является пересадочной к поездам Фрунзенско-Приморской линии на станцию «Садовая». 7 марта 2009 года открыт переход на станцию «Спасская» Правобережной линии. С вводом этой станции возник первый в Петербургском метрополитене трёхстанционный пересадочный узел[84].
- Станция  «Спасская» — конечная станция Правобережной линии Петербургского метрополитена. Станция введена в эксплуатацию 7 марта 2009 года.
- Станция  «Садовая» расположена на 5 линии между станциями «Звенигородская» и «Спортивная». До ввода в эксплуатацию участка «Достоевская» — «Спасская» входила в состав Правобережной линии.

### Трамвай
На всем протяжении улицы организовано трамвайное движение:
- Маршрут № 3, следует от площади Репина по всей улице и далее по маршруту. Кроме того, в центре Сенной площади имеется съезд для оборота двусторонних вагонов.

Маршрутные огни:  
- Маршрут № 16 на участке от Лермонтовского проспекта до Старо-Калинкиного моста и далее по маршруту.

Маршрутные огни:  
- Маршрут № 41, имеет конечную на площади Тургенева и следует до Старо-Калинкиного моста и далее по маршруту.

Маршрутные огни:  
В 1866 году на улице открыли первую линию конки, которая в настоящий момент является старейшей из ныне действующих трамвайных линий России. В 1907 году по улице была проведена одна из первых в Санкт-Петербурге линий электрического трамвая, которая проходила от Покровской площади к Невскому проспекту. А в 1908 году она была продолжена на север и впоследствии стала одной из самых востребованных в центре города. В 2000-х годах во время капитального ремонта Садовой улицы пути были реконструированы, а движение возобновлено. Некоторое время сотрудники ГИБДД следили за соблюдением правил дорожного движения и линия пользовалась у жителей города большой популярностью. Тем не менее, через некоторое время пассажирское движение на участке от Лермонтовского проспекта до Инженерной улицы было прекращено, что расценивалось специалистами как ошибочный шаг. В связи с большой загруженностью и узкой проезжей частью целесообразность одновременного использования улицы большим потоком пешеходов и автомобилистами (как для парковки, так и для и проезда) периодически ставится под сомнение. Выдвигаются различные предложения: запрет парковки на Садовой улице, исключение автобусного движения и усиление трамвайного, полное запрещение на отдельных участках автомобильного движения с организацией трамвайно-пешеходной зоны. В 2007 году был открыт маршрут № 16, связавший Садовую улицу, площади Репина и Тургенева через Лермонтовский проспект с улицей Марата, Лиговским проспектом и Карбюраторным заводом (ранее маршрут с таким номером до 2003 года связывал Малую Охту и Лиговский проспект). Трамвайный маршрут № 41, идущий от трамвайного кольца рядом с заводом "Северная Верфь", далее по улице Маршала Говорова, имеет на площади Тургенева оборотное кольцо. В конце 2009 года из Комитета по благоустройству и дорожному хозяйству поступило предложение о демонтаже трамвайных путей. В 2011 году сотрудниками Научно-исследовательского и проектного института градостроительного проектирования по заказу Горэлектротранса был выполнен проект возобновления пассажирского трамвайного движения по Садовой улице. 1 марта 2013 года был открыт трамвайный маршрут № 3, связавший площадь Репина с Сенной площадью, тем самым, после длительного перерыва, восстановив пассажирское трамвайное движение по Садовой улице, на участке от Лермонтовского проспекта до Сенной площади. По состоянию на 2015 год рассматривается вариант организации выделенной полосы для трамвая на всём протяжении Садовой улицы.

### Автобус
Самым развитым видом общественного транспорта на Садовой улице являются автобусы. Так, Сенная площадь является конечной остановкой для многих маршрутов, связывающих центр города с Финляндским вокзалом, Московским районом, Юго-Западом, Васильевским островом и Купчино.
По Садовой улице пролегает трасса шести автобусных маршрутов:
- № 49 (Двинская улица — Финляндский вокзал)
- № 50 (Малая Балканская улица — Театральная площадь)
- № 70 (Двинская улица — Садовая улица — Балтийский вокзал — Двинская улица)
- № 71 (Двинская улица — Балтийский вокзал — Садовая улица — Двинская улица)
- № 181 (улица Стасовой — площадь Репина)
- № 262 (улица Кораблестроителей — Подъздной переулок)

### Троллейбус
По улице пролегает трасса троллейбусного маршрута № 12 (улица Кораблестроителей — Тульская улица).
Остальные троллейбусные маршруты лишь пересекают магистраль по Гороховой улице (№ 17 Улица Костюшко — Казанский собор) и Невскому проспекту (№ 1 Улица Маршала Тухачевского — Ординарная улица; № 5 Конногвардейский бульвар — Тульская улица; № 7 Таллинская улица — Петровская площадь; № 10 Улица Кораблестроителей — Новгородская улица; № 11 Улица Кораблестроителей — Тульская улица; № 22 Хасанская улица — Площадь Труда).

## Мосты

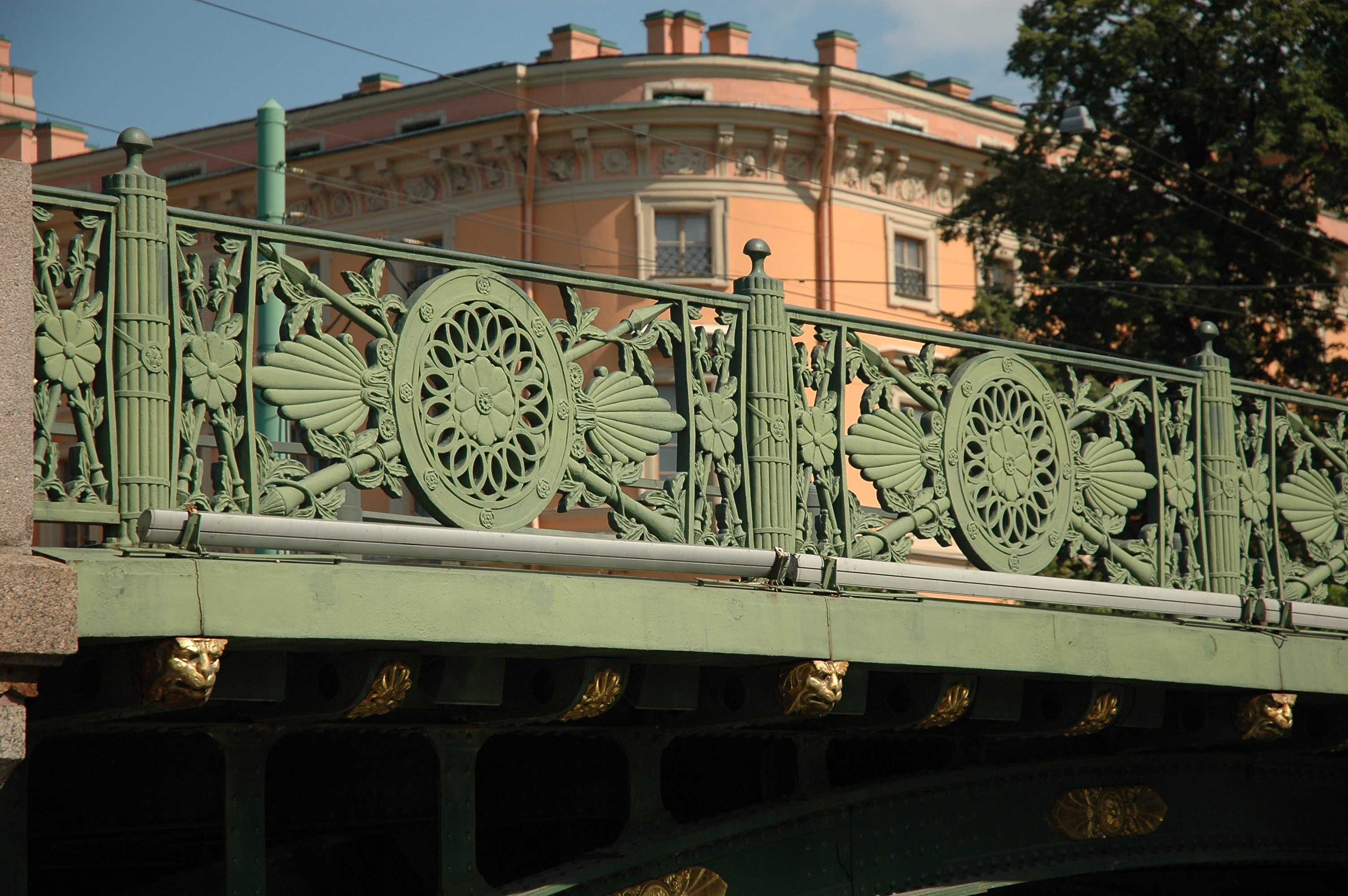
Решётка 1-го Садового моста

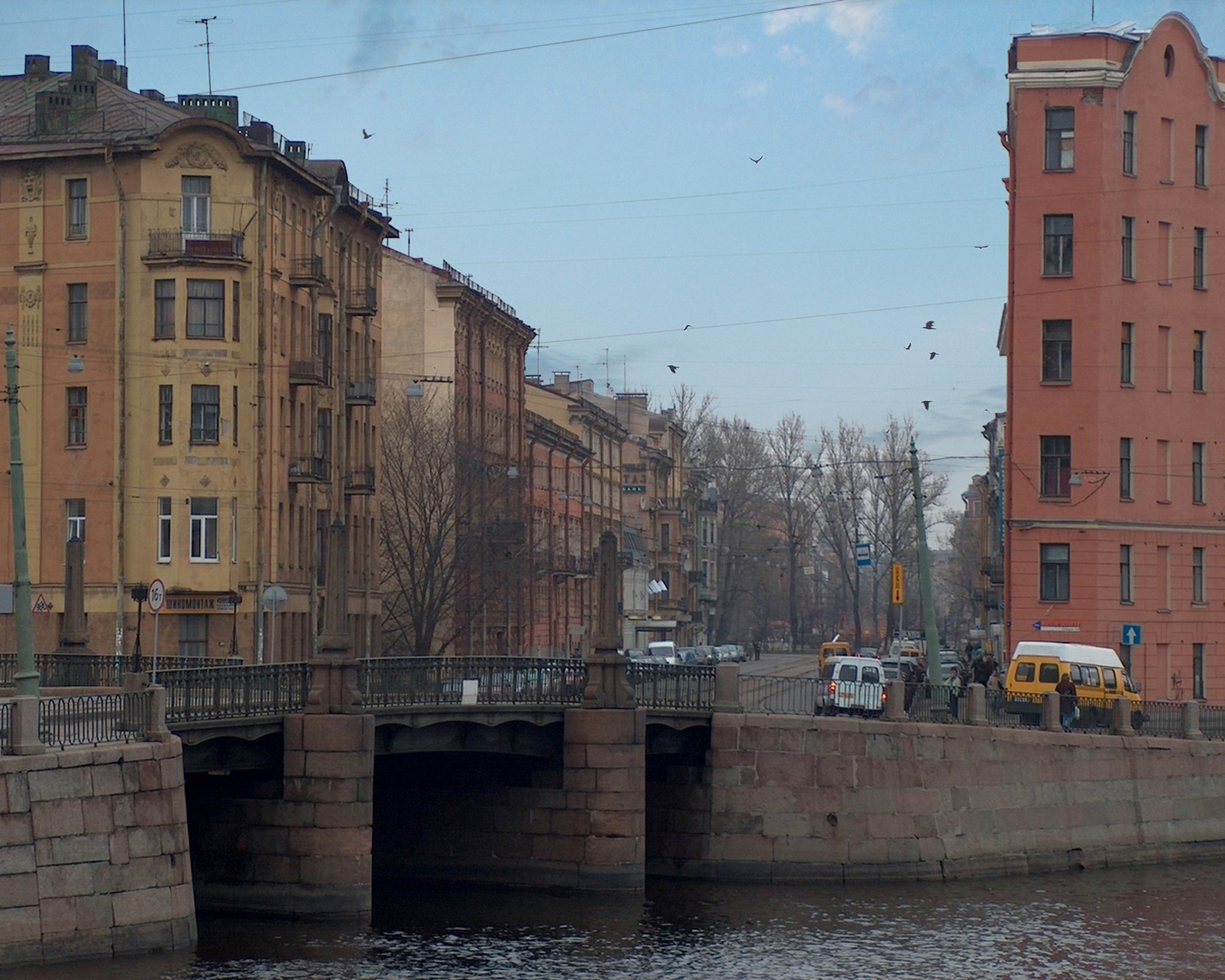
Вид на Мало-Калинкин мост и часть Садовой улицы до площади Тургенева (2011 год)

На протяжении улицы находятся три моста:
- 1-й Садовый мост — соединяет Спасский и 1-й Адмиралтейский острова через реку Мойку, а также связывает Садовую улицу с набережной Лебяжьей канавки и западной (нечётной) набережной реки Мойки. Первая переправа в этом месте была сооружена ещё в 1716 году, далее последовало несколько серьёзных перестроек и реконструкций, последняя из которых произошла в 1906—1907 годах, когда каменный свод заменили стальной двухшарнирной аркой со сквозным надарочным строением (архитектор Л. А. Ильин, инженер А. П. Пшеницкий). В это же время была осуществлена перекладка старых каменных опор.
- Старо-Никольский мост — соединяет Спасский и Покровский острова через Крюков канал близ зданий Никольского рынка и Никольского собора. Мост существовал с момента сооружения канала в 1717 году и представлял собой обычную деревянную переправу ригельно-подкосной системы. В 1905—1906 годах в связи с намеченным открытием трамвайного движения по Садовой улице, мост был перестроен по проекту инженеров А. П. Пшеницкого, К. В. Ефимьева, В. А. Берса[98]. Опоры моста были переложены и уширены, деревянные балки пролётного строения были заменены на металлические клёпаные, утолщены подпорные стенки набережной, примыкающие к мосту, установлены новые перильные ограждения[99].
- Мало-Калинкин мост — соединяет Коломенский и Покровский острова через канал Грибоедова. Расположен в месте впадения канала в Фонтанку, по северной (нечётной) набережной между домами № 199 и 201. На этот же перекрёсток выходит и Садовая улица. Построен в 1783 году инженером И. Н. Борисовым одновременно с сооружением гранитных набережных канала. В 1908 году в связи с прокладкой трамвайных путей мост был расширен: вместо деревянных балок установлены клёпаные металлические с чугунными противовесами.

В непосредственной близости от улицы расположены также Сенной мост, Красногвардейский мост, Ново-Никольский мост и Пикалов мост.

## Пересечения с другими улицами и подземные переходы
В направлении с востока на запад Садовая пересекает другие крупные улицы и городские магистрали: Инженерная улица, Итальянская улица, Невский проспект, улица Ломоносова, Гороховая улица, Московский проспект, Вознесенский проспект, Большая Подьяческая улица, набережная Крюкова канала, Лермонтовский проспект, Английский проспект.
На перекрёстке Садовой и Невского находится подземный переход с 6-ю выходами.
На Сенной площади вестибюль станции метро «Садовая» имеет 4 выхода по разные стороны площади и является подземным переходом.

## Садовая улица в поэзии
В известной сказке «Мойдодыр»:

А от бешеной мочалки

Я помчался, как от палки,

А она за мной, за мной

По Садовой, по Сенной.— Корней Чуковский,
«Мойдодыр», 1921